# 東京卍リベンジャーズ
『東京卍リベンジャーズ』（とうきょうリベンジャーズ、Tokyo卍Revengers）は、和久井健による日本の漫画。『週刊少年マガジン』（講談社）において、2017年13号から2022年51号まで連載された。略称は「東リベ」「東卍」。
不良だった主人公がタイムリープの能力に目覚め、中学時代へタイムスリップした事を機にかつての恋人が殺害される運命を変えるべく、元凶となる暴走族チームで成り上がる姿を描いたサスペンス作品。ヤンキー漫画の要素に加えてSF漫画やアクション漫画の要素が合わさった作風が特徴。
第44回講談社漫画賞少年部門受賞作。2021年12月17日発売の25巻にて初版100万部を達成。2024年4月時点でのコミックスの全世界累計発行部数は8000万部を突破している。2022年4月時点で公式X（旧Twitter）のフォロワー数は100万人を突破している。
2021年からは卍を消した『東京リベンジャーズ』のタイトルでテレビアニメ化、実写映画化、舞台化、ミュージカル化が行われている。

## あらすじ
2017年。26歳のフリーターとして底辺の生活を送っていた花垣武道は、中学時代の彼女だった橘日向が弟の直人とともに犯罪集団東京卍會（東卍）の抗争に巻き込まれ死亡したニュースを目にする。翌日、バイト帰りに何者かによって電車のホームへと突き落とされた武道は、轢死を覚悟した瞬間に人生の絶頂期だった12年前の2005年にタイムリープする。不良仲間と共に渋谷の中学へ乗り込んだはずが、地元の一大暴走族だった当時の東卍に袋叩きにされる過去を追体験した武道は、偶然直人に遭遇。彼に日向が12年後殺される運命であると伝えた結果、武道は死を回避した直人に命を救われる結果に改変された2017年に帰還する。武道は直人の奮闘むなしく日向が殺害された事実に加え、自身が直人との握手によって12年前にタイムリープできることを示され、日向を救い最悪の未来を変えるべく、東卍での成り上がりを目指す。
1回目
自身のトラウマとなった12年前の2005年7月4日にタイムリープ。溝中五人衆と共に渋谷三中とのカチコミに行くもキヨマサこと清水 将貴率いる3年生に半殺しにされ、「東京卍會」の兵隊となる。その帰り道に日向に会いに行き、公園で感傷に浸っているところにカツアゲされている橘 直人を偶然助け、彼に日向と直人が12年後の7月1日に殺されることを伝え握手した瞬間、現代に戻る。現代ではホームで突き飛ばされた際に直人に助けられており、その時手を掴まれたことで1回目のタイムリープが偶然発生したことが判明する。現代に戻ってからは過去を変え日向の死を阻止するため、直人の事務所で「東京卍會」について勉強させられている。

2回目
7月6日の喧嘩賭博最中にタイムリープしたため、喧嘩の相手から一発顔に喰らい、ノビてしまう。その後清水にマイキーこと佐野 万次郎か稀咲 鉄太に会いたいことを伝えるが半殺しにされる。その翌日タクヤが喧嘩賭博に選ばれるも武道は未来を変えるため清水とのタイマンを望み、またも半殺しにされるものの、ドラケンこと龍宮寺 堅、万次郎が現れたことにより命拾いする。その後万次郎と友好関係を築き、現代へ戻る。このタイムリープで"12年前の今日"にしか戻れないこと、戻っている間、武道の体は仮死状態であることが判明する。その後「アッくん」こと千堂 敦が「東京卍會」の幹部をしていることを知り、会いに行くも千堂は自身が武道をホームで突き飛ばした犯人であったことと稀咲への恐怖を吐露し、武道の目前で飛び降り自殺。その時に龍宮寺が死んでいることを知り、直人に龍宮寺についての調査を依頼する。

3回目
佐野 エマがカラオケ部屋で下着姿で自身に馬乗りになっている最中にタイムリープ。「東京卍會」の集会に龍宮寺に呼ばれ参加する。その集会で「愛美愛主（メビウス）」と抗争が始まることを知り、龍宮寺の付き人になろうとするもあっけなく断られ撃沈、龍宮寺を尾行する。その後現代に戻り、12年前の「愛美愛主」の総長・長内 信高に話を聞くが大した情報も得られず、抗争を避けるためにもう一度タイムリープを決意。

4回目
千堂が運転する自転車での会話中にタイムリープ。千堂に絶対美容師になることを約束させ、万次郎らに抗争を止めるように頼み込むも断られている最中に長内が抗争の為に倉庫に乗り込んで来る。「パーちん」こと林田 春樹が長内を刺し、警察に捕まらない様に逃げている最中に林田と長内の喧嘩の前に長内に殴られたダメージで意識を失う。その後エマから入院している最中に「マイキー派」と「ドラケン派」に分かれ、内部抗争が起こりそうになっていることを聞き、自宅にお見舞いに来た龍宮寺と万次郎の喧嘩を止め、内部抗争が起きるという未来を変えた。しかしながら8月3日の夏祭りの当日に山岸から龍宮寺を的にしている者がいると伝えられ、知らせようとしたところ清水が「愛美愛主」の残党と組み龍宮寺殺害のため刃物を用意している現場を目撃。清水を阻止しようと立ち向かうが、過去のトラウマから手出しできずに呆気なく捕まる。縛り上げられ転がされていたところを日向に助けられ、三ツ谷 隆と合流。その後半間 修二率いる「愛美愛主」と「東京卍會」の「8・3抗争」に巻き込まれるが、その最中清水に刺された龍宮寺を発見。龍宮寺を病院に連れていこうとするも自身のトラウマとなっている渋谷三中メンバーと出くわし、無意識に逃げようとするが、自身に発破をかけ、清水とのリベンジマッチを志願。いきなり左手をナイフで刺されるが、最後は清水の首を絞めて窒息させ勝利し自身のトラウマを断ち切った。その後溝中五人衆の助けもあり、龍宮寺を病院に連れていき、彼が一命を取り留めたことでミッション成功。お見舞いで万次郎の「東京卍會」設立当初の特攻服を預かり、日向に四葉のクローバーのネックレスをプレゼントし現代へ戻る。

4回目後の現代
過去を大きく変えたため現代に戻った直後はレンタルビデオ屋で仕事中だった。しかし左手に清水に刺された傷痕があり、携帯には千堂の美容室の1人目の客としての予約が入っていて、直人の番号が登録されていなかった。今回は日向が生存していることを知り彼女に会うことを決意。初めて現代の日向と出会い、車で出かける。その際日向から12年前のクリスマスに武道が日向を振ったことが明かされる。公園でトイレに行っている最中に半間に遭遇。嫌な予感がし、急いで日向の所に戻ろうとするが、停車中の車に後ろから千堂が運転する車が突っ込み、日向を乗せた車は壁に挟まれ大破する。千堂が乗った車は爆発炎上し、日向を助け出そうとするも、死を覚悟した彼女に突き飛ばされる形で車外に押し出され、直後に目の前で車が爆発する。炎上する車を見ながら自身が「東京卍會」のトップになることを決意。日向の葬式の後に死刑囚となった龍宮寺に会い、東京から出ることを薦められるもトップになるためにタイムリープを決意する。

5回目
万次郎、龍宮寺と銭湯に行っている最中にタイムリープ。そのまま集会に参加し、稀咲が参番隊の隊長に任命されるのを見て思わず殴ってしまう。万次郎の決定に逆らったことに対し、その場では場地 圭介に助けられるが、稀咲に殴られ失神する。目を覚ました後は、万次郎に場地を連れ戻すことを条件に稀咲を「東京卍會」から外すことを提案。この会話の最中「東京卍會」設立の経緯について知っており、その話を盗み聞きしていた三ツ谷の弐番隊に入隊。帰りに場地のお守りと設立当初に撮られた写真を手に入れる。学校に戻ってからは山岸に「東京卍會」と、場地が入隊した「芭流覇羅」について教えてもらっている最中に現れた羽宮 一虎に連れられ「芭流覇羅」のアジトに証人として連れて行かれる。その後場地から羽宮の過去について教えてもらうも、側近の松野千冬を叩きのめす"踏み絵"に合格し「芭流覇羅」に正式に入隊した場地を連れ戻すことに失敗。翌日、傷だらけの松野 千冬に出会い、二人で長内に稀咲についての話を聞きに行くが、かえって不明な点が増えたため一度現代に戻る。現代ではもう一度龍宮寺に会いに行き、「血のハロウィン」のことを聞き、場地を助けるべくタイムリープを決意する。

6回目
日向との下校最中にタイムリープ。お揃いのネックレスをもらい、「血のハロウィン」前日に千冬と共に場地に会う。その際に場地に「死なないで」という忠告をするも聞く耳を持ってもらえず抗争当日になってしまう。抗争では場地を捜すあまり標的となってしまったところを三ツ谷に助けられ、叱咤されたことから、ボロボロになりながらも戦い続けたことが東卍メンバーの発破となった。その後千冬と共に場地を止めようとするも場地は武道が説得している間に羽宮に刺されてしまう。その後万次郎と一虎を守るため自決することを選んだ場地から稀咲が金銭で林田を出所させる代わりに自分を参番隊隊長に任命するという話を聞いてしまったこと、万次郎には羽宮を殺す理由がないことを告げられ、万次郎に殴られながらも羽宮を殺害することを阻止した。その後少年鑑別所にいる羽宮に龍宮寺と共に面会に行き、そのまま龍宮寺の自宅に行く。その帰りに万次郎とエマが兄妹であることを知る。その後龍宮寺から絶対に来るように言われた集会で弐番隊の刺繍が入った特攻服を初めて着用し、正式に「東京卍會」のメンバーとなる。その集会では「血のハロウィン」の総決算でこの抗争で死んだ場地の代わりに千冬から壱番隊隊長を指名され、承諾する。

6回目後の現代
過去で壱番隊隊長になり、現代に戻った直後は働いていたレンタルビデオ屋だったが客としての利用で今までの過去とは違い、オールバックで高級な腕時計や衣服を着用。厳つくなった山岸と運転手がいる高級車に乗り、自宅に帰ると千冬が待っており、自身が「東京卍會」の幹部になっていたことを知る。最高幹部の集会場で三ツ谷以外の元隊長と林、元「黒龍」の柴 八戒、ココこと九井 一、イヌピーこと乾 青宗と出会う。その後稀咲に連れられ稀咲がオーナーの店に行くも睡眠剤を入れた酒を飲まされ拘束される。左足に銃撃を受けるも、千冬に「東京卍會」を託され、千冬は武道の真横で銃殺される。その後武道も銃殺されかけるが、出所していた羽宮に助けられ、路地裏で直人と出会うも現行犯逮捕される。千冬の隠し撮りで日向を殺すように千堂に伝えたのが自身で自分を庇うためにあと一歩のところまで稀咲を追い詰めていたが証拠を隠した要因となっていた。自身の手で日向を殺してしまい自暴自棄になっていたが直人の励ましもあり、取調室でタイムリープする。

7回目
日向とのボウリングの最中にタイムリープ。隣のレーンでまだ「東京卍會」弐番隊副隊長であった柴 八戒と姉の柴 柚葉と出会う。八戒たちの自宅に行くも十代目「黒龍」に遭遇。九井、青宗と十代目総長の柴 大寿と出会い大寿に半殺しにされるも八戒が「黒龍」に入隊するのと引き換えに命拾いする。その日の夜、千冬に自身が未来から来たことや未来で起こっていることを話した。和平協定成立後に八戒からの決意を聞き、万次郎と三ツ谷を除いた東卍幹部をファミレスに呼び出し、「黒龍」との抗争を提案するも却下されるが稀咲、半間と共に12月25日までの短期チームを結成。その後日向と直人の父親である橘 正人と出会い日向と別れるように説得され、日向を巻き込みたくない一心で日向に別れを告げる。「聖夜決戦」前に千冬から壱番隊隊長の襷を受け取り、教会に乗り込む。大寿に圧倒されるも後ろから刺殺しに来た柚葉に気づき、偶然ながら大寿は傷が浅く、刺殺を免れ柚葉がキーマンだったことを知る。その後三ツ谷、千冬と合流し「黒龍」と戦うも圧倒的に不利な状況になり、八戒が懲りずにナイフで刺殺を試みるも頭突きで制止し、立ち向かうことがどういうことか体を張って八戒に伝える。ボロボロになりながらも大寿に膝をつかせ、八戒を変えることに成功するも状況は絶体絶命に陥る。しかし万次郎、龍宮寺の合流もあり、「黒龍」に勝利し八戒が柚葉の罪を被る未来を変えることに成功し、抗争後に万次郎に連れられ日向との復縁に成功。新年一発目の集会で青宗と九井が自身の傘下に下ることを知り、稀咲の除名に成功する。数日後には万次郎からコツコツ部品が集められ作られたCB250T、通称バブで万次郎のバブの双子のエンジンを使用して作られたものを贈与される。現代に戻る前に万次郎、龍宮寺、千冬、三ツ谷、八戒と共に集合写真を撮り、現代に戻る。
現代に戻った直後は三ツ谷の葬儀であり、直人から万次郎が東卍メンバーの殺害をしていることが伝えられる。この現代の武道は「東京卍會」を抜けており、万次郎がフィリピンから出した手紙を元にフィリピンの廃墟で現代の万次郎に出会い、銃殺されかけるも直人により助けられる。しかしながら万次郎は自身の手の中で息を引き取った。

8回目
千冬と再会し、横浜に行こうとするも乗ろうとした電車に「天竺」のメンバーが乗っていたが袋叩きにされる前に千冬に助けられる。千堂を背負って逃げるも千冬が気になり戻ろうとするも「天竺」の総参謀になった稀咲と遭遇。稀咲が去った後、「天竺」の四天王である望月 莞爾率いる望月隊に囲まれるも河田ナホヤとソウヤに助けられる。千冬と河田兄弟と共に「天竺」の本拠地に乗り込もうとするが「天竺」四天王の鶴蝶が待ち構える倉庫に突入。鶴蝶から黒川 イザナを助けてほしいと懇願される。その後集会にて「天竺」との抗争が決まり、一度現代に戻ることを千冬に勧められる。
現代に戻ってからは「黒龍」との抗争があった教会に行き偶然にも大寿と遭遇。大寿が経営している飲食店でイザナと「黒龍」について教えられている途中に青宗、九井の襲撃に遭う。大寿のおかげで逃げることに成功するが”関東事変”について青宗、九井に聞きたいため店に戻ろうとしたところに稀咲の銃撃に遭うも直人に助けられる。しかしイザナが鶴蝶を連れて登場し、鶴蝶に撃たれ直人共々瀕死状態に陥る。直人の希望もあり、直人が死ぬ前に9回目のタイムリープを成功させる。

9回目
現代の直人が死亡したため、過去の直人と握手をしても戻れない状況になってしまう。その後「天竺」について調べていたがムーチョこと武藤 泰宏に拉致され、九井が「天竺」に入るための青宗と共に人質になってしまう。九井のおかげで助かるも九井を助けようとする姿が初代「黒龍」総長である佐野 真一郎の姿と重なった青宗に懇願され、青宗が「東京卍會」の壱番隊隊員になることを条件に十一代目「黒龍」総長となる。エマの死により消沈した万次郎と死を受け入れられなかった龍宮寺の代わりに東卍の総長代理として「天竺」と抗争することを決意する。最終決戦では幼馴染である鶴蝶と対峙する。東卍の主力メンバーが鶴蝶によって沈められ、自身も彼に痛みつけられても、立ち向かい続け、ついに、稀咲との1VS1の心理戦によって彼を圧倒する。しかし、稀咲に殴られ立てなくなるも千堂に肩を借り、千冬、青宗、八戒、林、ソウヤらと共に稀咲の「東京卍會」と「天竺」の合併という提案を稀咲を殴り返すことで拒否する。その後イザナの乱入により、殴られるも万次郎、龍宮寺、日向らの到着まで負けることなく「東京卍會」を守り切った。その後イザナが死亡、鶴蝶が意識不明の重体となり、稀咲は半間に連れられバイクで逃げていく中、龍宮寺の後ろに乗り追走。その後稀咲たちが転倒し追いついた。それでもなお逃走する稀咲を追走しついに彼と一進一退の攻防を繰り広げ、稀咲が日向に好意を抱いていることを知るも、自分を殺しても日向の心が稀咲に向く可能性は皆無であることを直感し激昂、武道は稀咲が持つ拳銃を蹴りで払い落したうえで奪い、稀咲を射殺しようとするが、万次郎と日向が駆け付けたことにより思いとどまるも、逃走する稀咲を追走し、「稀咲を未来に帰させない！」と発したことで稀咲の足を止めるが、止まる位置が悪かったのか、稀咲に「自分はタイムリーパーではない。」と告げられた後に、稀咲がトラックにはねられるのを目撃し、稀咲の死によって一連の戦いに終止符を打った。数日後、一命を取り留めた鶴蝶のお見舞いをした。エマの告別式の数日後、万次郎に一連の出来事を語った後、東卍解散を見届け、主要メンバーとのタイムカプセルの作成、日向のプロポーズを経て現代に帰還。

9回目後の現代
結婚式場のトイレで林田の結婚式の身支度の最中だったが、日向に連れられ会場入りする。以前同様にレンタルショップで働いているが店長に昇格しており、以前まで店長だった人物は自身の部下になっている。「梵天」の首領が万次郎だということを信じられず、直接本人に会って確かめるために再び過去へ向かおうとする。しかし、直人が過去を変えたいと強く願う状態ではなくなったため、トリガーの役目を果たせず、タイムリープできなくなる。その後は万次郎に自身の結婚式の招待状を渡すために手あたり次第「梵天」の息がかかった場所を探すも見つからず、かつて拠点としていたボーリング場にて万次郎、三途と再会。しかし万次郎に銃弾を3発撃ち込まれ、瀕死になりながらも万次郎を助けるため、屋上から飛び降り自殺をしようとした万次郎に叱咤しながら偶然にも手を掴んだことによってタイムリープが成功する。タイムリープしたときはナオトの時とは時代が異なり、2008年の高校2年生時にタイムリープを果たした。

10回目
ある朝に寝坊して高校に遅刻しそうなタイミングにタイムリープ。山岸から「六破羅単代」・「梵」、そして「関東卍會」の存在を知り、万次郎を倒すという目標を立て、東卍の主要メンバーに声をかけるが、仲間の夢を尊重し断念したところを龍宮寺に呼び出され、バイクで走っているところを「六破羅単代」の総代で“無双のサウス”こと寺野 南と彼に掴まれた青宗に遭遇する。龍宮寺に痛みつけられているのを見て寺野の化け物級の強さを身に染みたところに「梵」が乱入し、「六破羅単代」に入るか「梵」に入るか板挟みになりかけるも、両陣営と争わず、単独で万次郎を倒すと宣言してしまう。その後、龍宮寺が武臣に詰め寄ったことや千咒が「梵」を設立した目的を明かしたことで「六破羅単代」・「梵」のいずれかに入隊する事こそ万次郎を倒すきっかけになると悟り、「梵」への入隊を決意する。その翌日、千咒が女性であることを知り雑用をこなしていくが、別れ際に千咒が死ぬビジョンを見る。7月7日に「梵」の本拠地である「B-1」入りし千咒から特攻服を入手。その後、千咒と遊園地デートに付き合うが、その時に見たビジョンにより今日であることを知り、龍宮寺が駆け付けるまで寺野を崇拝する「六破羅単代」の過激派の襲撃から千咒を守り抜くが、龍宮寺が身代わりとなって被弾してしまい、千咒の死は回避したものの、その代償として龍宮寺がビジョンで死ぬ人物として置き換わる形となった。その後、龍宮寺の死を知った武臣は「六破羅単代」に抗争を仕掛け、遅れてきた万次郎ら「関東卍會」も参戦し、「三天戦争」が勃発し、結果、「関東卍會」が勝利。武道は黒い衝動と化した万次郎によって瀕死の重体になり入院。退院後、かつての仲間を集め「二代目 東京卍會」を結成。一方の「関東卍會」も「六破羅単代」を吸収合併し「梵」の大幹部だった荒師と今牛を味方をつけ、最大勢力に拡大。「二代目 東京卍會」が抗争を仕掛けたことで最終決戦に発展し、途中、三途の企みを阻止する過程で鶴蝶が瀕死の重体になるも、最終的に武道と万次郎の一騎打ちにもつれ込み、その過程で真一郎がもう1人のタイムリーパーであることが判明。万次郎に黒い衝動を解放させて一騎打ちに臨んだ結果、武道が瀕死の重傷を負う。万次郎が武道に生きてほしいと願い涙した結果、瀕死の武道が10年前への奇跡のタイムリープを果たすことに。

新たな世界線
1998年の小学1年生時のある朝に寝坊したタイミングにタイムリープし、急いで佐野家へと急ぎ、少年期の場地と三途、少女期のエマと遭遇。そして、唯一未来での記憶を保持した万次郎と出会う。実はトリガーである万次郎自身もタイムリープしていたのだ。「東京卍會」創設で武道は稀咲を誘い、「黒龍」・「天竺」との抗争の末に両陣営が合流、ついに、「東京卍會」を最大勢力に拡大した。「東京卍會」の解散から11年後、武道と日向の結婚式が行われハッピーエンドとなった。
- 作者が新たな世界線でエンディングを迎えるという構想については「血のハロウィン」編の時から決まっていたことを明かしている。

## 登場人物
声はテレビアニメ版の声優。映画・舞台・ミュージカルのキャストはそれぞれの節を参照。

### 主要人物
花垣 武道（はながき タケミチ）
声 - 新祐樹、渡辺明乃（小学生）
本作の主人公。タイムリープ時の経歴は「東京卍會」隊員→「東京卍會」壱番隊隊長（のちに十一代目「黒龍」総長を兼務）→「梵」首領雑用係→二代目「東京卍會」総長。1991年6月25日生、身長165センチメートル（過去）、血液型A型。バイクはCB250T（バブ）。
タイムリープ前はボロアパートに住み、毎日頭を下げる最低な日々を送るダメフリーターだったが、ある日中学2年時に交際していた橘 日向が「東京卍會」の人間に殺され、自らも何者かに電車のホームで突き飛ばされ、殺されかけたことがきっかけでタイムリープに目覚める。
喧嘩の実力は平凡で、強者相手では敵わないほど最弱だったが、タイムリープを繰り返すなかでヒナや仲間の未来のために身体を張ることも厭わない精神力を見せ始め、格上の大寿に膝をつかせたり、清水や稀咲が圧倒されるまでに成長する。しかし、喧嘩が弱い理由が、タイムリープに目覚める前に精神的苦痛からきているものであり、本来の喧嘩の実力はイザナに鍛えられた鶴蝶と渡り合えるほどであり、事実、「関東事変」で鶴蝶に一方的に痛めつけられても倒れないタフさを見せている。さらに、最終決戦の際には、万次郎にすら善戦するほど強くなっている。
三天戦争編ごろから、一瞬先の未来のビジョンが見えるようになり、最終決戦の際にはそれを駆使して万次郎のキックを見切っている。
橘 日向（たちばな ヒナタ）
声 - 和氣あず未
本作のヒロイン。通称はヒナ。1991年5月21日生、身長153センチメートル（過去）、血液型A型。武道が好意を持つ女性で、武道が中学2年生時に交際していた彼女である。向かって右の口元に艶ぼくろがある。タイムリープする前の現代では「東京卍會」の抗争に巻き込まれ弟の直人と共に死亡していた。お年寄りに席を譲る優しい性格で、武道の心が折れそうな時や彼が辛い気持ちを隠そうとする時に、何度も武道の心の支えになっている。
1回目のタイムリープ時ではほぼ拉致状態で遊びに付き合わさせた万次郎にビンタを喰らわし、恐怖心を抱きながらも好きな人を守る勇気を見せた。4回目のタイムリープ時には武道、龍宮寺、エマと一緒に夏祭りに行くも武道が清水に拘束されているとこを助け、自信のふがいなさに涙した武道に口づけをして助言を送った。「8・3抗争」後に武道から四葉のクローバーのネックレスをもらう。
3回目のタイムリープ後の現代では生きており、12年前に貰ったネックレスを付けている。武道、直人と車で出かけ、途中武道と二人きりになるも武道が途中でトイレに行く際中に車に一人で戻る。そこで千堂が運転する車が突っ込んできて運転席に足を挟まれ身動きができない状況で武道を助け死亡する。その後のタイムリープ後も同じように死亡しているが6回目のタイムリープ前に武道の指示によって殺されている。エマからエマと万次郎が兄妹と聞かされていることを忘れ、エマと万次郎が浮気していると思い込み尾行するなど天然な一面もある。
稀咲とは小学校時代、同じ塾に通っており、ある日稀咲と帰宅途中、猫をいじめている中学生を相手に立ち向かった際に武道に助けてもらったことから武道に好意を抱いていた。実は小学生時代の出来事こそ、稀咲が一連の抗争を仕掛け、場地、エマ、イザナの命を奪った上に鶴蝶を重体に追い込み、羽宮、柴兄弟の運命を狂わせる遠因であることが終盤で判明する。12月25日には現代で死亡した公園で武道から別れ話を持ち出され泣きながら武道を殴り別れるも「聖夜決戦」後に万次郎に連れられ、泣きながら復縁を求める武道を見て初詣に連れていくことを条件に復縁する。
9回目のタイムリープ前に直人が死んだことで自殺も視野に入れるほど絶望した武道を励まし、それと同時に武道がタイムリーパーであることを知る。
「関東事変」前にエマが亡くなり、武道が病院を去った後、万次郎と龍宮寺に自身が12年後に死ぬこと、それを助けるために武道が未来から来たことを伝え、二人を再起させ、自身も決戦の場に赴いた。「関東事変」の終了後は万次郎と共に稀咲と戦う武道のもとに赴き、武道が稀咲の射殺を思いとどまらせるのと同時に稀咲を動揺させる。
9回目のタイムリープ後の現代では稀咲が死亡したことにより死なずに済んだ。武道を林田の結婚式の会場に連れ出す。
橘 直人（たちばな ナオト）
声 - 逢坂良太、平田真菜（少年）
日向の弟。タイムリープする前の現代では日向と同じく死亡していた。しかし1回目のタイムリープ時にカツアゲされているところを偶然武道に助けられ、武道から7月1日に日向と自身が死亡すること、7月4日に武道が何者かによって殺されることを伝えられ、当時オカルトを信じ込んでいたため真に受けたことがきっかけで武道を助けることに成功。このことがきっかけで刑事になる夢を持つ。その後半ば監禁状態で武道に「東京卍會」について教え、万次郎か稀咲を過去で殺すことを依頼しタイムリープさせる。「8・3抗争」後の現代では武道とはつながっていなかったが電話で日向が生きていることを伝え、未来が大幅に変わったことに歓喜していた。
6回目のタイムリープ後は武道が「東京卍會」の幹部になっていたため出所した羽宮に姉の復讐がしたいと近づき、千冬、羽宮と共に「東京卍會」をあと一歩まで追い詰める。その後羽宮に武道を路地裏に連れてくるように指示し、現行犯逮捕することによって取調室で二人きりの空間を作り出した。しかし武道が自身の手で日向を殺害したことに絶望し、自暴自棄になっている彼を励ました。
7回目のタイムリープ後に記憶が上書きされ、武道の自宅で武道と合流し、「東京卍會」の主要メンバーが殺害され、万次郎が指名手配されていることを伝え共にフィリピンに飛ぶ。武道の身の危険を察知し、万次郎を撃ち殺害するも万次郎に感謝される。8回目のタイムリープ後には大寿と合流し、稀咲が生きていることを知らせる。その後かろうじて逃げ延びるも稀咲に殺害されそうになった武道を助けるも銃弾を受けて瀕死状態に陥る。その後トリガーとしての最後のタイムリープとして握手をし、死亡。過去の直人と握手をするも現代の直人が死亡したため武道は現代に戻れなくなったが、9回目のタイムリープ後で稀咲が死んだ影響で生存を果たす。しかし、姉を救うために過去を変えるという目的を果たしトリガーとしての役目を終えたため、武道が過去に戻ろうと自分に握手してもタイムリープが起きなかった。
「新たな世界線」では、オカルト雑誌の記者になっていた。
佐野 万次郎（さの まんじろう）
声 - 林勇、ファイルーズあい（少年）
「東京卍會」総長。通称マイキー。1990年8月20日生、身長162センチメートル、体重56キログラム、血液型B型、愛機はCB250T（バブ）。
"無敵のマイキー"と称され、誰もが知るカリスマ中のカリスマで喧嘩の強さは天下一品と評される。1回目のタイムリープ時に喧嘩賭博の現場に龍宮寺と共に居合わせ、負けそうになりながらも引かない武道を気に入り"タケミっち"とあだ名をつける。その後溝中にまで押し入り、武道を強制連行しようとして日向にぶたれるが日向に優しく注意する。
3回目のタイムリープ時に龍宮寺が万次郎の"心"であり、足りないものを補いあっていることが明かされる。その龍宮寺とは小学5年生時に出会っており、当時から高校生の暴走族相手にしていた。4回目のタイムリープ時には「愛美愛主」メンバーに林田がバカにされたことに激怒し長内を蹴りの一発で沈める。その後長内を刺した林田を金銭を使用して出所させるか林田の意思を汲んで出所させないかを巡って龍宮寺と対立するも武道によって制止される。この時に稀咲から「金銭でパーちんを出所させる代わりに参番隊の隊長にしてくれ」という話を持ち掛けられている。「8・3抗争」後、武道の中の12年後の武道に気づいているような素振を見せる。
5回目のタイムリープ時に以前の稀咲との約束で稀咲を参番隊隊長に任命するも場地が離脱し、武道に場地を連れ戻すように依頼する。その後「芭流覇羅」のアジトに乗り込み場地からすべてを聞いた武道に羽宮との関係を打ち明けた。現代に戻ってからは龍宮寺の口から『万次郎が「芭流覇羅」が万次郎のために作られた』ことと、『万次郎が「血のハロウィン」で羽宮を殺害し、「芭流覇羅」に敗北。そのまま「芭流覇羅」を母体として現代の「東京卍會」が誕生した』ことを明かされた。
「血のハロウィン」では単身で羽宮、チョンボ、チョメを相手に劣勢に立つも一蹴りで沈める。しかしながら失神している最中に羽宮が場地を刺し、場地が瀕死になったところで稀咲に誑かされた半間を一撃で沈め、羽宮を半殺しにする。場地の自決後、現代と同様羽宮を殺害しようとするも武道に制止され、たまたま学ランから落ちた場地のお守りを見ながら昔を思い出し場地に謝罪する。その後羽宮が鑑別所で自殺することを見透かし、兄、真一郎殺害を許すことを決めた。
その後現代では羽宮の口から「黒龍」組の金と稀咲の暴力によって堕ちたことが語られている。「聖夜決戦」では聖夜の鐘が鳴るまで祈りの為に大寿から一発貰うが結果大寿を一発で沈め「黒龍」に勝利した。その後青宗から武道が十一代目「黒龍」の総長に相応しいとの相談を受け一時は却下するも武道自身が総長になりたいなら話は別と本人の意思は尊重する考えを示した。
抗争後の現代では「東京卍會」主要メンバーを次々殺害し、武道をフィリピンの廃墟に呼び出し拳銃で殺害しようとするもセーフティがかかっており、殺害するつもりがなく自分を殺してほしい魂胆だったことが明らかになる。そして直人の銃撃を受け、武道の腕の中で静かに息を引き取った。
「関東事変」ではエマが殺害されたこともあり、戦意喪失し病院のベンチで俯いていたが、日向から12年後に起こることを聞いたことがきっかけで立ち直り、武道らがボロボロになって敗戦濃厚になってきたところで遅れながらも日向を連れてきた龍宮寺と共に抗争に参戦。イザナと対決し一度は動きを見切られてしまい、それでも、連撃を叩き込みイザナの動きを鈍らせる。イザナの死亡後、両陣営を不幸にさせまいと自ら残り事態を収拾させるが、S62世代たちが残ることを聞き安堵する。稀咲に「お前だけは許さない」と言い放った直後、半間の手引きで逃走を許してしまうも、日向のことは自分にまかせて武道に稀咲討伐を託した。その後、自身も日向と共に稀咲と戦う武道のもとに赴く。エマの告別式から数日後に武道から一連の出来事を語らせた後に東卍を解散する。その後は、主要メンバーとのタイムカプセルの作成に立ち会うが、武道が現代に戻った直後に龍宮寺と決別。直後に「関東卍會」を創設し総長の座についている。その後の現代では「梵天」の総長として君臨しており、首元にはイザナが身に付けていたピアスの刺青を入れている。そのため、林田の結婚式には姿を見せておらず、龍宮寺は千冬以外の他の東卍主要メンバーに海外で飲食店を経営しているという嘘を伝えている。実は武道が過去を変えても、万次郎自身が闇堕ちしたのは、稀咲が生きていたからではなく、自らの中に潜んでいた「黒い衝動」が原因であることが判明。万次郎自身もその存在を察知しており、今まで抑え込めたのは、真一郎・エマ兄妹と場地が生きていたからである。その後ボーリング場を訪れた武道と再会して銃弾を3発浴びせ、すべてを終わらせるために屋上から飛び降りようとするも武道に腕を掴まれ、本当は助けてほしいことを武道に叫んだ時、偶然にも握手をし、自身がトリガーの役目を果たし武道をタイムリープさせた。
10回目のタイムリープでは、「関東卍會」の総長に君臨し、ある暴走族を壊滅した直後に、「来たか、タケミっち」と意味深な言葉を発している。「三天戦争」では遅れて参戦し、鶴蝶とのタイマンで守りに入っていたが、龍宮寺の死を知ったことで黒い衝動と化し、鶴蝶を瞬殺。その後寺野を殴り殺し、そのまま千咒が制止するまで武道を殴り続けた。「最終決戦」では林田と対決し勝利するが、三途の野望を阻止した武道との一騎打ちに持ち込まれる。その直後、黒い衝動と化し、心酔した三途と動揺した半間を瞬殺。抗争に参加したすべての人をなぎ倒し、倒れなかった武道との一騎打ちの末、未来予知を自分のものにした武道に見切られ一度はダウンする。その際、武道に兄がタイムリーパーであることと、黒い衝動の正体が兄が殺害したホームレスがかけた呪いであることを明かし、武道が万次郎に黒い衝動を解放するよう促したことで、結果的に武道の殺害に至ってしまう。武道の言葉で正気に戻ったとたん、自分が武道を殺したことを嘆き悲しみ、彼に生きてほしいと願ったことで、武道を1998年にタイムリープさせた。実は経緯が不明ながらも自身も1998年にタイムリープしており、過去の抗争を予定通りに実施しながらも武道と協力して、九井と乾姉弟、黒い衝動によって不幸となった三途・柴兄弟を救い、武道の宿敵であった稀咲をはじめ、真一郎・場地・エマ・イザナ・武藤・龍宮寺の死をなかったことにし、さらに「東京卍會」の解散に踏み切ったこともあり、寺野の死もなかったことにすることができた。「東京卍會」の解散後はオートレーサーとして活躍している。
龍宮寺 堅（りゅうぐうじ けん）
声 - 鈴木達央（第1期） → 福西勝也（第2期以降）、石上静香（少年）
「東京卍會」副総長。通称ドラケンで、万次郎だけからはケンチンと呼ばれる。1990年5月10日生、身長185センチメートル、体重75キログラム、血液型O型、愛機はゼファー400カスタム。
住む家がないため、渋谷にある風俗店（ファションヘルスの類）の一室を住居として使っている（武道が初めて訪れる際、風俗の客と間違えられレミという女性に接待されそうになる事態に発展するハプニングが起こる）。
金の辮髪と左のこめかみに施された龍の刺青が特徴で万次郎の頼れる相棒である。現代ではタイムリープする前から4回目のタイムリープ終了前までは8・3抗争によって刺殺されている。
シャンプーが目に入るのが怖いため今でもシャンプーハットを付けている。林田の親友が「愛美愛主」のメンバーに強姦、暴行された後、親友の彼女の見舞いに訪れ、彼女の親から罵倒されながらも頭を下げ、万次郎に人を想う"心"を持つように諭す。小学5年生の時に今のトレードマークとなっている龍の刺青を入れており、この龍の元ネタになったのはたまたま家出していた三ツ谷が壁に落書きしていたものをカルビ丼との交換で得たもの。鮫山一派にパンイチで袋叩きにされてから年上に抵抗できなかった万次郎が鮫山を一蹴りで仕留めたことによって万次郎と出会い、万次郎についていくことを決意した。三ツ谷とは万次郎に会う少し前に知り合っている。万次郎の妹のエマとは想い合ってはいるものの交際には発展していない。
長内率いる「愛美愛主」との抗争後、林田が自首するも自身は林田の意思を尊重し、万次郎は金銭で出所させようとすることで意見が対立し、内部抗争発展手前までいくも武道のおかげで内部抗争まで発展することはなかった。その後「8・3抗争」前に林に呼び出されるも「愛美愛主」のメンバーに不意打ちされ、頭部から出血しながらも一人で喧嘩していた。「8・3抗争」になり、清水に刺されるも息はしており武道に助けられる。その後手術で一命を取り留め、武道に万次郎の「東京卍會」結成当初の特攻服を渡す。
未来が変わった現代では稀咲の指示で殺人を犯し、死刑囚として東京拘置所に収監されている。「血のハロウィン」前に羽宮と二人で会っており仲間と思っていることを伝える。「血のハロウィン」では主に半間と対立。圧倒的な敵の数と年齢も上なため脅える隊員を守りながら戦っていたが武道の発破によりメンバーが奮起、守る必要がなくなり戦況を一人で変えた。「血のハロウィン」後では羽宮の面会に行き、万次郎からの伝言を伝える。
「聖夜決戦」はほぼ参加していなかったが万次郎と共に教会を訪れ、外で待機していた100人の兵隊を一人で片づけている。その後の現代では万次郎に斬殺されている。
「関東事変」前には、エマが稀咲に殺害されたことを知り、万次郎に羽宮、場地、エマを失ったと罵るも、日向から12年後に起こる出来事を話したことがきっかけで彼女を自らのバイクに乗せ、遅れながらも万次郎と共に抗争に参戦。イザナの死亡後は武道を乗せて稀咲たちを追走。その後の現代では林田の結婚式に参加しており、青宗とバイク屋を経営している。千冬以外の東卍メンバーには万次郎は海外で飲食店を経営していると嘘をついており、万次郎とは12年前に決別している。
10回目のタイムリープではバイク屋で働いており、武道のバイクを修理を終え、試し乗りしている最中に寺野に掴まれた青宗に遭遇し、寺野から「六破羅単代」に入るよう交渉されるが、決裂したことで一方的に痛めつけられるも、このことがきっかけでギアが入り、「梵」の乱入後に寺野との乱闘の続きに入り、寺野を宙に浮かせるなど善戦する。実は「六破羅単代」に遭遇する以前から共通目的を持つ「梵」に利害の一致という理由で入隊していたことが判明。他の元東卍メンバーは巻き込まないと約束していたため、武道を入隊させようとする武臣に詰め寄り、脱退を宣言するも、武道の入隊によって事なきを得た。「梵」の集会の後、青宗から「六破羅単代」の黒い噂のことを聞きつけ、武道と千咒がいる遊園地に急行。「六破羅単代」の過激派から武道たちを救うも、千咒の死と引き換えに自ら銃弾3発を腹部に被弾。2年前に武道が救った命を不条理な出来事が原因で風前の灯火となってしまった。千咒がスタッフに頼んで呼んだ救急車に搬送する最中に天国にいるエマのもとに行くことになった。その彼が「関東事変」後の現代でバイク屋を経営する道に走った経緯は今のところ不明であり、「六破羅単代」の過激派による被弾が原因で現代から抹消されたため経緯は明かされることは二度となかった。
「新たな世界線」では、1998年にタイムリープした武道の介入により、死そのものがなかったことにされた。その後の現代では万次郎のオートレースチームのメカニック担当として活躍している。またエマとも結婚している模様。

### 東京卍會（とうきょうまんじかい）
通称東卍（トーマン）と呼ばれ、総長：佐野万次郎、副総長：龍宮寺堅を据える結成して2年ほどの若い暴走族で、構成員は東京卍會の刺繍が入った黒い特攻服に身を包む。5つの部隊からなり、構成員は約100人程度である。稀咲ら「愛美愛主」が傘下に入った「8・3抗争」後には150人、半間ら「芭流覇羅」が傘下に入った「血のハロウィン」後には新たに陸番隊が誕生し構成員は450人に膨れ上がった。しかし「聖夜決戦」後、稀咲 鉄太の除名により、元「愛美愛主」組と元「芭流覇羅」組が脱退し、100人程度まで縮小。「天竺」との最終決戦前に武藤 泰宏率いる伍番隊の脱退によりさらに縮小している。うち、伍番隊は風紀委員を務めるなど「東京卍會」内では特殊な存在でチーム内で唯一、内輪揉めを許されており、総長の万次郎の許可なしでメンバーを粛正する権限を与えられている。その伍番隊が抜けた後は50人規模まで縮小している。「関東事変」後に万次郎の判断により解散した。その後、青宗を除いた主要メンバーたちは12年後に開けるタイムカプセルを作成した。10年前の「三天戦争」後に、総長：花垣武道、副総長：松野千冬を据えた二代目として復活。新壱番隊隊長：乾青宗、新伍番隊隊長：瓦城千咒の就任や壱番隊副隊長と伍番隊副隊長は不在である以外はすべて再任である。さらに、武道がスカウトした幹部とは別に三ツ谷の独断により新陸番隊隊長として柴大寿が就任している。「二代目 東京卍會」創設からさらに10年前にタイムリープした武道・万次郎を中心とした創設メンバーらの手で結成した東卍は、万次郎が総長、龍宮寺が副隊長、壱番隊から参番隊までの幹部は創設時のままだが、総長代理：花垣武道、参謀：稀咲鉄太、参謀補佐：半間修二、肆番隊隊長：羽宮一虎、肆番隊副隊長：千堂敦、伍番隊隊長：三途春千夜、伍番隊副隊長：瓦城千咒、陸番隊隊長：河田ナホヤ、陸番隊副隊長：河田ソウヤ、漆番隊隊長：柴大寿、漆番隊隊員：乾青宗、九井一、捌番隊隊長：黒川イザナ、捌番隊副隊長：鶴蝶、捌番隊隊員：武藤泰宏、灰谷蘭、灰谷竜胆、望月莞爾、班目獅音を擁する最大組織となった。その後、全国制覇を果たしたのちに解散した。
タイムリープ前の現代では総長：佐野万次郎、総長代理：稀咲鉄太により賭博、詐欺、強姦、殺人などを行う極悪集団になっている。「血のハロウィン」後には現、陸番隊までの隊長クラスの人間と柴八戒、九井一、乾青宗ら「黒龍」組が最高幹部となっている。「聖夜決戦」後には過去の東卍メンバーは万次郎の手により始末されており、新たに黒川イザナがNo.3として在籍、依然と同じく青宗、九井の「黒龍」組に加え、鶴蝶らの「天竺」組も新たに加わっている。万次郎の死亡、稀咲の海外逃亡もあり現代ではイザナが総長として指揮を執っている。「関東事変」後の現代では、かつて東卍の主要メンバーだった面々が林田の結婚式に参加した。
場地 圭介（ばじ けいすけ）
声 - 水中雅章、上田瞳（小学生）
武道の前任に当たる前壱番隊隊長。1990年11月3日生、身長175センチメートル、体重58キログラム、血液型AB型、愛機はゴキ。
総長である万次郎とは幼馴染であり、万次郎の祖父が師匠をしている道場で稽古していた。「東京卍會」の創設者である。中学2年生時には中学生で留年しており、千冬に羽宮への手紙の漢字を指摘され、そのお礼に襲われていた千冬を助ける。空腹だっただけで車にガソリンをまいて火をつけたり、眠たいだけですれ違った人間を殴るなど多少破天荒な面があるが、実は仲間想いで、過去に万次郎の愛車であったホーク丸を守り抜いたことがある。その後羽宮と共にバブを盗もうと万次郎の兄の真一郎が経営するバイク屋に盗みに入るも羽宮が真一郎を撲殺。拘束されるも羽宮が庇ったため少年院には入っていない。戦闘の際には長い髪を一括りにする。「8・3抗争」にも参加しており、その際は特に目立った活躍はなかったもののそこから新参番隊任命式の間に内輪揉めを起こし、集会を出禁になっていたが稀咲を殴った武道を殴り、万次郎に「芭流覇羅」に入隊することを宣言。その後「芭流覇羅」のアジトで千冬を踏み絵にし、武道の証人喚問によって正式に入隊。「血のハロウィン」では稀咲を倒すためにわざと東卍を抜けていたが自身を裏切ったと信じ込んだ羽宮に刺される。その後参番隊50人を倒し、稀咲に止めを刺す直前に刺された致命傷によって倒れる。しばらく意識を失うが万次郎が羽宮を殺しかけたことにより目の前で自身の腹にナイフを刺し、自決する。その後武道に稀咲が万次郎に「金でパーを出所させる代わりに参番隊の隊長に任命する」という持ちかけを聞いたこと、参番隊の隊長は林田以外有り得ず、創設メンバーが宝であることを伝え、千冬に「ペヤング半分コな」という最期の言葉を残し息を引き取った。
「新たな世界線」では、1998年にタイムリープした武道の介入により、死そのものがなかったことにされ、「聖夜決戦」や「関東事変」にも参加することができた。その後の現代では、千冬が経営するペットショップに勤め、羽宮共々ダメ社員としてこき使われている。
松野 千冬（まつの ちふゆ）
声 - 狩野翔
壱番隊副隊長。1991年12月19日生、身長168センチメートル、体重58キログラム、血液型O型、愛機はゴキ。
中学入学時、先輩にも敬語を使わなかったが留年していた場地に手紙の漢字が間違っていることを教えるが違和感を覚える。その後「男打羅」という暴走族に絡まれているところを場地に助けられて以来尊敬し慕っている。「芭流覇羅」のアジトでは場地の踏み絵の対象として殴られ続ける。その後場地の意図を察知し、武道と共に長内に稀咲のことを聞きに行っている。「血のハロウィン」では場地を殴ることができず、場地を救えなかったものの場地の意思を継ぎ、後任の隊長に武道を指名する。「血のハロウィン」の後の現代では、武道の付き人となっているが、稀咲の謀略により射殺される。武道が戻ってくる間に出所した羽宮と共に東卍と稀咲の陰謀を明かすべく動き、あと一歩のところまで追い詰めるも武道のことを想い、証拠を隠した。7回目のタイムリープの時に武道から武道自身のことについて伝えられ、自身も気づいていたことを伝え、改めて協力することを決意する。その後稀咲、半間と共にチームを結成するも裏切りに遭い、拘束されるが事前に三ツ谷に連絡を取って助けてもらい武道と八戒の助太刀に現れる。
「聖夜決戦」後の現代では万次郎に銃殺されている。「天竺」が乗り込んできた際には武道と千堂を逃がすも望月 莞爾に不意打ちをもらい、ノビてしまう。「関東事変」では不意打ちを喰らった望月に不意打ちを当て、対峙する。その後、鶴蝶に挑むも瞬殺され立てなくなるが、武道が鶴蝶に殴り殺されそうになる寸前のところで止めに入る。その後は稀咲と武道の心理戦を傍観し、武道の「絶対に諦めない」という言葉に動かされ、再び武道に力を貸す。その後の現代では生存しており、林田の結婚式に参加。ペットショップを経営している。
龍宮寺の死亡により万次郎率いる「関東卍會」との対決を決めた武道の誘いで、二代目「東京卍會」に入隊し、副長に就任。最終決戦では望月との三度目の対決で一進一退の攻防の末、勝利を収める。
「新たな世界線」での現代では、ペットショップを経営する傍ら、XJランドの社長として活躍しており、ダメ社員として雇った場地と羽宮をこき使っている。
乾 青宗（いぬい せいしゅう）
声 - 榎木淳弥、小市眞琴（小学生）
十代目「黒龍」特攻隊長→十一代目「黒龍」副総長。通称イヌピーで大寿からは犬猫コンビの犬と称されていた。1989年10月18日生、身長177センチメートル、体重64キログラム、血液型B型、愛機はRZ350（ナナハンキラー）。
「血のハロウィン」後の現代で八戒、九井と共に元「黒龍」組として最高幹部に名を連ねている。過去より短髪になっており、九井の喧嘩を買うなど仲間思いである。九井とは幼馴染である。顔左側の痣は小学生時代に実家が火事になり、その時についたもの。
イザナが率いていた八代目「黒龍」から黒龍に所属しているが、班目が率いていた九代目「黒龍」の時には少年院に入っており、東卍との抗争には参加できなかった。その後、出所し、九井に出迎えられ一人で「黒龍」を復活させようとしたが九井に大寿を紹介され、大寿とのケンカに敗れ以降「黒龍」を復活させた大寿に忠誠を誓っている。
「聖夜決戦」では三ツ谷を不意打ちでほぼ戦闘不能状態に陥らせ、すでに半間と稀咲からダメージを受けている千冬の足止めをなんなく貶している。千冬には「ピンピンしているときにやりたかった」と一定数の実力を認めている節はある。その後大寿が負けて戦意喪失してからはあっさりと捨て、九井と共に大寿の下を去る。その後十一代目「黒龍」メンバーとして東京卍會の傘下に下り、万次郎に直訴し、武道率いる壱番隊の隊員になる。
「聖夜決戦」後の現代では、稀咲の手下として九井と共に武道、大寿、直人に立ちふさがる。9回目のタイムリープでは武藤に拉致されており、九井を「天竺」に入れるために一方的なリンチに遭う。しかし九井のおかげで殺されずに助かり、九井を救う武道の気持ちと以前の「聖夜決戦」時に大寿に立ち向かい武道の姿が自身が尊敬し、初代「黒龍」の復活にこだわっていた要因である真一郎と重なり、武道の十一代目「黒龍」総長就任と引き換えに東卍に入隊し、特攻服に身を包んだ。「関東事変」では武藤と対峙しようとするも九井と不本意にも対峙することになる。その後、九井との蟠りが解消した後は武藤と対峙。最後は鶴蝶に挑むも瞬殺される。その後、立てなくなるも武道の「絶対に諦めない」信念に心を打たれ、武道に加勢。「関東事変」が終わった数日後に行われたエマの告別式の後に九井と再会。九井から道を違えるなと忠告され別れを告げた。その後は、東卍の解散に立ち会うも、タイムカプセルの作成には不参加だった。9回目のタイムリープ後の現代では過去の面影が残るかのように長髪に変わっており、龍宮寺と共にバイク屋を経営している。
10回目のタイムリープでは龍宮寺と共にバイク屋で働いていたが、そんなある日、敵の暴走族に見つかってしまった上に、寺野に捕まってしまい龍宮寺に受け取られる形で投げ飛ばされるも、持ち前の運動神経で着地に成功する。
龍宮寺の死亡により万次郎率いる「関東卍會」との対決を決めた武道の誘いで、二代目「東京卍會」に入隊。同時に壱番隊隊長に任命される。最終決戦では「黒龍」最強コンビの2人と対戦。途中、姉の言葉を思い出した九井が「東京卍會」に寝返ったことがきっかけで、戦いを優勢に進めるも、一歩及ばず敗北するが、最強コンビの体力を消耗させることに成功したため、途中参戦した大寿が最強コンビに勝利するきっかけを作った。
「新たな世界線」では、武道・万次郎のいずれかが介入したからなのか、実家の火事自体なかったことにされた模様で、その影響からなのか、顔左側にあったやけどの痕がなくなっている。その後の現代では、真一郎が経営しているバイク屋で働いている。
佐藤 龍星（さとう りゅうせい）
四谷傀團メンバー→壱番隊副隊長
松野の前任の壱番隊副隊長。
元々は幼馴染の菱と共に彼の兄が率いる四谷傀團のメンバーだったが、最初の東京卍會と四谷傀團の抗争で、菱が刃物を使って場地を襲おうとしたので、止めに入り、自らが菱に刺された。その後警察が来たことで菱ら四谷傀團メンバーたちに置いていかれ、それを見ていた場地に助けられたことで東京卍會に入ることになった。
虚言癖があり、喧嘩の際にはハッタリやブラフを多用するが、実際は千冬と互角に渡り合えるほど強く、一人で暴走族を潰すほどである。また、学校に乗り込んできた暴走族を相手にしても、千冬と二人で戦い善戦している。日常生活でもよく嘘をつく。
東京卍會に入ったことで菱の怒りを買い、リンチを受けた後に今度は東卍を裏切り四谷傀團側に寝返った。東京卍會壱番隊と四谷傀團の抗争では四谷傀團側で参加していたが、実際は四谷傀團のスパイをしていたことを明かし、抗争では千冬とタイマンになるが、そこで千冬に「何度騙されても信じてやる」と言われたことで正気を取り戻し、またもや武器を使って喧嘩をしようとした菱を止めに入った。
三ツ谷 隆（みつや たかし）
声 - 松岡禎丞
弐番隊隊長。1990年6月12日生、身長170センチメートル（自称）、体重57キログラム、血液型A型、愛機はインパルス。
東卍のまとめ役で、東卍創設メンバーの一人で、元親衛隊長。隊長職を務めるかたわら学校の手芸部では部長を務めており、手先が器用で創設当初の特攻服や武道の初めての特攻服を仕立てている。しかしパソコンは苦手でキーボードは片手打ち。母子家庭でルナ（声 - 田中美海）とマナ（声 - 鬼頭明里）の世話をしている。一度二人を置いて家出をした際に龍宮寺と遭遇。その後もう一度龍宮寺と遭遇した際には右のこめかみに龍宮寺と同じ龍の刺青を入れるが龍宮寺のカルビ丼との交換条件に落書きした龍を差し出したため、仕方なく髪を伸ばし刺青が見えないようにしている。八戒とは近所公園で知り合っており、そこから柚葉と共に腐れ縁の関係になっている。
「8・3抗争」ではいち早く龍宮寺が狙われていることに気づき、武道と共に龍宮寺に加勢する。その後新参番隊隊長任命式の後、万次郎と武道の話を盗み聞きしていたところを見つかり、武道を一時的に弐番隊で預かる。「血のハロウィン」では場地を探し回り、戦闘をしない武道に活を入れた。「血のハロウィン」後に未来に戻った時には幹部では三ツ谷のみが行方不明の状態で幹部会にも姿を見せていなかった。
「聖夜決戦」前には柴家で大寿と会い、八戒を「黒龍」に渡す条件に柚葉を集金役から解放させ、和平協定を成立させた。しかしながら千冬の連絡で大寿を視察しようとする柚葉の前に現れ武道たちに加勢。大寿と張り合うも青宗の不意打ちを喰らいほぼ戦闘不能な状態に陥るも、万次郎と龍宮寺の参戦により結果的に勝利する。
「聖夜決戦」後の現代では万次郎に絞殺されており、武道が葬儀に参列しているところだった。「天竺」との抗争では望月とタイマンを張っていたが灰谷兄弟からの不意打ちを喰らい戦闘不能になる。その後「関東事変」前に「天竺」のメンバーからの不意打ちを喰らい、意識不明の重体でナホヤと共に病院に入院し意識が回復して病院を抜け出した後は、万次郎の意向に従い自らは抗争に参加しない代わりに八戒を抗争に参加させた。その後の現代では生存しており、林田の結婚式に参加。将来有望のファッションデザイナーになっており、武道のタキシードを直々に制作している。
龍宮寺の死亡により万次郎率いる「関東卍會」との対決を決めた武道の誘いで、二代目「東京卍會」に入隊。一度は断るも、東京卍會の特攻服を着て入隊を決意したため、ショーの関係者から解雇処分を受ける。最終決戦では灰谷兄弟と対決し、彼らの策にはまってしまうが、逆に罠を張って奇襲し勝利を収める。
「新たな世界線」での現代では、9回目のタイムリープ後の現代同様将来有望のファッションデザイナーとなっている。
柴 八戒（しば はっかい）
声 - 畠中祐
弐番隊副隊長。1991年9月4日生。身長183センチメートル、体重78キログラム、血液型O型。
三ツ谷とは幼馴染で彼を「タカちゃん」と呼んで慕っており、携帯の待ち受けにしているほど。「黒龍」の十代目総長の大寿の弟であり、母親（声 - 中原麻衣）が死んでから柚葉を大寿の暴力から守っていた。「血のハロウィン」後の現代では、十一代目「黒龍」の総長になった後に九井、青宗と共に元「黒龍」組として最高幹部に名を連ねている。過去より色黒で表ではフロント企業を経営しており、元々東卍にいたメンバー、所謂古参組とは険悪な関係である。
7回目のタイムリープでは武道の隣のレーンで柚葉とボウリングをしていた。かなりの奥手で女の子が苦手なため、柚葉以外の女の子に話しかけられるとフリーズする。この頃は九井から"若"と呼ばれており、青宗との仲は険悪だった。大寿に半殺しにされている武道を助けるために東卍を抜け、「黒龍」に入隊。「聖夜決戦」では教会にてナイフを持ち、大寿を待ち構えていた。しかしながら絶対的君主である大寿には逆らえず何もできなかったところ武道の勇気を見て、今まで柚葉を大寿の暴力から守ってきたことが嘘であること、実は柚葉に守られていたことを打ち明ける。その後武道たちの叱咤激励もあり、大寿に逆らうことを決意。武道と共に大寿に挑むも敗北寸前まで追い詰められるが万次郎と龍宮寺の参戦で辛うじて勝利した。
「聖夜決戦」後の現代では万次郎に焼殺されている。「天竺」との最終決戦前に三ツ谷とナホヤが灰谷 竜胆と斑目 獅音に襲撃され動揺しており、「関東事変」には参加せず、病院で二人の看病をしていたが三ツ谷の意向により「関東事変」に参加。旗持ちをし、灰谷 蘭と対峙する。交戦中にソウヤと合流し灰谷兄弟と対峙するもソウヤ共々末っ子気質で険悪なムードであったが何とか協力しながら交戦。ソウヤは足を折られ、灰谷兄弟のリンチを喰らって戦闘不能になり、鶴蝶には挑めなかった。その後、武道の「絶対に諦めない」信念に賛同し、武道に加勢する。その後の現代では生存しており、林田の結婚式に参加。海外で活躍するトップモデルになっているが、いまだに女の子が苦手でフリーズする模様。
龍宮寺の死亡により万次郎率いる「関東卍會」との対決を決めた武道の誘いで、二代目「東京卍會」に入隊。
「新たな世界線」後の現代では、9回目のタイムリープ後の現代同様海外で活躍トップモデルとなっている。
林田 春樹（はやしだ はるき）
声 - 木村昴
参番隊隊長。通称パーちん。1991年2月24日生、身長164センチメートル、体重80キログラム、血液型O型、愛機はCBX400F。
現東卍の特攻隊長的な存在で気性が荒く短気。東卍の創設メンバーで当初は旗持ち役をしていた。自身の親友が「愛美愛主」のメンバーに暴行、彼女を強姦され（その後拉致され、長時間嬲り者にされたらしく意識不明の状態で道路に打ち捨てられていた）、殺気立っており、「愛美愛主」との抗争を決意。この抗争の決意の裏には稀咲が直接林田に抗争の話を持ち掛けて出来上がったものである。長内には手も足も出ず、立ったまま気絶するが意識を取り戻し長内をナイフで刺した。その後自首し現在は少年院にいる。この事件が「8・3抗争」やタイムリープする前の東卍の分裂や極悪集団になるきっかけであった。
「血のハロウィン」後の現代では既に出所済みで最高幹部に名を連ねている。幹部会では古参組を侮辱した八戒の発言に激怒し喧嘩を仕掛けるも半間に制止され一時中断。東卍が運営する会社にガサ入れされた件で再びヒートアップするも、幹部会に顔を出した稀咲に対して畏怖したような表情で頭を下げていた。その後武道、千冬が拘束されている間に万次郎の指示で林と共に殺害されている。「聖夜決戦」後の現代でも他の東卍メンバーと同じく万次郎に殺害されている。「関東事変」後の現代では生存しており自身の結婚式を開催。家業を継いで、大金持ちになっているが、自分の結婚式のスピーチで失言を繰り返してしまう。林曰く「パーちんは脳が干からびているんだよ!」と林に負けず劣らずの頭の悪さとのこと。結婚相手は幼馴染。
最終決戦では万次郎と対決し、彼の笑顔を取り戻すために奮闘するが、敗北。
「新たな世界線」では、林と共に不動産業を営んでいる。
林 良平（はやし りょうへい）
声 - 野津山幸宏
参番隊副隊長→参番隊隊長代理。通称ぺーやん。身長176センチメートル、体重56キログラム、血液型B型、愛機はZ400FX（フェックス）。
濁声の持ち主で、林田の右腕。林田が自首してからは万次郎と龍宮寺の仲違いがなくなったことに不満を持ち、半間に唆されて龍宮寺を襲う。しかし実際半間は何もしておらず、稀咲の誘導によって起こしたものだと判明。「8・3抗争」では「愛美愛主」側として参戦し、万次郎を気が済むまで殴ることで今までのことをチャラにし、東卍に復帰する。その後参番隊隊長に稀咲が就任し、参番隊が稀咲が引き連れてきた「愛美愛主」メンバーで構成されたため同じ中学校に通っている三ツ谷率いる弐番隊に籍を置く。「血のハロウィン」後の現代では林田の付き人として幹部会に出席。武道、千冬が拘束されている間に万次郎の指示で林田と共に殺害されている。
「聖夜決戦」後、稀咲の除名で空いた参番隊の隊長代理として林田の代わりを務めている。
「8・3抗争」時に龍宮寺を襲い、卑怯な手を使ったことから「これからは恥の無い喧嘩をしたい」という思いを抱き、「天竺」との最終決戦前には三ツ谷とナホヤが襲撃され動転している八戒らを落ち着かせた。
「関東事変」では、東卍側の"魁戦"を担い斑目を一発で沈める。三ツ谷曰く、「ぺーやんはアホだけど腕っぷしなら俺より上だ」とのこと。その後イザナを見つけ大将首を取ろうとするも蹴りの1発で沈められる。その後、気を失っていたが武道の「絶対に諦めない」という信念に共感し、加勢する。
9回目のタイムリープ後の現代では、出所した林田の相棒。
最終決戦では万次郎と林田の対決を見守り、敗北した彼の敵討ちを河田兄弟と共に試みるが敗北。
「新たな世界線」では、林田と共に不動産業を営んでいる。また犬猿の仲だった中学の同級生と結婚している。
清水 将貴（きよみず まさたか）
声 - 日野聡
参番隊隊員。通称キヨマサ。渋谷三中に在籍しており、2年生を嗅ぎまわっていた溝中メンバーを集団暴行し、兵隊として扱うようになる。このことが武道の人生を狂わせ、トラウマとなっている。喧嘩賭博の主催者で武道を半殺しにするも万次郎と龍宮寺が登場し、万次郎に失神するまで殴られる。
その後「8・3抗争」で「愛美愛主」のメンバーとつるみ、龍宮寺の殺害を企む。龍宮寺を刺すも武道のリベンジによって失神する。その後の安否は不明。
河田 ナホヤ（かわた ナホヤ）
声 - 河西健吾、渕上舞（小学生）
肆番隊隊長。身長170センチメートル（髪のボリューム込み）、体重56キログラム、血液型B型、愛機はRZ250。
通称はスマイリーで『笑顔の下の心は鬼』というように常に笑みを浮かべているが、冷徹な心を持つ。「血のハロウィン」後の現代では髪を伸ばし、最高幹部に名を連ねているが安否は不明。
「8・3抗争」も「血のハロウィン」にも参戦していたが目立った活躍はなく、「天竺」との最初の抗争で武道たちの助太刀に入る。その後、鶴蝶隊率いるアジトで鶴蝶とタイマンを張り勝利している。
過去に「双悪」（スゴアク）という暴走族の総長をしており、望月が率いていた「呪華武」との抗争に決着をつけるために望月とタイマンを張るも完敗していた。自身とソウヤは武道と同じく「勝てる喧嘩はしない」という信念を持っている。「天竺」との最終決戦前に三ツ谷と共に「天竺」の襲撃に遭い、意識不明の重体で入院しているが、意識は回復して病院を抜け出した後は、万次郎の意向に従い自らは抗争に参加しない代わりにソウヤを抗争に参加させた。その後の現代ではソウヤと共に「双悪」というラーメン屋を経営している。
最終決戦では万次郎と林田の対決を見守り、敗北した彼の敵討ちをソウヤ、林と共に試みるが敗北。
「新たな世界線」でも、ソウヤと共に「双悪」というラーメン屋を経営している。
河田 ソウヤ（かわた ソウヤ）
声 - 河西健吾、渕上舞（小学生）
肆番隊副隊長。ナホヤの双子の弟。通称はアングリーで『ブチギレ顔の天使の心』というように常に怒り顔をしている。ナホヤとソウヤの二人で「目黒のツインデビル」と呼ばれている。武道が見違えるほど似ており、タクヤを保護したり、溝中メンバーを心配したりとナホヤとは違い優しい面がある。優しすぎるが故、人を本気で殴れず、昔は泣き虫だった。しかし、泣くとリミッターが外れ、鬼となる一面を持っており、小学4年生時、ナホヤが中学生10数人からリンチを受けたが泣いたソウヤが全員重症の病院送りにするほどの実力を持っており、ナホヤと「絶対に泣かない」という約束をしている。「関東事変」ではナホヤの看病をしていたがナホヤの意向により参加。灰谷 竜胆と対峙する。交戦中に八戒と手を組み、灰谷兄弟と交戦。しかし竜胆の関節技で右腕と左足を折られ、動けない中、八戒がリンチされている光景を目の当たりにし、号泣。その瞬間リミッターが外れ、「青鬼」となり左足が折れているにもかかわらず立って歩き、しがみついてきた竜胆を一撃で沈める。その後、竜胆に気を取られている蘭の背後に回り込みこちらも一撃で沈め灰谷兄弟を倒した後、割り込んできた望月も一撃で沈める。その後武藤には背負い投げされかけるも投げ返し戦闘不能にし、一人で「天竺」を半壊にした。しかし鶴蝶には手も足も出ずに敗北。その後、武道の「絶対に諦めない」信念に賛同し、武道に加勢する。その後の現代ではナホヤと共に林田の結婚式に参加。
最終決戦では万次郎と林田の対決を見守り、敗北した彼の敵討ちをナホヤ、林と共に試みるが敗北。
「新たな世界線」でも、ナホヤと共に「双悪」というラーメン屋を経営している。

#### 溝中五人衆
中学時代の武道の不良グループ。タイムリープした武道が東卍の壱番隊隊長に就任したのを機に全員東卍に入会した。
千堂 敦（せんどう あつし）
声 - 寺島拓篤
「溝中五人衆」のリーダー格で通称アッくん。タイムリープする前は16歳の時に清水を刺し捕まり、出所後はチンピラになっていたが過去を変えた2回目のタイムリープ後では「東京卍會」の幹部になっており、武道を線路に落とした張本人と自身の口から伝えた。龍宮寺が亡くなった現実と稀咲の言いなりになるしかない状況に絶望し、武道に励ましの言葉を贈りビルの屋上から飛び降り自殺する。美容師という将来の夢を持っており、最初の客として武道を招待することを約束しており、現代でそれを成就するが、稀咲に脅され日向殺害の実行犯となってしまい日向と共に死亡する。「天竺」との抗争前には「いつも逃げなかったのはタケミチだけ」という発言が結果的に東卍メンバーの発奮材料となった。抗争中に立てなくなるも稀咲に殴られ立てなくなった武道に肩を貸し、他主力メンバーと共に加勢する。9回目のタイムリープ後の現代では美容師となっている。
龍宮寺の死亡により万次郎率いる「関東卍會」との対決を決めた武道の誘いで、二代目「東京卍會」に入隊し、青宗の部下になる。最終決戦ではS62世代最弱の斑目と対決し、勝利を収める。
山本 タクヤ（やまもと タクヤ）
声 - 広瀬裕也、桑原由気（小学生）
溝中五人衆の1人で武道の幼馴染。不良ながら落ち着いた性格で、身体も弱いため喧嘩も強くない。
タイムリープした武道が東卍の壱番隊隊長に就任したことを機に東卍に入隊した。
鈴木 マコト（すずき マコト）
声 - 武内駿輔
溝中五人衆の1人で、武道曰く、あそこをいじってばかりいる下品男。
タイムリープした武道が東卍の壱番隊隊長に就任したことを機に東卍に入隊した。
山岸 一司（やまぎし かずし）
声 - 葉山翔太
溝中五人衆の1人で壱番隊の特攻隊長。眼鏡をかけているが、武道曰く「インテリを装ったバカ」である。しかし、不良界のことに関すると「不良辞典」の異名に名を恥じない情報を引き出すことができる。タイムリープした武道が東卍の壱番隊隊長に就任したことを機に入隊、壱番隊特攻隊長に就任した。

#### 東卍関係者
佐野 エマ（さの エマ）
声 - 内山夕実
万次郎の異母妹。イザナの妹とされていたが、実際はイザナとの血のつながりはない。幼いころにイザナと生き別れになり、佐野家の養子になった。龍宮寺のことが好きで、3回目のタイムリープ時には龍宮寺に嫉妬してもらいたいがために武道を誘惑していた。その後日向とは仲睦まじくなる。
9回目のタイムリープ時に稀咲に撲殺されたことが判明する。元々の現代には彼女が存在していなかったことに武道が違和感を感じており、本件が万次郎を闇堕ちさせ、東卍を巨悪化させた最大のキーであったことが判明する。
「新たな世界線」では、1998年にタイムリープした武道の介入により、「天竺」の主要幹部だった稀咲・半間・九井・三途の4名が「東京卍會」として「関東事変」に参加したため、死そのものがなかったことにされた。その後の現代ではどうやら龍宮寺と結婚しており、専業主婦として龍宮寺を支えている。
柴 柚葉（しば ユズハ）
声 - 小松未可子
大寿の妹で八戒の姉。母親が死んでから大寿の暴力に振るわれており、八戒に庇われていた。タイムリープ前では大寿を殺害している。
7回目のタイムリープでは武道の隣のレーンで八戒とボウリングをしていた。「聖夜決戦」で大寿をナイフで殺害しようとしたが、武道の声がきっかけで致命傷を避けることができた。その後、武道の勇気を見た八戒から、「自分が姉に守られていた」ことを打ち明けられる。「関東事変」後の現代では林田の結婚式に参加し、八戒のマネージャーとして活躍している。「新たな世界線」での現代でも八戒のマネージャーとして活躍している。
乾 赤音（いぬい あかね）
声 - 上田麗奈
青宗の5つ上の姉で九井の想い人。九井、青宗が小学生の頃、乾家が火事に遭い、顔に火傷を負う。全治するのに4000万円かかるが、これをきっかけに九井は財力に目覚めるが、九井が窃盗や身分偽造などで財力に軌道に乗り始めたころに息を引き取った。
「新たな世界線」では、青宗の顔左側にあったやけどの痕がなかったからか、武道・万次郎のいずれかが介入し、実家の火事自体なかったことにされ、生存している模様。

### 愛美愛主（メビウス）
総長:長内 信高が座る暴走族。犯罪にも手を染める極悪集団で「東京卍會」との抗争を仕掛けるために元幹部である稀咲 鉄太の指示で林田 春樹の親友を襲い、彼女を強姦し林田を追い詰めた。その後、長内が林田に刺され、空いた総長は空白のまま半間 修二が総長代理として残った"S63年"組と"H1年"組をまとめ上げた。稀咲はこの事件をきっかけに"H2年"組を引き連れ東卍に入隊。「8・3抗争」後は半間が副総長として実質率いている「芭流覇羅」に隊員が移動したため解散。
長内 信高（おさない のぶたか）
声 - 竹内栄治
「愛美愛主」八代目総長。ボクシングが得意だが、「ケンカが強いだけのバカ」と自認している。気に入らない人間を片っ端から半殺しにするなど孤立を深めていたが、その頃に言い寄ってきた稀咲と組んだことがきっかけで総長へと上り詰めた。
東卍との最初の抗争で林田をタイマンで叩き伏せるが、万次郎に瞬殺された挙句、背後から万次郎を襲おうとするも龍宮寺に制止される。そのまま林田に腹部を刺され重傷を負ってしまい入院。一命をとりとめたが、引退し、大工の弟子として働き始めており、稀咲に用済みにされていた。現代ではさえない工場作業員として働いている。

### 芭流覇羅（バルハラ）
総長不在の暴走族で副総長:半間 修二、No.3に羽宮 一虎を置く。"首のない天使"と謳われており、構成員は元「愛美愛主」組と反「東京卍會」勢力の300人。その実態は稀咲が総長に佐野 万次郎を据え、「芭流覇羅」を母体とした「東京卍會」を作り出すための組織で、実際に現代では羽宮を撲殺した万次郎の身代わりを稀咲が用意し、そのまま現代の東卍が出来上がっている。「8・3抗争」後まもなく結成され、場地 圭介を東卍から引き抜いた。「血のハロウィン」では羽宮が逮捕され、場地が死亡しており、この抗争後、東卍の傘下に下り、新たに陸番隊に隊員が所属するため消滅。「聖夜決戦」後は稀咲、半間と共に「天竺」に入隊。
チョメ
声 - 水島大宙
「芭流覇羅」の幹部で羽宮が少年院時代に知り合った一人。ギザポテトを食べながら場地の踏み絵を見ていた。「血のハロウィン」では羽宮、チョンボと共に万次郎に挑むもあっけなく完敗。観察眼はすごく、チョンボが攻撃を受け流された後に蹴りが来ることを知らせている。
チョンボ
声 - 岩瀬周平
丁次（ちょうじ）
声 - 柳田淳一
「芭流覇羅」の幹部で、元は稀咲と共に行動していた。どういう訳で「芭流覇羅」に在籍しているかは不明だが、羽宮、チョメ、チョンボとの戦闘後に気を失った万次郎に襲い掛かろうとするも稀咲に敗北する。チョメ、チョンボと共にその後どうなったかは不明。

### 黒龍（ブラックドラゴン）
元々は万次郎の兄、真一郎の手によって1995年2月22日に万次郎の為に作られたチームであり、副総長:明司 武臣、親衛隊長:荒師 慶三、特攻隊長:今牛 若狭らによって日本一に上り詰めており、現代でも伝説的なチームとなっていた。しかし、八代目として継いだ総長:黒川 イザナにより殺人、強姦、賭博等なんでもありの極悪集団となり、九代目総長:斑目 獅音が率いていた時に設立当初の東卍と対決し、一度壊滅させられる。その後、柴 大寿の手によって十代目として復活。最恐最悪の殺人集団となり、再び東卍とぶつかるも敗北し、東卍の傘下に下る。その後、十一代目として総長に花垣 武道、副総長に乾 青宗が座っている。東卍解散後から2年後に設立した「梵」には武道をはじめ、武臣、荒師、今牛ら元幹部が大幹部や構成員として参加している。
「新たな世界線」でも十代目として存在し、「東京卍會」との抗争の末、漆番隊として傘下に下った。
柴 大寿（しば たいじゅ）
声 - 杉田智和
「黒龍」十代目総長。1989年7月24日生、身長195センチメートル、体重97キログラム、血液型A型。東卍弐番隊副隊長の八戒の兄で、事実上の後継組織に当たる「梵」で首領だった千咒に一目置かれるほどの類まれな喧嘩センスとカリスマ性を併せ持つ怪物で過去に八戒と柚葉を躾と称して暴力を振るっていた。
斑目が率いていた九代目「黒龍」が結成して間もない東卍によって壊滅した黒龍を復活させる。兵隊の力を金持ちに雇わせるなどビジネスセンスを持つ。常に兵隊を5人連れているが、敬虔なクリスチャンでクリスマスの時にだけ一人になり、教会で祈りをする。過去では柚葉に殺害されている。
たまたま八戒の家に訪れた武道にラリアットを喰らわせ、半殺しになるまで殴り続け、八戒を「黒龍」に入隊させる。その後三ツ谷と和平協定を結び、「聖夜決戦」では柚葉に刺されるも武道の声で致命傷を避けた。その後駆けつけた三ツ谷と千冬が合流した4人と交戦し、敗北寸前まで追い詰めるも万次郎の一蹴りで撃沈。外の100人の兵隊も龍宮寺一人によって一掃され戦意喪失。その後、そのまま引退し、柴家からも出て行っている。「聖夜決戦」後は「関東卍會」との最終決戦まで登場していない状態が続いたが、最終決戦前に三ツ谷の独断で「二代目 東京卍會」への入隊を打診され、新陸番隊隊長として武道たちの窮地を救う。その後、犬猫コンビとの戦いによって消耗しきっていた「黒龍」最強コンビと対決。彼らが繰り出した「逆落」を両手でつかみ阻止した後、頭を地面にたたきつけ勝利する。
「聖夜決戦」後の現代では、「聖夜決戦」の教会で死亡した八戒に祈っている最中に武道と再会。直人も合流し、初代総長、真一郎とイザナ、「関東事変」について話している最中に、稀咲の手下となった青宗と九井を相手に武道を逃がすために交戦する。
「新たな世界線」での現代では、飲食店をたくさん所有するオーナーとなっている。
乾 青宗（いぬい せいしゅう）
十代目「黒龍」特攻隊長→十一代目「黒龍」副総長。
九井 一（ここのい はじめ）
十代目「黒龍」親衛隊長。
佐野 真一郎（さの しんいちろう）
声 - 松風雅也
黒龍の創設者で万次郎の実兄。伝説となっている初代「黒龍」の総長で本来は万次郎の為に「黒龍」を創設した。
性格は武道に似ており、喧嘩は弱く、女の尻にも敷かれるが、高いカリスマ性を誇り、不良たちから尊敬されている。青宗も引退後の真一郎と出会ったことにより初代「黒龍」を復活させるべく、「黒龍」に拘っていた。イザナとは異母弟の関係で、少年院に入っていたイザナと文通していた。引退後はバイクショップを経営していたが、万次郎の誕生日にプレゼントするはずであったバブを狙って盗難に入った羽宮に撲殺される。
実は、「関東事変」で武道が存在をほのめかしていたもう1人のタイムリーパーであり、万次郎の闇落ちや三途が闇落ちした万次郎以外すべて敵と豪語するなど危険思想に陥る原因を作ったすべての元凶であるのと同時に武道にタイムリープの能力に目覚めるきっかけとなった人物であることが判明。そういう経緯に至ったのは本編の世界線より前の最初の世界線にさかのぼる。最初の世界線で万次郎が階段から転げ落ちて植物状態になったことがきっかけでひねくれるようになり、介護の資格を勉強する傍らで病院で働いていた。その後、万次郎がこの世を去ったことで自暴自棄となり、今牛が行きつけとなっているキャバクラで偶然タイムリーパーの話を聞きつけ、その話をしたチンピラたちを半殺しにしたうえでタイムリーパーのホームレスと出会い、自らの要求を拒否したホームレスを惨殺。タイムリーパーに目覚めないことへの絶望から投身自殺した際に偶然三途に掴まれたことでタイムリープに目覚めるに至った。1度目のタイムリープで万次郎を救うことに成功した後に現代に帰還。小学校時代の武道と出会い、タイムリープの能力を託した。
「新たな世界線」では、1998年にタイムリープした武道が佐野家で万次郎と出会ったことにより、死そのものがなかったことにされた。その後の現代では、バイク店「S・Sモーターズ」を経営している。

### 天竺（てんじく）
横浜に拠点を置き、総長:黒川 イザナの他、四天王:望月 莞爾、灰谷 蘭、斑目 獅音、幹部:灰谷 竜胆、武藤 泰宏らまとまるはずのない"S62世代 "がまとまった暴走族。他に四天王筆頭:鶴蝶、総参謀:稀咲 鉄太、幹部:半間 修二に加え、「東京卍會」から九井 一が武藤の天竺加入の際の手土産という形で合流。これにより、"万次郎のカリスマ性"、"稀咲の頭脳"、"九井の財力"の現東卍が巨悪化した原因が組織となった。構成員は横浜初代天竺の刺繍が入った赤い詰襟の特攻服に身を包む。「東京卍會」とは違い、絶対的な「王」として君臨しているイザナに対し、四天王及びS62世代ら幹部たちは時代にのし上がるための神輿として使うために縋っているだけで、イザナからは「天竺にあるのは利害のみ」と称している。稀咲の指示により、東卍を壊滅させるために約300人の兵隊を使い各地で東卍メンバーを襲撃。武藤ら元「東京卍會」五番隊メンバーが入隊してからは400人規模になっている。しかし、「関東事変」中に稀咲が暴走したことによりイザナが死亡し、鶴蝶はイザナの後を追う形で意識不明の重体となる。S62世代たち5人は警察に逮捕され、ほぼ壊滅状態となった。逮捕を免れた幹部たちの内、九井と三途 春千夜は万次郎の意向に沿い構成員たちと共に撤退。鶴蝶は搬送先の病院で一命を取り留めた。2年後にはすでに解散しており、鶴蝶、S62世代ら「六破羅単代組」と九井、三途ら「関東卍會組」に分かれて争うことになる。
「新たな世界線」でも存在しているが、稀咲・半間両名が東卍を除名しなかったことに加え、九井と三途も初めから東卍として参加していたことと、武藤も創設メンバーとして初めから「天竺」に所属している以外はほぼメンバーが一緒、「関東事変」の末に捌番隊として傘下に下った。
元々は、イザナと鶴蝶の孤児院時代に西遊記をヒントにしたまっとうな暴走族になるはずだった。
黒川 イザナ（くろかわ イザナ）
声 - 島﨑信長、種﨑敦美（少年・小学生）
「天竺」初代総長。1987年8月30日生、身長165センチメートル、体重58キログラム、愛機はCBR400F。孤独が喧嘩の強さであり人を殺す拳でもある。そのため、喧嘩の実力は班目を沈めたばかりの林を一蹴りでのす程で世代最強と謳われている。
万次郎の異母兄でエマの実兄とされていたが、実際はフィリピン人の女性と父との間に生まれた子供であり、佐野兄弟はおろかエマとすら血がつながっていなかった。幼少のころは真一郎を尊敬していたが、ある時を境にエマと生き別れになり精神が崩壊。それが原因で12歳の時に暴走族によるリンチに遭う。退院後にリンチした暴走族を返り討ちにして主犯格の少年を自殺に追い込んだことで少年院に入れられ、武藤ら5人と共に"S62世代"として名を馳せることとなったが、少年院時代に同じ受刑者の仲間と監視員を完膚なきまでに叩きのめし、その時最後まで立ち続けた他のS62世代を束ね、自身が絶対的な「王」として君臨。そのため他のS62世代たちを「自らを時代にしがみつくための神輿として利用しているだけ」と発言するなど仲間意識は皆無。少年院では真一郎と手紙でやり取りしており、万次郎の名前が出ることをひどく毛嫌いしている。実は、万次郎を闇堕ちさせた張本人であることが終盤で判明する。動機は「真一郎が羽宮に殺されたから、万次郎の心を空にして新たな真一郎を想像する」ことだったが、彼もまた稀咲の駒にしか過ぎなかったことも判明した。
出所後は八代目「黒龍」総長に就任し、同時期に真一郎と再会する。ここまでの「黒龍」は初代「黒龍」の意思を継いでいたが、真一郎が万次郎に「黒龍」を継がせると発言したことで精神状態が悪化したからか、この代から犯罪や詐欺、強姦、賭博等の悪事に手を染め始め、十代目「黒龍」の原型を作る。また、この時に既に噂に聞いていた九井に接触、勧誘しており、青宗に対しては九代目「黒龍」を支えるように指示する。その後真一郎が死亡したことによる悲しみから引退し、浮浪生活を送っていた。その3年後、ベンチに居座っていた所に稀咲に声をかけられ、武藤を始めとしたS62世代の面々を集め、初代「天竺」を創立する。東卍を犯罪組織にしようと企む稀咲のことを乱気流と呼び、稀咲と半間を入隊させ、稀咲には総参謀の席を用意し、後に武藤が自らが死んだ後の現代から抹消される原因となってしまう。その後一人で万次郎に接触し、意味深な言葉を投げかけ立ち去る。
「聖夜決戦」後の現代では、「東京卍會」と「天竺」との抗争「関東事変」の結果合併、東卍のNo.3の地位を手に入れる。警察に顔が利き、稀咲の死体を用意し、様々な嫌疑がかかっている稀咲を海外に逃亡させる。その後、万次郎が直人に殺害されたことがきっかけで実質的に東卍の総長に就任と同時に彼の殺害を決意する。青宗、九井を使い大寿、武道、直人を拉致させようとするも武道、直人は逃亡。海外から帰ってきた稀咲が武道を殺害しようとして武道をかばった直人を撃ってしまい、自分が直人を殺害すると彼に諭すとともに「2人がマイキーを奪った」と称して同行した鶴蝶に武道の殺害を命じた。それにより、最後のタイムリープを果たした武道により過去で命を狙われることになったが、後述の稀咲の暴走により現代から抹消され、同時に自らの死と引き換えに鶴蝶を守ったことで彼が現代から抹消されるのを免れている。そのため、「関東事変」終了後に武道が鶴蝶に対し「自らの身を挺して助けたイザナが浮かばれない」と語っている。
9回目のタイムリープでは武藤に指示をし、九井を「天竺」に入隊させるように指示。武藤自身も東卍を裏切り手土産として九井を「天竺」に入隊させる。武道が十一代目「黒龍」の総長に就任した報告で真一郎の墓の前に訪れていたところに登場。青宗には九井が手に入ったから用済みと伝えている。「関東事変」では新宿の「音速鬼族」、吉祥寺の「SS」、池袋の「ICBM」、上野の「夜ノ塵」のS62生まれの総長たちを4人を一人で沈めており、観客として招待している。斑目を"魁戦"に指名するも呆気なくやられたことに腹を立て、林を蹴りの一発で沈める。その後は抗争を傍観し、稀咲と武道の心理戦も傍観。稀咲が殴られ、もう1発殴られそうになったところで間に入り、東卍メンバーの皆殺しを宣言し、止めようとした武道をリンチする。遅れて参戦した万次郎と対戦し、彼の動きを見切るも、万次郎を闇落ちする動機を語ったことで彼からの反撃に遭い、動きを鈍らせてしまう。その後、万次郎から一方的に反撃され、稀咲から拳銃を奪うも鶴蝶に制止されるが、その時点では負けていないと彼の耳を貸さなかったが、稀咲が放った銃弾が鶴蝶の右胸を貫いたことで一転し、稀咲が鶴蝶に向けて発砲した3発の銃弾から身を挺して庇い、万次郎に天竺の敗北を認めるのと同時に自らの出生の秘密を、鶴蝶には「自分には鶴蝶しかいない」とそれぞれ伝え、息絶えた。形見のイヤリングは一命を取り留めた鶴蝶に託された後、生まれ育った孤児院で砂の山の上に安置された。
「新たな世界線」では、「関東事変」時に武道と万次郎の介入で稀咲が暴走することなく「東京卍會」と一員となったことにより1人も死者を出さなかったため、死そのものがなかったことにされ、「関東事変」後は「東京卍會」に加わり捌番隊隊長に就任した。その後の現代では、NPO法人「TENJIKU」の理事として世界を飛び回っている。
武藤 泰宏（むとう やすひろ）
声 - 小野大輔
「東京卍會」伍番隊隊長→「天竺」幹部で後の総長代行。1987年4月28日生、身長187センチメートル、体重86キログラム、血液型O型。通称はムーチョ。巨体を使った派手な喧嘩スタイルの持ち主。「血のハロウィン」後の現代では最高幹部に名を連ねているが安否は不明。
「8・3抗争」も「血のハロウィン」にも参戦していたが目立った活躍はなく、「天竺」との最初の抗争後に武道を拉致し、伍番隊を使って千冬と溝中メンバーを押さえつけた。伍番隊は唯一内輪揉めが許された治安維持部隊であり、その後青宗、九井も同じく拉致し、九井に「天竺」に入るように仕向け、見事引き抜きに成功。また、この時人一倍忠誠心の強い三途に別の道を進むように説得している。"S62世代"の1人でイザナ達他メンバーとは少年院に入所していた時に知り合っており、天竺の創始者という裏の顔を持っている。青宗や九井からは"S62世代の亡霊"と呼ばれている。青宗と九井を話させた後に青宗と対峙する。少年院入院の罪状は「傷害」で柔道の背負い投げでコンクリートに打ち付け、相手を脊髄損傷で下半身不随にしている。青宗と対峙中に灰谷兄弟、望月がソウヤ一人に戦闘不能にされ、ソウヤと対峙。得意の背負い投げを繰り出そうとするもそのまま投げ返され撃沈する。その後過去に万次郎と対峙していた記憶がフラッシュバックし、短刀(ドス)を使って5人を襲おうとするも、鶴蝶に「天竺」に染まる必要はないとされ鳩尾を殴られ意識を失う。意識を取り戻した後は、鶴蝶や九井、かつての東卍の主力メンバーと共に武道と稀咲の心理戦を傍観する。その際、稀咲一人に対し、武道の「絶対に諦めない」信念に加勢する東卍主力メンバーを見て「東卍」と「天竺」の埋められない差が友情であると知り涙を流し、イザナに「天竺はどこに向かっている」のか自身の心の中で問いかけている。イザナの死亡後は万次郎が身代わりとして逮捕されるのを恐れ、万次郎がこの場に残るより自分たち"S62世代"が残ると宣言し納得させた後、駆け付けた警察により逮捕された。入所の際に寺野と顔見知りであることが判明し他の"S62世代"と共に彼との喧嘩に敗北している。半年後に東京都鑑別所を出所したところを三途に出迎えられ、「関東事変」の舞台である第3埠頭に連れられた後に三途の手によって斬殺され裏切りの報いを受けるかのようなあっけない最期を遂げる。その後、三途によって東京湾に捨てられた後に身元不明の白骨死体として発見された。そのため、寺野と顔見知りになった"S62世代"の中で唯一「六破羅単代」の幹部になることはなかった。
「新たな世界線」では、1998年にタイムリープした武道が万次郎と出会ったことで三途が暴走することがないため、死そのものがなかったことにされ、「関東事変」後は「東京卍會」に加わり捌番隊に所属することになった。その後の現代では、鶴蝶・望月・斑目と共に恵まれない孤児たちのためのボランティアに励んでいる。

### 三天
「関東事変」後に結成した「梵天」の前身と言える3つの暴走族の総称で、東京23区を3分割したような勢力を持っている。武道がタイムリープした時点では3勢力が均衡状態となっており、「関東卍會」は明確に武道の敵であることが明らかになる一方、「梵」・「六破羅単代」の2勢力は武道が求めていた万次郎を倒すための強力な仲間となりえる人物が多数所属している。

#### 梵（ブラフマン）
首領:瓦城 千咒、ナンバー2:明司 武臣、大幹部:荒師 慶三、今牛 若狭、勢力内協力者:龍宮寺 堅が座る三天の1つで、新宿区にある地下格闘場「B-1」を拠点としている。暴走族ではなく大人の超戦闘型愚連隊で黒い噂も多い。構成員は後ろに「BRAH梵MAN」のペイントがあるフード付きの丈の長いコートを特攻服として着用する。「関東卍會」を倒すことが目的。千咒と龍宮寺以外の大幹部は初代「黒龍」のメンバーで占められており、生きるレジェンドとして名を馳せていた。「六破羅単代」との抗争を経て、花垣 武道が千咒の雑用係として入隊したことで所属する元「黒龍」のメンバーは4人になった。しかし、「三天戦争」により千咒が戦意喪失し解散。荒師、今牛らは「関東卍會」に入隊し、戦意喪失した千咒は武道によって立ち直り「二代目 東京卍會」に加入した。
誌上掲載の初版では「△梵」と誤植された。
瓦城 千咒（かわらぎ せんじゅ）
声 - 伊瀬茉莉也
「梵」首領→「東京卍會」伍番隊隊長。
万次郎に並ぶカリスマの1人で当初は無比の異名を持っていることとフードを被っていること以外は謎に包まれていたが、戦闘の際、「殺ろうか！」の掛け声とともに開始するなど「関東事変」後の現代で見た万次郎を彷彿するほどの危険なにおいを発したような素顔を持つ小柄な体格をした人物で、異様な殺意以外は至ってまともな性格をしており、犯罪などで「梵」を汚すことを許さないと発言するほど。性別は当初男性と思われていたが、武道が入隊する決意を固めた翌日に女性であることが判明。体格差のある寺野を一蹴りでダウンするなど女性とは思えない喧嘩の実力を持っており、本気を出せば大柄な男性を一撃でダウンするほどだが、「武力は金」という武臣の発言がきっかけで普段は実力をセーブしている。
本名は「明司 千壽（アカシ センジュ）」で武臣と三途の妹。武臣の推薦により「梵」の女性首領になったこと、三途は「梵」首領が自分になることに反発し兄弟の縁を切り「関東卍會」に入隊したことが明かされている。武道が見た未来予知によると「関東事変」後の現代では2008年7月7日に寺野を崇拝する「六破羅単代」の過激派に襲撃され死亡しているためすでに故人となっている。「梵」の集会の後、遊園地デートに誘うが、寺野を崇拝する「六破羅単代」の過激派の襲撃に遭うも、龍宮寺が駆け付けるまでに武道が庇ったことで死亡を免れるも、その龍宮寺が自らの死と引き換えに瀕死の重体となってしまう。「三天戦争」では寺野と一進一退の激闘を繰り広げるが、乱入した万次郎の黒い衝動を見て戦意を喪失。「梵」の解散に踏み切ってしまうも、「関東卍會」との最終決戦で「梵」の首領としての実力を武道に買われ「二代目 東京卍會」に伍番隊隊長として入隊する。
「新たな世界線」での現代では、三途と共に美人兄妹YouTuberとして活躍している。
明司 武臣（アカシ タケオミ）
「黒龍」初代副隊長→「梵」ナンバー2。千咒と三途の実兄で軍神の異名を持つ。顔の右側に大きな傷痕がある。万次郎に倣って大人らしく昂る感情を見せないなど常に冷静沈着だが、龍宮寺の死を知った際、感情的になって抗争を仕掛けるなど感情の起伏が激しい模様。
武道をスカウトしようとするが、鶴蝶に阻止される。「六破羅単代」との交戦を中断して撤退する際、龍宮寺に意味深な会話をしていたが、その龍宮寺が自分の仲間であることが発覚するきっかけになってしまった。かつて万次郎が設立した東卍に志を持っていたが、「関東卍會」の志のなさに失望し、総長の万次郎が悪い大人になるなら悪い大人の1人として彼を倒すと決意している。しかし、龍宮寺の死を知り、予定を1週間早める形で「六破羅単代」に抗争を仕掛け、「六破羅単代」の構成員に取り押さえられ死の恐怖に晒されるも、荒師と今牛に救われ、2人と共に寺野と対峙する。その彼が「関東事変」後の現代で「梵天」に相談役として所属した経緯は今のところ不明。
「新たな世界線」での現代でも浪費癖は治らず、自称「三途・千咒兄妹のプロデューサー」として、彼らが稼いだ金銭を湯水のごとく使っているうわさも。
今牛 若狭（いまうし わかさ）
「煌道連合」総大将→「黒龍」初代特攻隊長→「梵」大幹部の1人→「関東卍會」遊撃隊隊長。通称ワカ。
韋駄天の異名と気配だけで鶴蝶を委縮するほどの実力を持ち、荒師と共に最強コンビとして名を馳せていた優男で、千咒が女性であることを知る数少ない人物。さらに、武道が「梵」への入隊を決めても融和的に見せる臨機応変さを持つ。
かつて栃木・茨城・千葉といった東関東を仕切る12のチームが集まってできた「煌道連合（こうどうれんごう）」を率い、白豹として恐れられた総大将として荒師と対立していたが、真一郎との出会いで荒師共々「黒龍」に合流した過去を持つ。「三天戦争」後は経緯は不明だが、「関東卍會」に入隊し、遊撃隊隊長として荒師とともに青宗と対決。その最中に生前の赤音の言葉を思い出した九井が離反し、犬猫コンビとの死闘の末、勝利を収めるが、途中参戦した大寿との対戦時に体力を消耗しきったことが災いし、荒師共々大寿に敗北する。
「新たな世界線」での現代では、荒師と共に格闘技ジム「五条ジム」を経営している。
荒師 慶三（あらし けいぞう）
「螺愚那六」総長→「黒龍」初代親衛隊長→「梵」大幹部の1人→「関東卍會」遊撃隊副長。通称ベンケイ。
武道を「梵」に入隊させることに反対する立場だが、斑目にツラヨゴシと非難したうえで一撃をくらわすほどの剛力の異名にふさわしい喧嘩の実力を持ち、今牛と共に「黒龍」の最強コンビとして名を馳せていた黒肌の巨漢。
かつて赤壁（レッドグリフ）の異名を持ち、600人の構成員からなる群馬・埼玉・東京・神奈川といった西関東を仕切った日本最大のチーム「螺愚那六（ラグナロク）」の総長として今牛と対立していたが、真一郎との出会いがきっかけで「黒龍」に合流した過去を持つ。「三天戦争」後は経緯は不明だが、「関東卍會」に入隊し、遊撃隊副長として今牛とともに青宗と対決。その最中に生前の赤音の言葉を思い出した九井が離反し、犬猫コンビとの死闘の末、勝利を収めるが、途中参戦した大寿との対戦時に体力を消耗しきったことが災いし、今牛共々大寿に敗北する。
「新たな世界線」での現代では、今牛と共に格闘技ジム「五条ジム」を経営している。

#### 六破羅単代（ろくはらたんだい）
総代：寺野南、首席：鶴蝶、第弐席：灰谷蘭、第参席：灰谷竜胆、第肆席：望月莞爾、第伍席：斑目獅音らが座る三天と称する暴走族の1つで港区を拠点とした最大勢力。六破羅単代の刺繍が入ったツナギ型の特攻服に身を包む。寺野以外の幹部は元「天竺」のメンバーで占められている。中には寺野を崇拝する過激派のメンバー（龍宮寺曰く下っ端）も在籍し、正規メンバーとは異なり黒いパーカーを着用している。寺野が万次郎に殺害されたことにより組織ごと「関東卍會」に吸収合併した。
寺野 南（てらの サウス）
「六破羅単代」総代でブラジル・リオにある貧民街の出身。万次郎に並ぶカリスマの1人で無双のサウスと称された胸から右頭部にかけて刺青がある大男でことあるごとに音楽用語を会話に織り交ぜている。東卍をあこがれの対象としながら、いつか叩き潰そうという宿願を持っている。そのためか、仲間にならないと断られると凶暴になり、断られた相手を一方的に痛めつけるなど化け物級の喧嘩の実力の持ち主だが、荒師の腕で受け止めてしまうなど巨漢の割に拳の威力はない。青宗が龍宮寺の仲間であることを知っていたのか、敵の暴走族から逃げてきた青宗を捕まえ、遭遇した龍宮寺たちに受け取るよう仕向ける。万次郎に対抗するため、龍宮寺を仲間に加えようと交渉するが、決裂したことで龍宮寺を一方的に痛めつけるも、「梵」の集団の襲撃に遭い、千咒に一方的に痛めつけられる。
幼少の頃、病弱な母と2人で暮らしてたが、母に気をかけていた"ディノ"という男との出会いにより、5歳で暴力に目覚め、敵対勢力の人間をも殺害した。サウスは"ディノ"に認められた時にもらった通称であり本名は南（みなみ）である。12歳の時に"ディノ"を殴り殺して涙し、ギャング・チーム"ディノ・サウス"のボスに君臨するようになった。14歳の時に敵対勢力の襲撃により母を失い、日本に住む祖父母の所に移住し、経緯不明のまま少年院に入所した。そこで死亡したイザナを除く"S62世代"と顔見知りであることが判明し、彼らを暴力でねじ伏せた。出所と同時に三途に殺された武藤を除く"S62世代"に出迎えられ、鶴蝶との喧嘩の末彼を屈服。「六破羅単代」の総代になるまで登り詰めた。
彼自身も"黒い衝動"の持ち主であり、それが原因で"ディノ"を死に追いやり、初代「黒龍」の最強コンビを再起不能にしている。
「三天戦争」では武臣を一方的に痛めつけるも、荒師と今牛に阻止されたことで交戦。彼らを退かせるも、真の実力を出した千咒との一進一退の攻防を繰り広げている最中、黒い衝動状態の万次郎が乱入、彼になす術もなく殴り殺される。
「新たな世界線」では、経緯が不明ながら、1998年にタイムリープした武道の介入により、「東京卍會」が解散した時点で万次郎が抗争に参加する理由がなくなったため、死そのものがなかったことにされた。その後の現代では、海外の総合格闘技のヘビー級王者に君臨しており、日本に帰国すると、黒龍最強コンビがいる「五条ジム」に入り浸っているらしい。
鶴蝶（カクチョー）
声 - 山下誠一郎、松田利冴（小学生）
「天竺」四天王筆頭→「六破羅単代」首席→「関東卍會」親衛隊長。
天竺内では唯一の良心的存在で武道の幼馴染でもあり、小学2年生の時に横浜に引っ越すことになって以来武道と音信不通となっていた。イザナとは孤児院で知り合っている。河田兄弟と武道、千冬を倉庫で待ち構え、4対1の勝負を持ちかける。結果ナホヤとのタイマンにあり、武道に伝えることもありわざと敗北し、武道にイザナの救済を依頼する。イザナが稀咲に殺害を要求され、その条件を飲むと全力で止めるなど極悪ではない。「聖夜決戦」後の現代では稀咲らによって洗脳され、武道を無慈悲に殺害する。尚、武道は死ぬ前に直人と握手しており、12年前に戻っていたため助かったが現代の身体は死亡している。「関東事変」では幼馴染である武道と対峙する。実は四天王の中では筆頭格であり、ソウヤに敗北し、ドスを持って暴走した武藤を一撃で沈め、主力メンバーを圧倒するなど、「喧嘩屋」の異名に恥じない実力を誇るが、相手が武器持ちの場合は対処できないのが弱点。東卍の主力メンバーを1人で沈めた後、武道を一方的に痛めつけるが、相手が幼馴染とはいえとどめを刺せなかった。その後、稀咲との心理戦を傍観し、イザナが乱入した際にボロボロになりかけた武道を天竺の誰よりも心配していた。イザナと万次郎の攻防を観戦し、イザナが敗北に追い込まれた瞬間、稀咲の拳銃を奪い万次郎を射殺しようとするのを制止するが、稀咲に右胸を撃たれた。その後、稀咲に挑もうとするもイザナに庇われ命拾いするも限界を迎えたのも同然となる。それでも、武道、万次郎と共にイザナの死を見届けた。その後、雪が降り始めたころにイザナを追うように意識不明の重体となり、結果的には一命を取り留めた。その後、武道が見舞いに来た時、天竺の解散を嘆く。退院後はイザナと知り合った孤児院に出向き、砂の山を作った後、イザナのイヤリングを置き孤児院を去った。後に寺野の推薦により「六破羅単代」に所属し、その後の現代では「梵天」のナンバー3として君臨する。裏切者に対しては冷酷な面を見せる一方、東京卍會の主要メンバーたちが埋めたタイムカプセルを開ける日に彼らがいる神社に向かうよう万次郎に説得するなど、「梵天」の良心的な役割を担っている。
10回目のタイムリープでは「梵」に先超される前に武道をスカウトしようとしたが、武臣と言い争いになるが、結果的に「梵」への入隊を許す形になったが、武道が万次郎を倒すという決意を宣言した際、彼の意思を尊重した。最終決戦では武道とのリベンジマッチを繰り広げるが、三途のたくらみを知った武道に説得され一時休戦。武道とともに三途の企みを阻止しようとするが、三途の太刀によって深い傷を負い、武道を暴走する列車から降ろし、自らブレーキのレバーを引いたことで阻止することに成功するも、その時には力尽きた。
「新たな世界線」では、1998年にタイムリープした武道と万次郎の介入により、「最終決戦」そのものとそれに伴う自身の重体自体なかったことにされた。その後の現代では、武藤・望月・斑目と共に恵まれない孤児たちのためのボランティアに励んでいる。
灰谷兄弟
いずれも"S62世代"の1人で、特定の暴走族を作らず、二人で六本木を縄張りにして活動し、一声かければ100人もの人間が集まるカリスマ兄弟として名を馳せているが、「血のハロウィン」の時にも一度登場している。また、新興勢力を使い、「黒龍」を完全に解散させている。「天竺」・「六破羅単代」参加時の特攻服は他のメンバーと違い、黒色を基調としている。少年院入院の罪状は「傷害致死罪」で当時六本木を仕切っていた「狂極」の総長、副総長とタイマンを張り、蘭は総長を1発で沈めた後、竜胆のタイマンに乱入し、関節技が決まっている相手の顔面を必要以上に殴りつけた。その結果、副総長は顔面陥没と頭蓋骨骨折で病院に運ばれるも死亡した。イザナの死亡後に、駆け付けた警察により逮捕された。出所後は二人とも「六破羅単代」に所属し、その後は「関東卍會」の入隊を経て「関東事変」後の現代で「梵天」の幹部として君臨している。その際、のどにイザナのピアスの刺青を入れている。最終決戦では三ツ谷と八戒と対決。一度は自らの策で追い詰めるも、彼らの罠に気づかず、それがもとで敗北、辛うじて戦う気力があった蘭も敗北宣言をした。「新たな世界線」での現代では、ほかの"S62世代"と行動を共にせず兄弟でクラブ経営をしている。
灰谷 蘭（はいたに らん）
声 - 浪川大輔
「天竺」四天王→「六破羅単代」第弐席→「関東卍會」特攻隊隊長。1987年5月26日生、身長183センチメートル、体重70キログラム、血液型A型。
灰谷兄弟の兄で長い髪を三つ編みで縛っており、三ツ谷と望月との中に不意打ちでブロック塀で三ツ谷を襲撃し、手柄を横取りする。竜胆曰く、いつもいいとこ取りをし、ポーズを決め、すぐ仕切る。東卍の実力を認めているため、不意打ちでないと潰せるチームではないと語る。喧嘩の実力は先述の「狂極」の副総長の顔面を必要以上に殴りつけたせいで傷害致死に陥ったため警棒などの武器を用いることが多い。「関東事変」では八戒と対峙する。竜胆がソウヤの右腕と左足を折った後は二人で八戒を追い詰めるも、「青鬼」となったソウヤに一撃で沈められる。万次郎とイザナのタイマンの際に竜胆と共に意識を取り戻し傍観する。イザナの死亡後はイザナに憧れていたことを伝え、死亡したイザナと意識不明となった鶴蝶の瞼を閉じた。「三天戦争」では武器持ちスタイルが功を奏し、同じく武器を使用する三途に対処できた。
灰谷 竜胆（はいたに リンドウ）
声 - 下野紘
「天竺」幹部→「六破羅単代」第参席→「関東卍會」特攻隊副長。1988年10月20日生、身長172センチメートル、体重65キログラム、血液型B型。
灰谷兄弟の弟でメガネをかけており、仕切りたがる蘭に頭を痛めている。「関東事変」ではお互い有名な兄を持つソウヤと対峙する。得意の関節技でソウヤの右腕と左足を骨折させ、蘭と共に八戒を追い詰めるも「青鬼」となったソウヤを甘く見てしまい、また関節技を繰り出そうとしがみついた瞬間一撃で沈められた。万次郎とイザナのタイマンの際に蘭と共に意識を取り戻し傍観する。出所後「六破羅単代」に所属した際にメガネを外している。
望月 莞爾（もちづき かんじ）
声 - 稲田徹
「呪華武」総長→「天竺」四天王→「六破羅単代」第肆席→「関東卍會」幹部。"S62世代"の1人でもある。1988年3月9日生、身長192センチメートル、体重94キログラム、血液型B型。通称モッチー。後述の経歴からか根っからの戦闘狂である。
河田兄弟が昔総長を務めていた「双悪」時代からの因縁がある。武道たちが過去で初めて会った「天竺」の主力部隊で"望月隊"を率いている。千冬を一発で沈めた後、三ツ谷を叩くために新宿へ移動。三ツ谷と互角の戦いを繰り広げるも灰谷兄弟の参戦もあり、手柄を横取りされる。「関東事変」では武道の相手をしようとするが千冬から不意打ちの蹴りを喰らい千冬と対峙する。13歳の時に喧嘩を止めに入った警官を殴り、「公務執行妨害」で少年院に入院した。千冬との対峙中に一目置いていた灰谷兄弟が自身が過去に勝利したソウヤ一人に戦闘不能にされていることに不満を感じ、ソウヤと対峙しようとするも一撃で沈められた。万次郎とイザナのタイマンの際に意識を取り戻し傍観する。イザナの死亡後、万次郎が逮捕されるのを防ぐため、引き揚げさせるよう説得させた。その後、駆け付けた警察により逮捕された。出所後は「六破羅単代」に所属し、その後の現代では「梵天」の幹部として君臨している。
最終決戦では千冬との死闘の末敗北する。
「新たな世界線」での現代では、鶴蝶・武藤・斑目と共に恵まれない孤児たちのためのボランティアに励んでいる。
斑目 獅音（まだらめ しおん）
声 - 内山昂輝
「黒龍」九代目総長→「天竺」四天王→「六破羅単代」第伍席→「関東卍會」幹部。1988年3月21日生、身長180センチメートル、体重66キログラム、血液型AB型。S62世代の1人でもあるが、イザナとのやり取りからS62世代の中では最弱であるとのことで、林や初代「黒龍」の親衛隊長だった荒師の一撃などで沈められる。
左のこめかみに獅子の刺青をしており、「東京卍會」が創設するきっかけを作った男で、荒師からは「黒龍のツラヨゴシ」と非難されている。襲撃では隊長クラスとは戦っていないがメリケンサックを使用し、東卍メンバーを再起不能にするなど狂気な一面をのぞかせている。東卍との抗争前に竜胆と共に三ツ谷とナホヤを襲い、抗争に参加できなくなる状態にした。「関東事変」では"魁戦"として林と勝負しようとするも一発で沈められる。万次郎とイザナのタイマンの際に意識を取り戻し傍観するが、イザナの死亡後に、警察が駆けつけたことにより自ら逮捕された。少年院入院の罪状は林に一撃で沈められたため不明。出所後は「六破羅単代」に所属するも、荒師の一撃に沈められてしまい、「三天戦争」の直前でフェードアウトしたが、吸収合併後の「関東卍會」の幹部として再登場する。最終決戦では溝中五人衆のうち、3人を戦闘不能にするが、リーダー格の千堂の逆鱗に触れ、お得意のメリケンサックで死闘を繰り広げるも、千堂の一発により敗北。
「新たな世界線」での現代では、鶴蝶・武藤・望月と共に恵まれない孤児たちのためのボランティアに励んでいる。

#### 関東卍會（かんとうまんじかい）
10年前の過去で総長:佐野 万次郎、副長:三途 春千夜、参謀:九井 一が座る三天と称する勢力の1つ。渋谷区を拠点とし無敵と謳われていた暴走族で、10回目のタイムリープにおける武道の敵。構成員は関東卍會の刺繍が入った白い特攻服に身を包む。「三天戦争」を制して、「六破羅単代」を吸収合併し、「梵」の大幹部が入隊し、親衛隊長:鶴蝶、特攻隊隊長:灰谷 蘭、特攻隊副長:灰谷 竜胆、遊撃隊隊長:今牛 若狭、遊撃隊副長:荒師 慶三、幹部:望月 莞爾、斑目 獅音、遊撃隊員:半間 修二を抱える最大勢力に拡大。
三途 春千夜（サンズ ハルチヨ）
声 - 岡本信彦
「東京卍會」伍番隊副隊長→「関東卍會」副長。武藤に「一人っ子」と明かしているが、実は武臣の弟で千咒の兄であることが千咒の口から明かされている。
口元にある2つの傷を隠すためにマスクをつけている。しかしその本性は万次郎以外すべて敵と豪語するなど稀咲に引けを取らない危険人物であり、万次郎を黒い衝動によって闇落ちさせているが、本来の性格は親友思いの性格であり、上記の本性は「最初の世界線」で真一郎が殺害したホームレスがかけた呪いの影響であることが判明する。このためか、伍番隊所属前から万次郎に忠誠を誓っており、他の隊にも所属していた実績があるもののどの部隊も手に負えなかった暴れ馬だったが、武藤が伍番隊隊長に就任と同時に伍番隊に入隊する。またその時に将棋をしており、「王に仕える信念」を武藤に話し、傷で損しているという理由で過去で使用していたマスクを武藤から譲り受ける。その半年後には伍番隊副隊長に就任し、武藤の右腕として忠誠を誓っていた。そのため武藤が東卍脱退した際は、ほかの伍番隊員と共に彼についていき、天竺に合流する。「関東事変」後は武藤が逮捕されるも、自身は抗争場所である第3埠頭から退却した。実は武藤が万次郎を裏切った時から彼を殺害しようと天竺の合流から半年後の武藤の出所の時まで虎視眈々と狙っていたことが判明。武藤が東京都鑑別所から出所すると出迎え、再び第3埠頭に連れていき、「王」である万次郎を裏切った報いとして斬殺する。この時に武藤からもらったマスクを外している。
武藤殺害後は「梵」の首領が千咒になったことに反発し、彼女を推薦した武臣諸共兄弟の縁を切ったのちに「関東卍會」に入隊し、その後の現代にて「梵天」のナンバー2として君臨している。その際、右腕にイザナのピアスの刺青を入れている。
「最終決戦」で廃列車を脱線させて万次郎以外の抗争関係者を皆殺しにしようとたくらむが、最終的に武道・鶴蝶ペアに阻止されるも、その際、武道を「もう1人のタイムリーパー」であることを知っているそぶりを見せているが、実は真一郎がタイムリープするためのトリガーであることが判明する。
「新たな世界線」では、1998年にタイムリープした武道と万次郎が佐野家で出会ったことで、自身が暴走することがなくなった。その後の現代では千咒と共に美人兄妹YouTuberとして活躍している。
半間 修二（ハンマ シュウジ）
声 - 江口拓也
「愛美愛主」総長代理→「芭流覇羅」初代副総長→「東京卍會」陸番隊隊長→「天竺」幹部→「関東卍會」遊撃隊員。
1989年10月27日生、身長192センチメートル、体重70キログラム、AB型。
稀咲の相棒格で「ダリィ」が口癖。ケンカの実力では龍宮寺と渡り合えるほど。左手に「罪」、右手に「罰」の刺青をしている。かつて「歌舞伎町の死神」と呼ばれ恐れられていた。退屈な日々に嫌気がさしていたところ、長内を通して稀咲と出会い、それ以降彼と行動を共にする。
稀咲の命令によって林を誑かし「8・3抗争」を起こしており、万次郎の蹴りを1発ながら受け止めている。その後万次郎と対峙し、「芭流覇羅」の創設を教える。その後の現代では千堂が日向、武道が乗ってきた車を確認するために武道が訪れていた公園にいた。
「芭流覇羅」では初代副総長として元「愛美愛主」の"S63年"組と"H1年"組をまとめ上げ、羽宮、チョメ、チョンボ、丁次を入隊させる。その後、東卍を裏切った場地を踏み絵と証人喚問を経て率いれ、「血のハロウィン」の宣戦布告をする。「血のハロウィン」では万次郎と羽宮を対決させるために自ら龍宮寺と交戦。羽宮に場地が裏切り者であることを煽り、殺害を指示。しかしながら場地は急所を外しており、このことを稀咲に電話で報告。その後はキレた万次郎の蹴りを一発喰らい気絶した。この抗争後、稀咲の手引きにより東卍に入隊し、新たに陸番隊が設立され隊長を務める。この後の現代では「東京卍會」最高幹部のリーダーとして最高幹部たちを纏め上げていた。
「聖夜決戦」前には稀咲と共に武道、千冬と短期チームを結成。「聖夜決戦」では千冬を裏切り拘束。その後集会で稀咲の除名処分によって稀咲と共に参番隊、陸番隊各隊員を引き連れ東卍を抜け、稀咲と共に「天竺」に入隊。
「関東事変」では稀咲、イザナらと共に傍観者側で戦闘には参加せず、イザナの死亡後は稀咲を連れて逃亡するも、稀咲が急かしたせいで事故を起こす。その後、武道を背負って稀咲を追走する龍宮寺に急襲を仕掛け、このまま彼と対峙するが、龍宮寺に負けを認め敗北。稀咲が逃げきれていることを信じ彼が逃げた先を辿るが、稀咲がトラックにはねられた後の事故現場に辿り着き、稀咲の遺体を見て涙を流す。その後、殺人の共犯で指名手配されるも逃走中。「関東事変」から2年後、稀咲と生前話していた約束を果たすため稀咲の墓の前で語り明かす。最終決戦では「東京卍會」の幹部格を一人で一掃するが、黒い衝動と化した万次郎に一撃で倒された。
「新たな世界線」では、稀咲が1998年にタイムリープした武道の推薦で「東京卍會」の創設メンバーに加わったことで、少なくとも「聖夜決戦」以降で「東京卍會」の総参謀として武道と共闘する。その後の現代では、フリーのカメラマンとして世界を放浪している。
九井 一（ここのい はじめ）
声 - 花江夏樹、五十嵐裕美（小学生）
十代目「黒龍」親衛隊長→「天竺」幹部→「関東卍會」参謀。通称ココで大寿からは犬猫コンビの猫と称されていた。1990年4月1日生（日本の場合4月1日生まれは早生まれ扱いで前の学年に組み込まれる為。乾青宗と同学年であれば1990年生まれとなる）、身長174センチメートル、体重60キログラム、血液型A型。
「血のハロウィン」後の現代では最高幹部の一人で表ではIT企業を経営している。中学3年生の時に青宗が少年院の出所と同時に「黒龍」を復活させる魂胆の為に大寿を紹介。そのまま大寿が十代目「黒龍」総長になり、そのまま青宗と彼に忠誠を誓っている。冷静で自己中心的な性格だが、強い奴が好きで、青宗に対して誠実な一面を持ち、彼の言うことしか基本聞かない。
「聖夜決戦」前に裏切り者と武道たちが密会していることを嗅ぎ付け、稀咲から十万円をもらい、大寿が一人になる時を教える。その後青宗と共に大寿に加勢するもほぼ戦闘には参加していない。敗戦後、青宗についていくために大寿を見捨て、東卍に入隊。青宗と同じく壱番隊に所属していたが武藤に拉致され、"九井の財力"、"稀咲の頭脳"、"万次郎のカリスマ性"が現代の東卍の巨悪化の原因であることが判明。イザナが金を生み出す天才で欲しがっていることを知ると武道と青宗が抵抗するも拘束されている二人が武藤にリンチされ、殺されるのを防ぐためにやむを得なく「天竺」に入隊する。「関東事変」では「天竺」の特攻服に身を包み、自身を連れ戻しに来た青宗と対峙する。自身の想い人の青宗の姉である赤音の火傷等の重症を完治させるために4000万円必要だったことから金を稼ぐ手段として悪ガキ集団を集め、窃盗や恐喝をさせ、集まった数十万で偽造クレジットカードを作成し、VIPが通うクラブにて代行サービスを実施。その際赤音が息を引き取り、噂を聞きつけたイザナと邂逅。大寿もイザナ同様、金の噂を伝手に知り合っている。青宗と話が終わった後は武藤と交代したため抗争にはほぼ不参加状態で青宗が鶴蝶に瞬殺され、武道が一方的に殴られ続けるも力尽きない武道に驚き、そのまま稀咲との心理戦も傍観する。「関東事変」が終わった数日後にエマの告別式から帰る途中の青宗と再会。「オレはオレの道を行く。これからイヌピーを支えないから、道を違えるな」と青宗に忠告し、青宗と別れた後に「関東卍會」に入隊し、幹部の中で唯一武道と良好だったが、その後の現代にて「梵天」の幹部に君臨する。「梵天」の幹部として君臨した後は編み込みの上から2段目にイザナのピアスの刺青を入れている。
最終決戦では、青宗に戦いを挑まれるが、最強コンビになす術がなかった青宗の呼びかけと生前の赤音の言葉を思い出したことがきっかけで、「東京卍會」に寝返る。これがきっかけで戦いを優勢に進めるが、一歩及ばず敗北。しかし、青宗とともに最強コンビの体力を消耗させることに成功したため、途中参戦した大寿が最強コンビに勝利するきっかけを作る。
「新たな世界線」では、武道・万次郎のいずれかの介入で、想い人の赤音の死がなかったことにされたため、犯罪まがいな金稼ぎをせずに済んでる。その後の現代では、「TK&KOグループ」の会長として副会長の稀咲との凸凹コンビと化している。　

### 四谷傀團（よつやかいだん）
2004年に存在していた四谷を拠点とする暴走族。拉致や拷問も辞さない手口から近隣の不良達にも「四谷傀團は人じゃない」と恐れられている。菱小次楼の兄である菱謙彰によって結成されたが、彼が少年院入りし、佐藤が脱退して東京卍會壱番隊に入隊てからは小次楼が主要メンバーとなっている。
菱　謙彰 （ヒシ　ケンショウ）
四谷傀團総長
小次楼の兄であり、四谷傀團を創設した人物である。
弟である小次楼には日常的に暴力を振るっていた。
場地、羽宮と昔はつるんでいた仲で、少年院では羽宮と再び会い、つるむようになる。さらに、後述する待野、森、鳶島の3人とも交友を深める。
身長は2m近い大柄な男で、喧嘩も強い。
東京卍會を狙っている。
菱 小次楼（ヒシ コジロウ）
四谷傀團副総長
佐藤龍星とは幼い頃からの仲で、親があまり家にいない2人はよく一緒に遊んでいた。
兄の謙彰には日常的に暴力を振るわれていた。
また、「俺と龍星。2人揃えば敵なし。」というくらい2人は喧嘩が強く、四谷で最強の存在となり、四谷傀團を結成した。喧嘩の時には刃物を使ったり人質をとってリンチしたりと手段を選ばない。
佐藤が四谷傀團を脱退して東京卍會に入ると拘束して暴行を加え、佐藤を助けに来た千冬もリンチしようとしたが、場地が助けに来たことで四谷傀團と東京卍會壱番隊が衝突した。その日は警察が来たので決着はつかなかったが、後日東京卍會と四谷傀團の抗争をすることになった。抗争当日は東京中の不良を仲間にして東京卍會に挑んだが、東京卍會はそれでも善戦したため、武器を使って場地と千冬を倒そうとした。しかし龍星に敗れてしまい、以降は千冬や龍星とも協力する姿勢を見せたと思われたが、東京卍會が四谷傀團に襲撃する情報を密告し、待野にそそのかされ、千冬を攻撃する裏切りを見せた。
森　清麿（モリ　キヨマロ）
四谷傀團遊撃隊長
赤マロと呼ばれている。
少年院で謙彰と出会って惚れ込み、彼に従うようになる。
携帯電話を持ち歩き、写真を撮る癖がある。
喧嘩の実力もあり、場地と同等に戦っている。
高所から飛び降りることも厭わない危険な性格の持ち主である。
 待野　宗一郎（マツノ　ソウイチロウ）
四谷傀團親衛隊長
青マツと呼ばれている。
少年院で謙彰と出会って惚れ込み、彼に従うようになる。
千冬に怪力と言われるほどの力の持ち主で、喧嘩も強い。
小次楼に「忠誠を示せ」と言って千冬を刃物で襲わせた。
喧嘩相手である千冬を「骨がある」と認めるなど、相手をリスペクトする一面も見られる。
 鳶島　歩（トビシマ　アユム）
四谷傀團特攻隊長
黄トンボと呼ばれている。
少年院で謙彰と出会って惚れ込み、彼に従うようになる。
喧嘩をする際には武器を使うことも躊躇わず、実力もある。

### 武道に敵対する者とその関係者
本名不明のホームレス
「最初の世界線」で存在していたタイムリーパーで、殺害される際に真一郎に呪いをかけ、万次郎の闇落ちや三途が闇落ちした万次郎以外すべて敵と豪語するほどの危険思想に陥る原因を作った稀咲以上の宿敵にして本作の黒幕。
「最初の世界線」で前のタイムリーパー（真一郎にとっては先々代にあたる人物）を殺害し、タイムリープを手にするも、タイムリープを手放さない強欲さが災いし、真一郎に呪いをかけながら彼に殺害された。それにより、「次の世界線（本編における世界線）」での万次郎が黒い衝動に長い間苦しむこととなった。しかし、現在のタイムリーパーである武道と直接会っていなかったことが災いし、1998年にタイムリープした武道が、死亡したはずの人たちを救ったことで実質的に黒い衝動諸共打ち砕かれることになった。
稀咲 鉄太（きさき てった）
声 - 森久保祥太郎、大空直美（小学生）
「愛美愛主」幹部→「東京卍會」参番隊隊長→「天竺」総参謀。
1992年1月20日生、身長164センチメートル、体重58キログラム、A型。
現代では「東京卍會」総長代理。計算高く自ら手を汚さずに相手を陥れる策略家だが、頭脳に意識を行き過ぎたせいで精神力は強者を相手にすると過呼吸を起こし、喧嘩の実力も攻撃力は武道を一度気絶させた程度で、防御面では武道に殴り返され倒れるほど壊滅的。
現代の東卍を犯罪組織に変貌させた元凶で武道の宿敵。小学生時代は地味な性格で、日向とは同じ塾に通っており、その時に武道とも出会っていた。その際、日向に好意を抱いていたことが判明し、日向の心が武道に傾いたことが一連の出来事の発端となった。現代では日向にプロポーズを毎回断られており、その度に日向を殺害している。
武道に対しては、日向をいじめから救い彼女の心を奪ったヒーローとして見ており、「武道を超える存在となり日向を振り向かせるため」に日本一の不良を目指す。
「8・3抗争」前の現代では千堂を脅し、武道を殺害しようとするが失敗、千堂はそのまま自殺した。自信を"月"と表現し、「愛美愛主」の長内と接触。彼を新宿を仕切る総長までのし上げ、彼を利用して林田を追い詰め東卍との抗争のきっかけを作った張本人。また林田に直接「愛美愛主」との抗争を持ち掛けている。「愛美愛主」では幹部として所属しており、"H2年"組をまとめ上げていた。本来は万次郎に林田を無罪にできる餌を蒔き、「8・3抗争」で龍宮寺を殺害し、空いたNo.2の椅子に座ることが目的だったが失敗。プランを変更し、空いた参番隊隊長の椅子に座る。
「芭流覇羅」初代副総長の半間を次の刀とし、「血のハロウィン」を画策。「血のハロウィン」前の現代では羽宮を利用して場地を殺害し、万次郎に羽宮を殺害させて身代わりを用意。そのまま「芭流覇羅」を母体とした東卍が誕生していた。しかし武道により、万次郎は羽宮を殺害せずに終わり、その代わり半間を東卍に入隊させた。「血のハロウィン」後の現代では幹部となっていた武道に日向を殺害させており、この証拠で追い詰められ武道、千冬に睡眠唖剤入りの酒を飲ませて拘束。東卍にとって裏切り者だった千冬を銃殺し、武道も殺害しようとするも羽宮の妨害に遭い失敗に終わる。
「聖夜決戦」前には裏切るつもりで武道、千冬、半間とチームを結成。八戒を助けるためという名目で柚葉にナイフを渡し、大寿の殺害に仕向ける。「聖夜決戦」では外で大寿を食い止めるという言い分を作り、千冬を拉致し拘束。
「聖夜決戦」後は万次郎によって除名処分を受け、任意で東卍を抜けた半間と共に「天竺」のイザナに接触する。そのまま「天竺」の総参謀に就任。この時に以前から一貫して自分の都合のいい東卍を作ろうと画策していることが判明。1回目の抗争後の現代では死亡したと思われていたが実は海外に逃亡しており、「関東事変」について知りたいがために戻ろうとする武道を射殺しようとするが庇った直人を射殺する形となった。「関東事変」前には半間の運転するバイクでエマを襲撃。これが今まで何度過去を変えても未来が変わらず、巨悪な東卍を作り出しているキーだと判明する。「関東事変」では自ら手を下さずに東卍を自滅させようと画策。鶴蝶が武道にとどめを刺さないことに腹を立て武道に銃を向けるが、武道の気迫により過呼吸を起こし、武道の足を撃つ。その後、「エマを殺したように俺を殺してみろ」という武道の言葉が癇に障り武道を殴り戦闘不能にするも千堂、千冬、青宗、八戒、林、ソウヤらに加勢される。和解と称して総長を佐野 万次郎とした「東京卍會」と「天竺」の合併を持ち掛けるも、稀咲を殴るという形で武道に拒否される。その後イザナと万次郎の攻防を観戦するが、その途中からイザナを説得する鶴蝶に対して、計画が全て武道に邪魔され、イザナを媒体にするしかなくなったため鶴蝶の存在が邪魔だと言い放ち、3発撃ちこむも庇ったイザナに当たってしまい、予期せぬ事態に腰が抜けて、過呼吸を起こす。その後、イザナが死亡、鶴蝶が意識不明の重体となり、腰を抜かしていたが半間に拾われ助けられる。龍宮寺、武道の追走を逃れようとして半間を急かしたせいで事故を起こして転倒し、武道に追いつかれる。さらに逃亡を続け、現代で日向を死に追いやった駐車場で武道と一進一退の戦いが始まり、武道がタイムリーパーだと知ったことで自分が日向に好意を抱いていることを明かし武道に銃口を向け、「武道をリスペクトしてたのに俺を裏切った」などと罵るが、激昂した武道の蹴りで銃を払い落とされ、彼に射殺されそうになる。その直後、万次郎と日向が現れたことで動揺し逃亡。追走する武道に「未来に帰させない！」の言葉により逃亡をやめ、武道に自分がタイムリーパーでないことを伝えた瞬間、突然現れたトラックにはねられ死の恐怖におびえながら死亡するという最期を遂げた。
「新たな世界線」では、1998年にタイムリープした武道が「東京卍會」の創設時に自分を創設メンバーに推薦したことで、日向を巡る武道との確執や自身の死そのものがなかったことにされ、「聖夜決戦」や「関東事変」といった改変前の抗争は総参謀として参加している。その後の現代では、「TK&KOグループ」の副会長として会長の九井との凸凹コンビと化している。
半間 修二（ハンマ シュウジ）
関東卍會を参照。

### 武道に協力する者
羽宮 一虎（ハネミヤ カズトラ）
声 - 土岐隼一
「芭流覇羅」のNo.3を務める東卍創設者の一人。
1990年9月16日生、身長174センチメートル、体重60キログラム、血液型AB型。愛機はKH400（ケッチ）。
東卍結成前に地元が斑目率いる九代目「黒龍」の縄張りで揉めていたことがあり、「東京卍會」が結成される要因となった張本人。首に虎の刺青があり、鈴のピアスをしている。通りすがりの女子から「イケメン」と騒がれる顔立ち。
万次郎の誕生日プレゼントを用意する為に場地と共にバイクを盗む過程で真一郎を殺害してしまい（その際、自身が黒い衝動に蝕まれていたことが終盤で判明する。）、少年院に入所している。「マイキーの兄である真一郎を殺した」事実を受け入れられず、自分を正当化するために万次郎を恨んでいる。
幼いころ、母親がDVに遭っており、味方か敵かの選択肢しか与えられなかったことが捻じれた性格を生み出しており、敵は殺すという明確な意思がある。「血のハロウィン」前の現代では場地を殺害し、その怒りを買った万次郎に撲殺され、現代の「東京卍會」を作り出す要因となっていた。
「血のハロウィン」では万次郎と交戦。少年院で出会ったチョンボとチョメと共に万次郎を追い詰めるが、敵を殺すという信念で真一郎を殺したことの怒りを買い、一蹴りで気絶。その後意識を取り戻し、半間から場地が裏切り者だという報告を受け、場地を刺殺しようとするも急所を外す。その後場地が倒れ、万次郎に殴られ続けているときに場地が本当に大切な存在で、それを自らの手で壊したことを悔やんだ。その後自決するために死んだ場地に激昂した万次郎に殺されかけるも武道のおかげで命拾いする。その後、ケジメのために場地と共に現場に残り少年院に入れられ自殺しようとするも万次郎からの伝言で真一郎を殺害したことを許される。
「血のハロウィン」後の現代では場地のように髪を伸ばしており既に出所済み。直人、千冬と協力して稀咲と元「黒龍」組を追い詰める。その後、武道と千冬が拘束され、千冬が殺害されるも武道を助け出すが一人で戦っていた千冬を助けたかったと吐露した。千冬は稀咲、羽宮は「黒龍」組の金の出所を見つけ、決着をつけようとしていた。「聖夜決戦」後の現代では他の東卍メンバーと同じく万次郎に殺害されている。「関東事変」後の現代では林田の結婚式に参加し、千冬が経営するペットショップを手伝っている。「新たな世界線」では、1998年にタイムリープした武道の介入により、自身が黒い衝動に陥ることがなくなったため、真一郎を殺害せずに済んでいる。その後の現代では、千冬が経営しているペットショップの手伝いをする傍ら、千冬の会社で場地共々ダメ社員としてこき使われている。

### その他の人物
佐野 万作（さの まんさく）
声 - 斧アツシ
真一郎と万次郎の祖父で、空手道場の師範。男手一つで2人を育てた。
佐野 真（さの まこと）
万作の息子で、真一郎と万次郎とエマの父。何らかの理由により事故死した。
佐野 桜子（さの さくらこ）
真の妻で、真一郎と万次郎の母。何らかの理由により病死した。
黒川 カレン（くろかわ カレン）
声 - 佐藤利奈
イザナとエマの母とされていたが、実際に血のつながっているのはエマのみであり、イザナとは血のつながりがない。過去に幼少時代の2人を捨て男と去っている。
安田　（やすだ）
三ツ谷、林田、林の通う渋谷第二中学校の女子生徒。手芸部員で部長の三ツ谷を尊敬している。しかし三ツ谷以外の不良が大嫌いで、林田、林は勿論武道にも冷たい態度を取る。

## 用語
タイムリープ
武道が持つ時間遡行能力。トリガーである直人と握手し未来を変えたいと願うことで12年前の武道の意識と記憶が現代の武道と入れ替わり、12年前の直人と握手することで現代の武道の中に帰還する。帰還した際はタイムリープ先で過ごした期間と同じ時間が経過した上で、武道と直人の記憶以外が過去の武道の行動による改変が起きた歴史に置き換わるが、新たな歴史の12年間で何が起きたかの記憶はない（そのため、帰還の度に武道が新たな12年間で何があったかを確認するパートが挿入される）。タイムリープ先の過去と現在は同じ速さで時間経過しているため、再度タイムリープすると「帰還した時点から現代で過ごした時間が経過した時点」へ移動し、以前のタイムリープでの出来事を「無かったこと」にすることはできない。しかし、タイムリーパーがリープ先で死亡の危機に陥った場合は、その限りではないらしく、トリガーの意思で生きてほしいと願うと、特定の年数を追加でタイムリープできるようになり、以前のタイムリープでの出来事を「無かったこと」にすることが可能になる。その際、トリガーであるはずの万次郎が10年前にタイムリープしているが、詳細は不明。
9回目のタイムリープで日向を救うという願いが成就されたため、その後の現代で直人と握手してもタイムリープが起きなかったが、直人がトリガーとしての役目を終えたのに武道が10回目のタイムリープを果たしていることから、武道が握手した対象の願いを受信することで特定の年月にタイムリープすることが稀咲死亡後の新章で判明する。10回目のタイムリープ後は特定の人物が持っていた物に触れるとその人物におきる最悪の出来事がビジョンとなって予知されるようになった。
元々は「最初の世界線」で名もなきホームレスが前のタイムリーパーを殺害して手に入れたものを真一郎がそのホームレスを殺害して入手したものである。なお、使用者の意思で他者への譲渡が可能であり、真一郎が万次郎を救う目的を果たした後に、小学校時代の武道と出会いタイムリープ能力を譲渡している。
武道、真一郎ともに生命の危機に陥った事がきっかけで能力が発現している。
S62世代
イザナ、武藤、灰谷兄弟、望月、斑目が5年前に少年院で出会った昭和62年世代の6人の少年達で天竺の幹部。どの人物も不良の頂点に君臨できる実力を持ち合わせており、極悪の世代とも言われている。出所後は全員が関東各地でチームを作り、しのぎを削るように争っていた。実際に昭和62年生まれなのはイザナ、武藤、蘭の3人だけで残る3人は昭和63年生まれである。イザナが黒龍を引退し、一線を退いてからは武藤は東京卍會に入るなど、鳴りを潜めていたが、聖夜決戦編後にてイザナが天竺を作ったことで全員が再び集結した。「関東事変」後は、イザナに加え武藤は死亡、灰谷兄弟、望月、斑目は「六破羅単代」の幹部に名を連ねていた。その後の現代では灰谷兄弟と望月は「梵天」の幹部に名を連ねるが、斑目の10年前の過去以降に安否不明となる。
「新たな世界線」では「天竺」のメンバーとして「東京卍會」と対峙し、誰も死亡することもなく、東卍傘下に下ることとなった。その後の現代では、イザナはNPO法人の理事、灰谷兄弟はクラブの経営、残る3人は鶴蝶と共に恵まれない孤児たちのためのボランティアと別々の道を歩んでいる。
魁戦（さきがけせん）
"S62世代"が使用していた戦い方。各チーム代表者一名を指名し、その後全面戦争する戦い方で魁戦で勝利したチームは士気が上がる。
梵天（ぼんてん）
「関東事変」後の現代に存在している日本最大の犯罪組織。首領:佐野 万次郎、ナンバー2:三途春千夜、ナンバー3:鶴蝶、相談役:明司武臣の他、幹部:灰谷蘭、灰谷竜胆、望月莞爾、九井一が在籍。賭博、詐欺、売春、殺人どんな犯罪でも裏には「梵天」がいるといわれており、警察でも内情を把握できないほど。過去を変える前の「東京卍會」と同じ。2018年3月時点では抗争が続いており一般人にも被害が及ぶなどの残虐性を潜んでいる。万次郎、武臣以外は「天竺」の元メンバーで首領と幹部たちはイザナのピアスの刺青を体のどこかに入れている（万次郎は首、灰谷兄弟は喉、九井は編み込み）。
10年前の過去では「梵天」という暴走族は存在しておらず、三天と呼ばれていた「関東卍會」が「三天戦争」後に「六破羅単代」を吸収合併したが、「梵天」幹部の中にこの場にいなかったとされていた斑目獅音、荒師慶三、今牛若狭が「関東卍會」に入隊したことにより「関東卍會」を母体に「六破羅単代」と「梵」を吸収合併した犯罪組織であることが「三天戦争」後の最終章で判明した。
黒い衝動
万次郎の中に潜んでいたもう1人の万次郎で、万次郎が闇落ちするきっかけとなった存在。万次郎本人とは異なり、人を殺すことを何とも思わないなどの冷酷非道な性格をしている。その正体は「最初の世界線」でホームレスが真一郎にかけた呪いそのものであり、羽宮も真一郎を殺害する際に黒い衝動に陥っていたことが判明する。後に寺野も黒い衝動持ちであることが判明するが、「新たな世界線」での寺野の状況からして万次郎のものとは事情が違う模様。

## 作中での出来事
8・3抗争
2005年8月3日に起きた抗争。林田 春樹が自首した後に金銭を使って林田を出所させる「マイキー派」と林田の自首を尊重する「ドラケン派」に別れ起きた内部抗争。過去を変える前の現代では清水 将貴が龍宮寺 堅を刺殺しており、この事件をきっかけに稀咲 鉄太は「東京卍會」の総長代理の椅子に座った。しかし4回目のタイムリープにて花垣 武道が佐野 万次郎と龍宮寺の喧嘩を止めたため、内容が変化。半間 修二が総長代理で率いる「愛美愛主」と「東京卍會」の抗争に発展。林 良平、清水を使い龍宮寺を刺すも殺害に失敗。死亡者を出さずに抗争が終了した。この抗争後に稀咲は新"参番隊長"に就任し、稀咲率いる「愛美愛主」の"H2年"組も入隊した。
血のハロウィン
2005年10月31日に起きた抗争。「東京卍會」と「芭流覇羅」の抗争の総称でこれも稀咲が仕組んだ抗争である。この抗争前の現代では佐野 万次郎がいたため敗北したことが龍宮寺の口から語られ、この抗争で場地 圭介が羽宮 一虎によって刺殺され、万次郎が羽宮を撲殺。稀咲が用意した身代わりを使い万次郎は逮捕を免れ、堕ちた。その結果、「芭流覇羅」を母体とした現代の「東京卍會」が創設された。龍宮寺もこの「東京卍會」に所属していたが、稀咲の手によって死刑囚として収監されている。タイムリープ後では場地は自決に変わり、武道の説得により羽宮を殺害せずに死亡者1名、逮捕者1名という形で抗争が終了。その後「芭流覇羅」が傘下に入り、半間が隊長に就任し、新たに"陸番隊"が設立。武道が新"壱番隊隊長"に就任した。
「新たな世界線」では、実施したかどうかは不明であるが、仮に実施した場合、稀咲が創設メンバーとして「東京卍會」に入ったことを考慮すると、稀咲が敵対する半間と交渉して終息させたのちに彼を総参謀に加わるなど抗争自体が違ったものになると推測される。
聖夜決戦
2005年12月25日に起きた抗争。「東京卍會」の壱番隊隊長の花垣 武道、副隊長の松野 千冬、弐番隊隊長の三ツ谷 隆、副隊長の柴 八戒、武道と「黒龍」十代目総長の柴 大寿、親衛隊長の九井 一、特攻隊長の乾 青宗の抗争。抗争前の現代では大寿は実妹である柴 柚葉に刺殺され、その罪を被った八戒が出所後に十一代目「黒龍」総長として「東京卍會」と合併。三ツ谷以外の東卍隊長と八戒、九井、青宗、半間らが最高幹部として君臨していた。稀咲の暴力と「黒龍」組の金によりマイキーは巨悪になったと出所した羽宮の口から語られた。タイムリープ後には八戒が大寿に撲殺されそうになる武道を助けるのを引き換えに「東京卍會」を脱退し、「黒龍」に所属。三ツ谷と大寿は八戒が「黒龍」入りする代わりに柚葉を暴力から解放するという和平協定が成立。その後八戒は武道、千冬に大寿の殺害の決意を明かし、それを止めるために万次郎、三ツ谷以外の幹部たちを説得するも拒絶され、武道、千冬、稀咲、半間の4人で行動する。その中で九井から大寿が一人になる日がある時を聞き出し、八戒を助ける作戦を決行。本来の作戦は教会の中で武道が八戒を説得し、外で稀咲、半間、千冬で大寿を止めるというものだったが、稀咲、半間が裏切り、教会にて八戒の説得中だったが大寿が乱入。八戒が刺殺を目論むも大寿に首を絞められる。以前同様に稀咲の言葉に乗せられた柚葉が大寿を刺殺しようとするも武道の掛け声で大寿は急所を外し、裏切られることがわかっていた千冬が三ツ谷を呼び出し、そのまま抗争に参戦。東卍側が不利な状況になるも武道の発破で八戒が初めて大寿に逆らい、万次郎、龍宮寺の参戦もあって辛くも勝利。そのまま大寿は引退し、十一代目「黒龍」総長の椅子は空いたまま、武道率いる壱番隊隊員として青宗、九井が合流。稀咲は万次郎の命令により除名処分され、これに逆らった半間率いる陸番隊と稀咲の参番隊が抜け、今まで450人規模だったが100人規模に縮小。これにより稀咲、半間は「天竺」に入隊。
「新たな世界線」では、武道が柴三兄弟を救う目的からなのか、さすがになかったことにはすることができず改変前と同時期もしくは「関東事変」があった2月22日のいずれかに「卍天黒大決戦」として実施し、結果「黒龍」が漆番隊として東卍の傘下に下った。
関東事変
2006年2月22日に起きた抗争。「東京卍會」と「天竺」との2回に分けた抗争であり、1回目は稀咲が「天竺」の四天王を使い、東卍を奇襲。1回目の奇襲の後の現代では長引いたこの抗争は合併という形で終息。総長に佐野 万次郎、総長代理に稀咲 鉄太、No.3に黒川 イザナが座る史上最悪の愚連隊が誕生したと大寿の口から語られる。青宗、九井も在籍しており、武道らを拉致しに来るも大寿によって阻まれる。しかし事情が聞きたいがために戻ろうとする武道を稀咲が襲撃。庇った直人が瀕死になり、助かった武道もイザナの命令によって鶴蝶に打たれ瀕死状態になる。直人は自身が死ぬ前にタイムリープするように仕向けそのまま現代の直人は死亡。タイムリープ後は「東京卍會」伍番隊隊長のムーチョこと武藤 泰宏が武道、青宗、九井を拉致。伍番隊ごと裏切り、九井を「天竺」に引き抜く。そのため100人規模だった「東京卍會」は50人規模へと縮小する。その数日後、"S62世代"の斑目 獅音、灰谷 竜胆に三ツ谷、肆番隊隊長の河田 ナホヤが襲撃に遭い、意識不明の重体に、2月21日には稀咲自ら佐野 エマに手を下し死亡させ、佐野、龍宮寺両者の戦意を喪失させる。総長、副総長に加え、壱番隊以外の隊長が不在の中、総長代理:花垣 武道、副総長代理:松野 千冬とし、「天竺」との抗争を決行。"魁戦"では斑目、林両者の勝負が実施されるも斑目は瞬殺され、「東京卍會」は勢いで優勢に立つ。しかし黒川が林を一撃で仕留め、勢いは「天竺」に傾き、"S62世代"である武藤、望月 莞爾、灰谷兄弟（灰谷 蘭・竜胆）と四天王である鶴蝶を使い、「東京卍會」各主力をつぶしていく策略に出る。河田 ソウヤを竜胆が潰し、八戒をつぶそうとするも「青鬼」と化したソウヤには手も足も出ず、灰谷兄弟、望月、武藤は瞬殺される。しかしながら主力メンバーも鶴蝶にはかなわず千冬、青宗、ソウヤ3人まとめてかかるも瞬殺されてしまい武道と鶴蝶の一騎打ちになり、殴り殺される寸前で千冬に止められるも稀咲が銃を持ち出し、心理戦を仕掛けるも敗北。現代のように「東京卍會」と「天竺」の上下関係がなく、総長:佐野 万次郎を据えた新たな「東京卍會」を提案するも拒否される。その後イザナと武道の交戦中に万次郎、龍宮寺に加え、日向も駆けつけ形成が逆転。万次郎とイザナの総長同士の戦闘が始まり、序盤はイザナが圧倒するも終盤になるにつれ、万次郎が圧倒。イザナは敗北し、拳銃を使用して万次郎を射殺しようとするが鶴蝶に制止される。これが自身の野望の邪魔になるとした稀咲によって鶴蝶は右胸を撃たれた。激高した鶴蝶は稀咲に立ち向かおうとするが、イザナは稀咲が放った3発の銃弾から鶴蝶をかばい撃たれてしまい死亡する。鶴蝶もイザナの後を追う形で意識不明の重体となり、万次郎によって抗争終了を宣言し、残ったS62世代により事態が収拾されることとなった。しかし、エマ、イザナを死に追いやり、鶴蝶を重体に追いやった稀咲は半間とともに逃走。武道は龍宮寺と共に追走し、稀咲は半間を急かそうとしたことが原因で事故を起こし、転倒した稀咲を追走する武道たちを事故で死亡したと思われた半間が急襲を仕掛けたことで、武道VS稀咲と龍宮寺VS半間の2つの場外決戦に発展する。後述の場外決戦の結果、稀咲は死亡、半間と龍宮寺は引き分けの形で終わり、死亡者3名（エマ、イザナ、稀咲）、逮捕者5名（武藤、灰谷兄弟、望月、斑目）を出して抗争は完結、「天竺」はほぼ壊滅状態に陥った。S62世代たちの供述なのかは不明だが、警察はエマ・イザナ殺しは稀咲が主犯、半間が共犯という結論に至り、稀咲は被疑者死亡のまま書類送検され、半間は逃走中となった。
「新たな世界線」では、武道が総長のイザナと総長代行の武藤、そして、2年後の「最終決戦」で瀕死の重体を負った鶴蝶を救う目的からなのか、さすがになかったことにはすることができず改変前と同時期か「聖夜決戦」があった前年の12月25日のいずれかに「卍天黒大決戦」として実施し、結果エマを含め誰も死者を出すこともなく終了し、「天竺」も捌番隊として東卍の傘下に下った。このため、抗争後の場外決戦は必然的になかったことにされた。
関東事変後の場外決戦
龍宮寺VS半間による場外決戦の火ぶたが切られた後、追走する武道にコンクリートブロックを持った稀咲の急襲を受けたことで2つ目の場外決戦の火ぶたが切られ、現代で日向の命を奪った駐車場で稀咲との一進一退の攻防を繰り広げる。稀咲は武道がタイムリーパーであることを知ったことで、一連の抗争の原因が稀咲が日向に好意を抱いていることにあったことを語って、稀咲は武道に銃口を突き付けるも、精神的に強くなった武道の前では意味はなさず逆に武道は蹴りで稀咲から銃を払い落とし、その銃を手に稀咲を射殺しようとするが、万次郎と日向が駆け付けたことで思いとどまり、稀咲は突然現れた日向に動揺し逃走。武道も追走し、「稀咲を未来に帰させない！」と発したことで稀咲の足が止まり、稀咲が自分はタイムリーパーじゃないことを告げた後、武道に何かを伝えようとした瞬間、稀咲はトラックにはねられ死亡。武道VS稀咲の場外決戦は後味の悪い決着となった。一方の龍宮寺VS半間戦は引き分けの形で半間は敗北宣言をして終結した。
三天戦争
2008年7月7日深夜に起きた抗争。「梵」の女性首領の瓦城 千咒が翌週の14日に「六破羅単代」と「関東卍會」に抗争を仕掛ける予定だったが、千咒と武道がいる遊園地で「六破羅単代」総代の寺野 南を崇拝する過激派による襲撃が発生。駆けつけてきた龍宮寺によって過激派は退散したことで2人は助かるが、過激派が放った3発の銃弾が龍宮寺の腹部に命中。千咒がスタッフに頼んで救急車を手配した甲斐もなく息を引き取った。そのことにより、抗争が1週間早め、龍宮寺の死を知った№2の明司 武臣は「六波羅単代」に抗争を仕掛け、佐野万次郎率いる「関東卍會」も後から遅れる形で乱入する。「梵」は寺野との攻防を繰り広げるが、黒い衝動と化した万次郎が乱入し寺野を殺害。結果、「関東卍會」が勝利して「六破羅単代」を吸収合併、「梵」は解散宣言をし、大幹部の荒師 慶三と今牛 若狭が「関東卍會」に入隊することとなった。
「新たな世界線」では、1998年にタイムリープした武道が万次郎と出会ったことで、「三天戦争」に入る前に「東京卍會」が解散、万次郎も不良の世界から姿を消したため実施していない。

## 講談社2022年正月広告
2022年1月1日の講談社の新聞広告で、朝日新聞にタケミチ、読売新聞にマイキー、毎日新聞にドラケンが登場。講談社のロゴをあしらった箱に、二次元コードを読み込んだスマホをかざすとARが起動。

## 政府広報タイアップ
2022年4月1日から成年年齢が20歳から18歳に引き下げられる「民法の一部を改正する法律」が施行されることに伴い、『東京リベンジャーズ』とタイアップした「成年年齢引下げ」の政府広報キャンペーンを同年1月7日より開始。
新成人を迎える若年層に向け、「未来は、新しい可能性に満ちている」という「エール」を届けるとともに、成年年齢引下げによる変更点の周知や消費者トラブル等への注意喚起を行うため、『18解禁 新成人たちよ、未来をつくれ。』をキャンペーンメッセージに設定。
『東京リベンジャーズ』のキャラクターが登場するTVCM・WEB動画等を特設サイトにおいて順次公開。

## 反響・評価
- ドイツで、本作のコスプレがなされるほど人気が高い[32]。
- 登場人物の松野千冬は、ブックライブ主催「マガデミー賞2022」で助演男優賞を受賞している[33]。

## 原作コラボMV

### 『名前を呼ぶよ』SUPER BEAVER
劇場版『東京リベンジャーズ』大ヒット記念によるスペシャルコラボver.MV。
劇場版「東京リベンジャーズ」の主題歌「名前を呼ぶよ」にのせて、原作コミックスの絵を使用したモーショングラフィックス。

### 『ステイ』ザ・キッド・ラロイ&ジャスティン・ビーバー
2021年度日本で1番ストリーミング再生された洋楽曲である『ステイ』の日本での大ヒットを記念して、ザ・キッド・ラロイは自身の公式YouTubeチャンネルに原作コミックスとのスペシャル・ムービーを投稿。日本のカルチャーが大好きなザ・キッド・ラロイと『東京リベンジャーズ』の作者である和久井健の両者が『ステイ』の歌詞世界や疾走感溢れる曲調と『東京リベンジャーズ』の世界がマッチしていると感じたことから今回のコラボレーションが実現し、制作が進められた。

## 原画展・プロモーション
※ 原作に限らず作品全般で特筆するべき事柄を記載。原作コラボMV及びゲームとのコラボは別途に節を設けたので、そちらを参照。

### 「東京卍リベンジャーズ 初原画展 ）〜渋谷 黄塔 決起集会）〜」
コミックス19巻の発売を記念して開催。制作現場の雰囲気が伝わるアイテムの数々を展示。
- 渋谷（2020年9月26日 - 10月18日）：タワーレコード渋谷店8階　催事スペース「SpaceHACHIKAI」[36]

TVアニメ化と実写映画化発表に伴い、『東京卍リベンジャーズの大規模連動プロモーションを2020年8月末 - 10月の期間、渋谷駅周辺にて実施。
- 東京メトロ渋谷駅構内に大型のアドピラー設置（2020年8月24日 - 9月6日）
- SHIBUYA TSUYATA（東京都渋谷区）にて2020年9月1日から、コミックス購入者にアドピラーで使用したデザインのポストカードを配布。

### 東京卍リベンジャーズ大阪ジャック
2021年4月にTVアニメ化、7月に実写映画化に伴う大型キャンペーン。
- 道頓堀の16面ビルボードに「特大描き下ろしバレンタインデーイラスト」を使用した広告掲載。花垣武道・佐野万次郎・龍宮寺堅・場地圭介・松野千冬・三ツ谷隆・羽宮一虎・林田春樹（パーちん）の8名のキャラクターイラスト。（2021年2月16日 - 28日）
- TSUTAYA EBISUBASHI（大阪府大阪市）にて2021年2月17日以降、コミックス購入者にランダムでイラストカード（全8種類）を1冊につき1枚を配布。

### 『東京リベンジャーズ』渋谷ジャック
原作の実写映画「東京リベンジャーズ」（英勉監督）が2021年7月9日に公開されることを記念し、『#渋谷からリベンジを』を合言葉に、渋谷エリアにあらゆるところで原作、実写映画、テレビアニメがコラボした企画。
- 渋谷エリアでTVアニメ『東京リベンジャーズ』のポップアップショップを7店舗同時開催。開催期間は各店舗による。（2021年7月1日 - 8月22日）
- 「SHIBUYA WALL-JACK」原作・アニメ・映画合同で渋谷エリアのウォールジャック実施。原作・アニメ・映画それぞれのタケミチ・マイキー・ドラケンのポスターが掲出。（2021年7月1日 - 14日）
- 渋谷区観光協会が「渋谷ショップジャック」・「SHIBUYA WALL-JACK」等を行っている場所を記載した「『東京リベンジャーズ』とめぐるSHIBUYA STREET MAP」を配布[40][41]。

### 日本リベンジャーズ
「オレの地元が最強」ポスターが東京駅で掲出（2021年9月13日 - 期間限定）
- 2021年9月17日付の朝日新聞朝刊にて、『東京卍リベンジャーズ』のキャラクターがご当地方言で喋る地域限定広告を掲載。
- コミックス24巻が発売される2021年9月17日より、店舗キャンペーンを実施。
- キャンペーン実施書店にて、対象商品の購入者にランダムで特製47都道府県リベンジャーズイラストカードを配布。

### TOKYO 卍 REVENGERS EXHIBITION
2022年に東京・大阪にて開催。「東京卍リベンジャーズ」の世界を体感できる原画展。
- 東京（2022年1月29日 - 2月14日）：池袋 サンシャインシティ ワールドインポートマートビル4F 展示ホールA
- 大阪（2022年3月19日 - 27日）：大阪南港ATC Gallery

#### 「TOKYO 卍 REVENGERS EXHIBITION」池袋ジャック
- 豊島区立芸術文化劇場（東京建物 Brillia HALL）巨大ビジュアル（2022年1月25日 - 30日）[44]
- 池袋駅前フラッグ（2022年1月22日 - 2月14日）：池袋駅東口エリアに80本以上のイベントビジュアルフラッグ[44]
- 池袋4つの大型ビジョンにスペシャルCMを放映（2022年1月24日 - 2月14日）[44]
- 池袋ARスタンプラリー（2022年1月29日 - 2月14日）：池袋エリア10箇所にて開催[44]
- 池袋アドトラック（2022年1月24日 - 30日）[44]
- 池袋駅北通路パノラマ広告（2022年1月24日 - 30日）[44]

#### 「TOKYO 卍 REVENGERS EXHIBITION」大阪
- 阪急梅田ツインビジョンにて「TOKYO卍REVENGERS EXHIBITION」CM掲出（2022年3月14日 - 20日）[45]
- 道頓堀の大型パネルにほぼ等身大の巨大黄金マイキー掲出 （2022年3月17日 - 26日）[46]
- 大阪南港ATC Galleryの通路奥にて10m超の巨大なタペストリー （2022年3月18日 - 27日）[47]
- 大阪南港ATC Galleryに約5mの巨大フォトスポット （2022年3月19日 - 27日）[48]
- 大阪ARスタンプラリー（2022年3月19日 - 27日）：大阪エリア10箇所にて開催。東京会場とは壁紙画像が異なる[49]。

### TOKYO 卍 REVENGERS EXHIBITION RETURN
展示内容を詰め込みリニューアルした巡回展を全国各地で開催。地方巡回という形で再開催することを記念して、「TOKYO 卍 REVENGERS EXHIBITION RETURN」へと名前を変更。
- 名古屋（2022年4月29日 - 5月22日）：名古屋PARCO南館7F・イベントスペース
- 新潟（2022年6月4日 - 7月18日） ：新潟市マンガ・アニメ情報館
- 仙台（2022年7月30日 - 8月28日） ：TFUギャラリーミニモリ 東北福祉大学仙台駅東口キャンパス
- 福岡（2022年9月14日 - 25日） ： 博多阪急 8階 催場
- 金沢 秋
- 札幌 秋

### TVアニメ「東京リベンジャーズ」広告　東京卍會結成記念&聖夜決戦編放送予告
東京卍會結成記念とTVアニメ聖夜決戦編放送予告に伴うポスター掲出。
- #619東卍結成記念夜露死苦 ポスター掲出（2022年6月13日 - 19日）[51]
  - 佐野万次郎（マイキー）：JR渋谷駅
  - 花垣武道（タケミチ）：JR横浜駅
  - 龍宮寺堅（ドラケン）：JR東京駅
  - 場地圭介：JR池袋駅
  - 松野千冬：JR新宿駅
  - 三ツ谷隆：JR原宿駅
  - 林田春樹（パーちん）・林良平（ペーやん）：京王井の頭線吉祥寺駅
  - 羽宮一虎：JR恵比寿駅

- TVアニメ『東京リベンジャーズ』の広告を渋谷ハチ公前広場のハチコーボードに掲出（2022年6月19日 - 26日）[52]

### 『東京リベンジャーズ』渋谷ジャック2022年
2021年に実施した「渋谷ジャック」企画を2022年も開催。
- 渋谷エリアでTVアニメ『東京リベンジャーズ』のポップアップショップが同時開催される『渋谷ポップアップショップジャック』を9店舗で同時開催。開催期間は各店舗による。（2022年7月1日 - 31日）
- 東京リベンジャーズ×SCRAP『東京卍會渋谷大抗争からの脱出』の前日譚を描くスタンプラリー「渋谷に潜む東卍メンバーを探せ!」の開催（2022年7月1日 - 24日）[54]
- 『東京リベンジャーズ』とめぐるSHIBUYA STREET MAP2022」を配布（2022年6月25日 - 無くなり次第終了）

### 東京卍リベンジャーズ 描き下ろし新体験展　最後の世界線
- 東京（2023年11月23日 - 2024年2月4日） ： 東京シティビュー（六本木ヒルズ森タワー 52階）
- 大阪（2024年3月1日 - 2024年6月30日） ： ひらかたパーク　イベントホール
- 福岡（2024年7月24日 - 2024年8月12日） ： 阪急博多　8階　催場
- 名古屋（2024年8月15日 - 2024年9月2日） ： 松坂屋名古屋店　本館7階大催事場
- 札幌 (2024年10月16日 - 2024年11月4日）： 大丸札幌店 7階ホール

### コラボレーション
LINE
- 「東京リベンジャーズ」特別コラボアバター（2021年7月6日 - 8月31日）[55]
- 映画『東京リベンジャーズ』とのコラボ動画（2021年7月6日 - 8月31日）[55]
- 「東京リベンジャーズ」LINE公式スタンプ[55]
- アニメ『東京リベンジャーズ』LINEクリエイターズ着せかえ[55]
- LINE CLOVA（LINE音声検索機能）（2021年12月16日 - 2022年2月17日）[56]

LINEアプリ内で天気などの情報検索やメッセージの送信のサポート、マイキーとの雑談が可能。計700以上の音声をマイキー役の声優林勇が録り下ろす。

## 書誌情報
4巻までの表紙は複数のキャラクターが描かれた青年漫画風のイラストだったが、5巻以降はデザインを一新して各巻ごとにキャラクターが単独でポーズを取っているイラストに変更となり、それまで出ていた巻も新装版と入れ替えとなった（旧デザインの表紙は5巻以降も含めてカバー下のモノクロイラストとして継続している）。これは、当初のデザインではヤンキー漫画のイメージが強すぎると判断されたため、少年漫画的な「爽やか」なデザインへと切り替えることで以前からの和久井健ファン以外の読者へとアピールする目的で行われた。講談社の担当によると、これにより7巻以降で売り上げが大きく伸びたという。
- 和久井健 『東京卍リベンジャーズ』 講談社〈講談社コミックス〉、全31巻
  1. 2017年5月17日第1刷発行（同日発売[58]）、ISBN 978-4-06-395938-3
  2. 2017年7月14日第1刷発行（同日発売[59]）、ISBN 978-4-06-510033-2
  3. 2017年9月15日第1刷発行（同日発売[60]）、ISBN 978-4-06-510188-9
  4. 2017年11月17日第1刷発行（同日発売[61]）、ISBN 978-4-06-510394-4
  5. 2018年2月16日第1刷発行（同日発売[62]）、ISBN 978-4-06-510969-4
  6. 2018年4月17日第1刷発行（同日発売[63]）、ISBN 978-4-06-511206-9
  7. 2018年6月15日第1刷発行（同日発売[64]）、ISBN 978-4-06-511620-3
  8. 2018年9月14日第1刷発行（同日発売[65]）、ISBN 978-4-06-512238-9
  9. 2018年11月16日第1刷発行（同日発売[66]）、ISBN 978-4-06-513248-7
  10. 2019年1月17日第1刷発行（同日発売[67]）、ISBN 978-4-06-513874-8
  11. 2019年3月15日第1刷発行（同日発売[68]）、ISBN 978-4-06-514445-9
  12. 2019年6月17日第1刷発行（同日発売[69]）、ISBN 978-4-06-515086-3
  13. 2019年8月16日第1刷発行（同日発売[70]）、ISBN 978-4-06-515697-1
  14. 2019年10月17日第1刷発行（同日発売[71]）、ISBN 978-4-06-517159-2
  15. 2019年12月17日第1刷発行（同日発売[72]）、ISBN 978-4-06-517549-1
  16. 2020年3月17日第1刷発行（同日発売[73]）、ISBN 978-4-06-518167-6
  17. 2020年5月15日第1刷発行（同日発売[74]）、ISBN 978-4-06-518851-4
  18. 2020年7月17日第1刷発行（同日発売[75]）、ISBN 978-4-06-520106-0
  19. 2020年9月17日第1刷発行（同日発売[76]）、ISBN 978-4-06-520598-3
  20. 2020年12月17日第1刷発行（同日発売[77]）、ISBN 978-4-06-521482-4
  21. 2021年2月17日第1刷発行（同日発売[78]）、ISBN 978-4-06-522067-2
  22. 2021年4月16日第1刷発行（同日発売[79]）、ISBN 978-4-06-522883-8
  23. 2021年7月16日第1刷発行（同日発売[80]）、ISBN 978-4-06-524028-1
  24. 2021年9月17日第1刷発行（同日発売[81]）、ISBN 978-4-06-524839-3
  25. 2021年12月17日第1刷発行（同日発売[82]）、ISBN 978-4-06-526284-9
  26. 2022年2月17日第1刷発行（同日発売[83]）、ISBN 978-4-06-526893-3
  27. 2022年4月15日第1刷発行（同日発売[84]）、ISBN 978-4-06-527526-9
  28. 2022年6月17日第1刷発行（同日発売[85]）、ISBN 978-4-06-528178-9
  29. 2022年8月17日第1刷発行（同日発売[86]）、ISBN 978-4-06-528657-9
  30. 2022年11月17日第1刷発行（同日発売[87]）、ISBN 978-4-06-529637-0
  31. 2023年1月17日第1刷発行（同日発売[88]）、ISBN 978-4-06-530344-3
- 和久井健 『東京卍リベンジャーズ フルカラー短編集』 講談社〈KCデラックス〉、既刊2巻（2023年1月17日現在）
  1. 『SO YOUNG』2022年8月17日第1刷発行（同日発売[89]）、ISBN 978-4-06-528848-1
  2. 『STAY GOLD』2023年1月17日第1刷発行（同日発売[90]）、ISBN 978-4-06-529611-0
- 週刊少年マガジン編集部、和久井健 『東京卍リベンジャーズ キャラクターブック』 講談社〈KCデラックス〉、全3巻
  1. 『天上天下』2021年4月16日発売[91]、ISBN 978-4-06-522988-0
  2. 『芭流覇羅・黒龍編』2022年4月15日発売[92]、ISBN 978-4-06-527587-0
  3. 『天竺編』2022年6月17日発売[93]、ISBN 978-4-06-528201-4
- 週刊少年マガジン編集部、和久井健 『東京卍リベンジャーズ キャラクター名鑑 REMEMBER YOU!』 講談社〈KCデラックス〉、2023年1月17日発売[94]、ISBN 978-4-06-530321-4
- 和久井健 『極彩色 東京卍リベンジャーズ Brilliant Full Color Edition』 講談社〈KCデラックス〉、全31巻
  1. 2023年1月17日発売[95]、ISBN 978-4-06-530319-1
  2. 2023年1月17日発売[96]、ISBN 978-4-06-530320-7
  3. 2023年2月17日発売[97]、ISBN 978-4-06-530533-1
  4. 2023年2月17日発売[98]、ISBN 978-4-06-530531-7
  5. 2023年3月16日発売[99]、ISBN 978-4-06-530925-4
  6. 2023年3月16日発売[100]、ISBN 978-4-06-530926-1
  7. 2023年4月17日発売[101]、ISBN 978-4-06-531251-3
  8. 2023年4月17日発売[102]、ISBN 978-4-06-531252-0
  9. 2023年5月17日発売[103]、ISBN 978-4-06-531574-3
  10. 2023年5月17日発売[104]、ISBN 978-4-06-531568-2
  11. 2023年6月15日発売[105]、ISBN 978-4-06-531883-6
  12. 2023年6月15日発売[106]、ISBN 978-4-06-531884-3
  13. 2023年7月14日発売[107]、ISBN 978-4-06-532180-5
  14. 2023年7月14日発売[108]、ISBN 978-4-06-532181-2
  15. 2023年8月17日発売[109]、ISBN 978-4-06-532592-6
  16. 2023年8月17日発売[110]、ISBN 978-4-06-532593-3
  17. 2023年9月14日発売[111]、ISBN 978-4-06-533043-2
  18. 2023年9月14日発売[112]、ISBN 978-4-06-533044-9
  19. 2023年10月17日発売[113]、ISBN 978-4-06-533156-9
  20. 2023年10月17日発売[114]、ISBN 978-4-06-533147-7
  21. 2023年11月16日発売[115]、ISBN 978-4-06-533556-7
  22. 2023年11月16日発売[116]、ISBN 978-4-06-533551-2
  23. 2023年12月15日発売[117]、ISBN 978-4-06-533900-8
  24. 2023年12月15日発売[118]、ISBN 978-4-06-533902-2
  25. 2024年1月17日発売[119]、ISBN 978-4-06-534177-3
  26. 2024年1月17日発売[120]、ISBN 978-4-06-534184-1
  27. 2024年2月16日発売[121]、ISBN 978-4-06-534558-0
  28. 2024年2月16日発売[122]、ISBN 978-4-06-534562-7
  29. 2024年3月15日発売[123]、ISBN 978-4-06-534875-8
  30. 2024年3月15日発売[124]、ISBN 978-4-06-534876-5
  31. 2024年4月17日発売[7]、ISBN 978-4-06-535170-3

## スピンオフ作品
『東京卍リベンジャーズ 〜場地圭介からの手紙〜』
公式スピンオフ漫画として、2022年7月27日から2025年4月14日まで『マガジンポケット』（講談社）にて連載された。千冬が生前の場地が残した手紙を読む形で、二人の出会いから別れまでが描かれる。和久井健が全面監修を行い、漫画は夏川口幸範が担当。同日発売の『週刊少年マガジン』35号に第1話、同年36号には第2話がそれぞれ出張掲載された。
- 和久井健（原作）、夏川口幸範（漫画） 『東京卍リベンジャーズ 〜場地圭介からの手紙〜』 講談社〈講談社コミックス〉、全6巻
  1. 2022年11月17日発行（同日発売）、ISBN 978-4-06-529378-2
  2. 2023年1月17日発行（同日発売）、ISBN 978-4-06-530349-8
  3. 2023年5月17日発行（同日発売）、ISBN 978-4-06-531256-8
  4. 2023年10月17日発売、ISBN 978-4-06-532870-5
    - 特装版（ドラマCD付き）、同日発売、ISBN 978-4-06-532871-2

  5. 2024年6月17日発売、ISBN 978-4-06-534571-9
  6. 2025年5月16日発売、ISBN 978-4-06-538413-8

## 公式パロディ作品
公式パロディギャグ漫画『東大リベンジャーズ』（とうだいリベンジャーズ）が『マガジンポケット』（講談社）にて、2021年11月3日から2023年3月29日まで連載された。船津紳平が執筆を担当。東京大学卒でフリーターの井丁ミチタケがタイムリープをして東大の頂点を目指すストーリー。
公式パロディ漫画ではあるが、スピンオフ作品ではない。
- 船津紳平 『東大リベンジャーズ』 講談社〈講談社コミックス〉、全6巻
  1. 2022年2月17日発売[137][138]、ISBN 978-4-06-526902-2
  2. 2022年5月17日発売[139]、ISBN 978-4-06-527914-4
  3. 2022年8月17日発売[140]、ISBN 978-4-06-528745-3
  4. 2022年11月17日発売[141]、ISBN 978-4-06-529632-5
  5. 2023年1月17日発売[142]、ISBN 978-4-06-530345-0
  6. 2023年5月17日発売[135]、ISBN 978-4-06-531572-9

## テレビアニメ
第1期は2021年4月から9月まで毎日放送、テレビ東京ほかにて放送された。原作の8・3抗争および血のハロウィン編までが映像化され、最終回は武道が拳銃を突き付けられた場面（原作第73話・単行本9巻収録）で幕を下ろすクリフハンガーとなった。
第2期は2023年1月から4月まで放送された。原作の聖夜決戦編が映像化された。
第3期は同年10月から12月まで放送された。原作の天竺編が映像化された。
2024年6月16日、続編の制作が発表された。原作の三天戦争編の映像化となる。2026年放送予定。

### スタッフ
|                              | 第1期                                               | 第2期                                               | 第3期                                               |
| ---------------------------- | --------------------------------------------------- | --------------------------------------------------- | --------------------------------------------------- |
| 原作                         | 和久井健                                            | 和久井健                                            | 和久井健                                            |
| 監督                         | 初見浩一                                            | 初見浩一                                            | 初見浩一                                            |
| シリーズ構成                 | むとうやすゆき                                      | むとうやすゆき                                      | むとうやすゆき                                      |
| キャラクターデザイン         | 大貫健一 太田恵子                                   | 大貫健一 太田恵子                                   | 大貫健一 太田恵子                                   |
| メカニックデザイン           | 福島秀機                                            | 福島秀機                                            | 福島秀機                                            |
| 美術監督                     | 緒続学                                              | 松本留美                                            | 松本留美                                            |
| 美術設定                     | 小倉奈緒美                                          | 谷内優穂                                            | 谷内優穂                                            |
| 色彩設計                     | 辻田邦夫                                            | 辻田邦夫                                            | 辻田邦夫                                            |
| 撮影監督                     | 山本弥芳                                            | 山本弥芳                                            | 山本弥芳                                            |
| 3Dディレクター               | 平将人                                              | 平将人                                              | 平将人                                              |
| 編集                         | 長谷川舞                                            | 長谷川舞                                            | 長谷川舞                                            |
| 音響監督                     | 飯田里樹                                            | 飯田里樹                                            | 飯田里樹                                            |
| 音楽                         | 堤博明                                              | 堤博明                                              | 堤博明                                              |
| 音楽制作                     | ポニーキャニオン                                    | ポニーキャニオン                                    | ポニーキャニオン                                    |
| 音楽ディレクター             | 池田貴博                                            | 池田貴博                                            | 池田貴博                                            |
| 音楽プロデューサー           | 寺田悠輔                                            | 大塚涼大                                            | 大塚涼大                                            |
| プロデューサー               | 伊藤裕史 古川慎 加瀬直人 亀井博司 里見哲朗 納谷僚介 | 伊藤裕史 古川慎 加瀬直人 亀井博司 里見哲朗 納谷僚介 | 伊藤裕史 古川慎 加瀬直人 亀井博司 里見哲朗 納谷僚介 |
| プロデューサー               | 山崎明日香                                          | 山崎明日香                                          | 佐野圭介                                            |
| アニメーションプロデューサー | 横田幸介                                            | 横田幸介                                            | 横田幸介                                            |
| アニメーション制作           | ライデンフィルム                                    | ライデンフィルム                                    | ライデンフィルム                                    |
| 製作                         | アニメ「東京リベンジャーズ」製作委員会              | アニメ「東京リベンジャーズ」製作委員会              | アニメ「東京リベンジャーズ」製作委員会              |

### 主題歌
「Cry Baby」
Official髭男dismによる第1期オープニングテーマ。作詞・作曲は藤原聡、編曲はOfficial髭男dism。
「ここで息をして」
eillによる第1期第1クールエンディングテーマ。作詞はeill、編曲はRyo'LEFTY'Miyata、作曲は両名の共作。
「トーキョーワンダー。」
泣き虫による第1期第2クールエンディングテーマ。作詞・作曲は泣き虫、編曲は坂和也。
「ホワイトノイズ」
Official髭男dismによる第2期・第3期オープニングテーマ。作詞・作曲は藤原聡、編曲はOfficial髭男dism。
「傷つけど、愛してる。」
ツユによる第2期エンディングテーマ。作詞・作曲はぷす。
「Say My Name」
HEY-SMITHによる第3期エンディングテーマ。作詞・作曲は猪狩秀平、編曲はHEY-SMITH。

### 各話リスト
| 話数                      | サブタイトル           | 脚本                | 絵コンテ            | 演出                | 作画監督 | メカ作画監督               | 総作画監督                          | 初放送日            |                     |                     |                     |                     |                     |                     |                     |                     |                     |                     |                     |                     |                     |                     |                     |                     |
| 第1期『8・3抗争編』       | 第1期『8・3抗争編』    | 第1期『8・3抗争編』 | 第1期『8・3抗争編』 | 第1期『8・3抗争編』 | 第1期『8・3抗争編』 | 第1期『8・3抗争編』        | 第1期『8・3抗争編』                 | 第1期『8・3抗争編』 | 第1期『8・3抗争編』 | 第1期『8・3抗争編』 | 第1期『8・3抗争編』 | 第1期『8・3抗争編』 | 第1期『8・3抗争編』 | 第1期『8・3抗争編』 | 第1期『8・3抗争編』 | 第1期『8・3抗争編』 | 第1期『8・3抗争編』 | 第1期『8・3抗争編』 | 第1期『8・3抗争編』 | 第1期『8・3抗争編』 | 第1期『8・3抗争編』 | 第1期『8・3抗争編』 | 第1期『8・3抗争編』 | 第1期『8・3抗争編』 |
| ------------------------- | ---------------------- | ------------------- | ------------------- | ------------------- | --- | -------------------------- | ----------------------------------- | ------------------- | ------------------- | ------------------- | ------------------- | ------------------- | ------------------- | ------------------- | ------------------- | ------------------- | ------------------- | ------------------- | ------------------- | ------------------- | ------------------- | ------------------- | ------------------- | ------------------- |
| #1                        | Reborn                 | むとうやすゆき      | 田頭しのぶ          | 玉川真人            | 北原広大 迫江沙羅 小林ゆかり | 福島秀機                   | 大貫健一 太田恵子                   | 2021年 4月11日      |                     |                     |                     |                     |                     |                     |                     |                     |                     |                     |                     |                     |                     |                     |                     |                     |
| #2                        | Resist                 | むとうやすゆき      | 橘紗央莉            | 橘紗央莉            | やまだまや 橋本尚典 | -                          | 大貫健一 太田恵子                   | 4月18日             |                     |                     |                     |                     |                     |                     |                     |                     |                     |                     |                     |                     |                     |                     |                     |                     |
| #3                        | Resolve                | むとうやすゆき      | 浅野勝也            | 浅野勝也            | 浮村春菜 | -                          | 大貫健一 太田恵子                   | 4月25日             |                     |                     |                     |                     |                     |                     |                     |                     |                     |                     |                     |                     |                     |                     |                     |                     |
| #4                        | Return                 | 冨田頼子            | アベユーイチ        | 小野隆宏            | 佐藤千春 | -                          | 大貫健一 太田恵子                   | 5月2日              |                     |                     |                     |                     |                     |                     |                     |                     |                     |                     |                     |                     |                     |                     |                     |                     |
| #5                        | Releap                 | むとうやすゆき      | 川畑喬              | 矢野孝典            | 柳瀬譲二 森悦史 北條直明 園田大勢 鵜池一馬 二宮那奈子 池原百合子 | 福島秀機                   | 大貫健一 太田恵子                   | 5月9日              |                     |                     |                     |                     |                     |                     |                     |                     |                     |                     |                     |                     |                     |                     |                     |                     |
| #6                        | Regret                 | 冨田頼子            | 田頭しのぶ          | 久城りおん          | 迫江沙羅 齊藤格 | 福島秀機                   | 大貫健一 太田恵子                   | 5月16日             |                     |                     |                     |                     |                     |                     |                     |                     |                     |                     |                     |                     |                     |                     |                     |                     |
| #7                        | Revive                 | むとうやすゆき      | 中原れい            | 播摩優              | Lee Seong-jin Song Hyun-joo | 福島秀機                   | 大貫健一 太田恵子                   | 5月23日             |                     |                     |                     |                     |                     |                     |                     |                     |                     |                     |                     |                     |                     |                     |                     |                     |
| #8                        | Rechange               | むとうやすゆき      | 田頭しのぶ          | 玉川真人            | 小林ゆかり 橋本純一 | 福島秀機                   | 大貫健一 太田恵子                   | 5月30日             |                     |                     |                     |                     |                     |                     |                     |                     |                     |                     |                     |                     |                     |                     |                     |                     |
| #9                        | Revolt                 | 冨田頼子            | 山内愛弥            | 山内愛弥            | 高橋敦子 首藤武夫 柑原豆真 神垣弥生 Lim.S .K | 福島秀機                   | 大貫健一 太田恵子                   | 6月6日              |                     |                     |                     |                     |                     |                     |                     |                     |                     |                     |                     |                     |                     |                     |                     |                     |
| #10                       | Rerise                 | むとうやすゆき      | 橘紗央莉            | 播摩優              | 黒鳥剣 齊藤格 橋本尚典 | 福島秀機                   | 大貫健一 太田恵子                   | 6月13日             |                     |                     |                     |                     |                     |                     |                     |                     |                     |                     |                     |                     |                     |                     |                     |                     |
| #11                       | Respect                | 高木聖子            | 田頭しのぶ          | 青柳隆平            | 吉田伊久雄 村上竜之介 柑原豆真 中村和代 内野明雄 イム・スギョン | 福島秀機                   | 大貫健一 太田恵子                   | 6月20日             |                     |                     |                     |                     |                     |                     |                     |                     |                     |                     |                     |                     |                     |                     |                     |                     |
| #12                       | Revenge                | 高木聖子            | 久原謙一            | 久原謙一            | 浮村春菜 やまだまや 佐藤愛架 阿部安佳里 | -                          | 大貫健一 太田恵子                   | 6月27日             |                     |                     |                     |                     |                     |                     |                     |                     |                     |                     |                     |                     |                     |                     |                     |                     |
| 第1期『血のハロウィン編』 |                        |                     |                     |                     | |                            |                                     |                     |                     |                     |                     |                     |                     |                     |                     |                     |                     |                     |                     |                     |                     |                     |                     |                     |
| #13                       | Odds and Ends          | 冨田頼子            | 田頭しのぶ          | ウヱノ史博          | 佐野陽子 門原菜子 松本勝次 管振宇 李少雷 黃星原 | 福島秀機                   | 大貫健一 太田恵子 橋本淳稔 橋本純一 | 7月4日              |                     |                     |                     |                     |                     |                     |                     |                     |                     |                     |                     |                     |                     |                     |                     |                     |
| #14                       | Break up               | 冨田頼子            | 半田大貴            | 半田大貴            | Lee Seong-jin Hwang Seong-won Song Hyun-joo | -                          | 大貫健一 太田恵子                   | 7月11日             |                     |                     |                     |                     |                     |                     |                     |                     |                     |                     |                     |                     |                     |                     |                     |                     |
| #15                       | No Pain,no gain        | 高木聖子            | 田頭しのぶ          | 川奈可奈            | 小林ゆかり 鈴木奈都子 | -                          | 大貫健一 太田恵子                   | 7月18日             |                     |                     |                     |                     |                     |                     |                     |                     |                     |                     |                     |                     |                     |                     |                     |                     |
| #16                       | Once upon a time       | むとうやすゆき      | 西田正義            | 久城りおん          | 吉田伊久雄 黒鳥剣 神垣弥生 橋本尚典 Son kil young Kim dae jung Park mi hyun | 福島秀機 中原れい          | 大貫健一 太田恵子                   | 7月25日             |                     |                     |                     |                     |                     |                     |                     |                     |                     |                     |                     |                     |                     |                     |                     |                     |
| #17                       | No way                 | 冨田頼子            | 橘紗央莉            | 青柳隆平            | 迫江沙羅 藤田正幸 小林ゆかり | 福島秀機 中原れい          | 大貫健一 太田恵子                   | 8月1日              |                     |                     |                     |                     |                     |                     |                     |                     |                     |                     |                     |                     |                     |                     |                     |                     |
| #18                       | Open Fire              | 高木聖子            | 久原謙一            | 久原謙一            | 佐藤千春 | 福島秀機                   | 大貫健一 太田恵子                   | 8月8日              |                     |                     |                     |                     |                     |                     |                     |                     |                     |                     |                     |                     |                     |                     |                     |                     |
| #19                       | Turn around            | むとうやすゆき      | 西田正義            | 野亦則行            | 安達祐輔 高橋敦子 江藤大気 齊藤格 藤田正幸 氏家嘉宏 今里佳子 初見浩一 | 福島秀機                   | 大貫健一 太田恵子 橋本淳稔          | 8月15日             |                     |                     |                     |                     |                     |                     |                     |                     |                     |                     |                     |                     |                     |                     |                     |                     |
| #20                       | Dead or Alive          | むとうやすゆき      | 西田正義            | 播摩優              | 小林ゆかり 黒鳥剣 神垣弥生 門原菜子 松井理和子 吉田伊久雄 柑原豆真 梅田香 | -                          | 大貫健一 太田恵子                   | 8月22日             |                     |                     |                     |                     |                     |                     |                     |                     |                     |                     |                     |                     |                     |                     |                     |                     |
| #21                       | One and only           | むとうやすゆき      | 西田正義            | 川奈可奈            | 今里佳子 江藤大気 大原大 柑原豆真 西川雅史 齊藤格 高橋敦子 藤田正幸 山村俊了 | -                          | 大貫健一 太田恵子 橋本淳稔          | 8月29日             |                     |                     |                     |                     |                     |                     |                     |                     |                     |                     |                     |                     |                     |                     |                     |                     |
| #22                       | One for all            | 冨田頼子            | 中野涼子            | 久城りおん          | 迫江沙羅 浮村春菜 神垣弥生 大下久馬 | 福島秀機                   | 大貫健一 太田恵子                   | 9月5日              |                     |                     |                     |                     |                     |                     |                     |                     |                     |                     |                     |                     |                     |                     |                     |                     |
| #23                       | End of war             | 高木聖子            | 大家雄嗣            | 板庇迪 中原れい     | やまだまや 黒鳥剣 松井理和子 小林ゆかり 氏家嘉宏 吉田伊久雄 中原れい Im SuGyeong Kim JungWoo                                                                                       | 福島秀機 中原れい          | 大貫健一 太田恵子                   | 9月12日             |                     |                     |                     |                     |                     |                     |                     |                     |                     |                     |                     |                     |                     |                     |                     |                     |
| #24                       | A Cry baby             | むとうやすゆき      | 中野涼子            | 有冨興二            | 高橋敦子 木下久馬 今里佳子 西川雅史 柑原豆真 江藤大気 山村俊了 神垣弥生 藤田正幸                                                                                                   | 福島秀機 中原れい          | 大貫健一 太田恵子 橋本淳稔          | 9月19日             |                     |                     |                     |                     |                     |                     |                     |                     |                     |                     |                     |                     |                     |                     |                     |                     |
| 第2期『聖夜決戦編』       |                        |                     |                     |                     | |                            |                                     |                     |                     |                     |                     |                     |                     |                     |                     |                     |                     |                     |                     |                     |                     |                     |                     |                     |
| #25                       | It is what it is       | むとうやすゆき      | 初見浩一            | 有冨興二            | 初見浩一 相田誠 高橋敦子 藤田正幸 松井理和子 江崎稔 | 福島秀機                   | 初見浩一 橋本淳稔                   | 2023年 1月8日       |                     |                     |                     |                     |                     |                     |                     |                     |                     |                     |                     |                     |                     |                     |                     |                     |
| #26                       | Gotta go               | むとうやすゆき      | 大野和寿            | 久原謙一            | 小林ゆかり 高倉香恵 初見浩一 | 福島秀機                   | 大貫健一                            | 1月15日             |                     |                     |                     |                     |                     |                     |                     |                     |                     |                     |                     |                     |                     |                     |                     |                     |
| #27                       | Stand alone            | むとうやすゆき      | 中原れい            | 葛西良信            | 大塚美登理 木下由美子 モリタユーシ Revival | -                          | 露木愛里 森田実 初見浩一            | 1月22日             |                     |                     |                     |                     |                     |                     |                     |                     |                     |                     |                     |                     |                     |                     |                     |                     |
| #28                       | Family bonds           | むとうやすゆき      | 加藤もえ            | 加藤もえ 中原れい   | 今里佳子 柑原豆真 | 福島秀機 松田寛            | 浦島美紀                            | 1月29日             |                     |                     |                     |                     |                     |                     |                     |                     |                     |                     |                     |                     |                     |                     |                     |                     |
| #29                       | Christmas Eve          | むとうやすゆき      | 瀬藤ケンジ          | 薮内悠              | 前嶋弘史 吉永剛 浅尾遥 CHEN XIAOLAN 新井豊 松下純子 長嶋いなほ 初見浩一 | -                          | 露木愛里 森田実 江本正弘            | 2月5日              |                     |                     |                     |                     |                     |                     |                     |                     |                     |                     |                     |                     |                     |                     |                     |                     |
| #30                       | Whip up morale         | むとうやすゆき      | 黒田健司            | 黒田健司            | 藤田正幸 菅野智之 藤元美典 江藤大気 初見浩一 | 福島秀機                   | 柑原豆真 露木愛里 有我洋美          | 2月12日             |                     |                     |                     |                     |                     |                     |                     |                     |                     |                     |                     |                     |                     |                     |                     |                     |
| #31                       | Sibling rivalry        | むとうやすゆき      | 大野和寿            | 大野和寿            | 高倉香恵 神垣弥生 山口飛鳥 吉田伊久雄 迫江沙羅 露木愛里 初見浩一 | 福島秀機                   | 大貫健一                            | 2月19日             |                     |                     |                     |                     |                     |                     |                     |                     |                     |                     |                     |                     |                     |                     |                     |                     |
| #32                       | Strive together        | むとうやすゆき      | 初見浩一            | 有冨興二            | 藤田正幸 松井理和子 江藤大気 初見浩一 浮村春菜 ヘイン 木下由衣 | -                          | 浦島美紀                            | 2月26日             |                     |                     |                     |                     |                     |                     |                     |                     |                     |                     |                     |                     |                     |                     |                     |                     |
| #33                       | Dawning of a new era   | むとうやすゆき      | 末田宜史            | 末田宜史            | 露木愛里 藤元美典 小林ゆかり 初見浩一 | 福島秀機                   | 木下久馬                            | 3月5日              |                     |                     |                     |                     |                     |                     |                     |                     |                     |                     |                     |                     |                     |                     |                     |                     |
| #34                       | The light of my life   | むとうやすゆき      | 田中孝行            | 池野昭二            | 今里佳子 柑原豆真 | 橋本敦稔 福島秀機          | 山口飛鳥                            | 3月12日             |                     |                     |                     |                     |                     |                     |                     |                     |                     |                     |                     |                     |                     |                     |                     |                     |
| #35                       | On my way home         | むとうやすゆき      | 福島秀機            | 葛西良信            | 木下由美子 吉田伊久雄 神垣弥生 小林ゆかり 松井理和子 初見浩一 | 福島秀機 橋本淳稔          | 柑原豆真 露木愛里                   | 3月19日             |                     |                     |                     |                     |                     |                     |                     |                     |                     |                     |                     |                     |                     |                     |                     |                     |
| #36                       | Last order             | むとうやすゆき      | 瀬村俊一郎          | 田中貴大            | 吉永剛 前嶋弘史 初見浩一 STUDIO CL | 福島秀機 橋本淳稔          | 露木愛里                            | 3月26日             |                     |                     |                     |                     |                     |                     |                     |                     |                     |                     |                     |                     |                     |                     |                     |                     |
| #37                       | When it rains,it pours | むとうやすゆき      | 加藤もえ            | 加藤もえ 中原れい   | 小沼よしい 高倉香恵 浮村春菜 露木愛里 迫江沙羅 ヘイン 藤元美典 | -                          | 津島美紀                            | 4月2日              |                     |                     |                     |                     |                     |                     |                     |                     |                     |                     |                     |                     |                     |                     |                     |                     |
| 第3期『天竺編』           |                        |                     |                     |                     | |                            |                                     |                     |                     |                     |                     |                     |                     |                     |                     |                     |                     |                     |                     |                     |                     |                     |                     |                     |
| #38                       | The longest day        | むとうやすゆき      | 鈴木正男            | 牧野吉高            | 伊藤麻耶 菅野智之 露木愛里 江藤大気 松井理和子 初見浩一 | 福島秀機 橋本淳稔          | 大貫健一                            | 10月4日             |                     |                     |                     |                     |                     |                     |                     |                     |                     |                     |                     |                     |                     |                     |                     |                     |
| #39                       | Mortal enemy           | むとうやすゆき      | 迫田羽也人          | 山田加余仲          | 吉田伊久雄 今里佳子 神垣弥生 小林ゆかり 太田恵子 | 福島秀機                   | 露木愛里 浦島美紀                   | 10月11日            |                     |                     |                     |                     |                     |                     |                     |                     |                     |                     |                     |                     |                     |                     |                     |                     |
| #40                       | Run out of patience    | むとうやすゆき      | 今井友紀子          | 葛西良信            | 大塚美登理 櫻井拓郎 木下由美子 | 福島秀機 橋本淳稔 松田寛   | 山口飛鳥                            | 10月18日            |                     |                     |                     |                     |                     |                     |                     |                     |                     |                     |                     |                     |                     |                     |                     |                     |
| #41                       | Come back to life      | むとうやすゆき      | 末田宜史            | 末田宜史            | 迫江沙羅 高倉香恵 浮村春菜 ヘレン 露木愛里 Kim dae jung Park mi hyun Oh yang hyun                                                                                                  | 福島秀機                   | 露木愛里                            | 10月25日            |                     |                     |                     |                     |                     |                     |                     |                     |                     |                     |                     |                     |                     |                     |                     |                     |
| #42                       | A bad hunch            | むとうやすゆき      | セトウケンジ        | 有冨興二            | 伊藤麻耶 鎌田均 今里佳子 糸島雅彦 露木愛里 初見浩一 Kim dae jung Park mi hyun Son gil young                                                                                        | 福島秀機 橋本淳稔 初見浩一 | 山口飛鳥 露木愛里                   | 11月1日             |                     |                     |                     |                     |                     |                     |                     |                     |                     |                     |                     |                     |                     |                     |                     |                     |
| #43                       | Rise against           | むとうやすゆき      | 大野和寿            | 大野和寿            | 小林ゆかり 吉田伊久雄 永田有香 吉田肇 西川真人 初見浩一 光の園・アニメーション | 初見浩一                   | 高倉香恵                            | 11月8日             |                     |                     |                     |                     |                     |                     |                     |                     |                     |                     |                     |                     |                     |                     |                     |                     |
| #44                       | Turn the tide          | むとうやすゆき      | 鈴木正男            | 中原れい            | 浮村春菜 今里佳子 江藤大気 小林ゆかり 糸島雅彦 古谷梨絵 神垣弥生 初見浩一 WONWOO                                                                                                   | -                          | 松岡謙治 露木愛里                   | 11月15日            |                     |                     |                     |                     |                     |                     |                     |                     |                     |                     |                     |                     |                     |                     |                     |                     |
| #45                       | I know in my head      | むとうやすゆき      | 今井友紀子          | 今井友紀子          | 露木愛里 松井理和子 古谷梨絵 橋本純一 迫江沙羅 藤田正幸 高倉香恵 初見浩一 | 松田寛                     | 露木愛里                            | 11月22日            |                     |                     |                     |                     |                     |                     |                     |                     |                     |                     |                     |                     |                     |                     |                     |                     |
| #46                       | The blue ogre          | むとうやすゆき      | 牧野吉高            | 牧野吉高            | 迫江沙羅 細田沙織 内田百香 糸島雅彦 川岸隆太 鎌田均 吉田伊久雄 大原大 松本緑 長谷川一生 橋本純一 志賀道憲 神垣弥生 初見浩一                                                        | -                          | 大貫健一                            | 11月29日            |                     |                     |                     |                     |                     |                     |                     |                     |                     |                     |                     |                     |                     |                     |                     |                     |
| #47                       | Brave heart            | むとうやすゆき      | 鈴木正男            | 有冨興二            | 柑原豆真 森田実 露木愛里 初見浩一 | 中原れい 橋本淳稔          | 露木愛里                            | 12月6日             |                     |                     |                     |                     |                     |                     |                     |                     |                     |                     |                     |                     |                     |                     |                     |                     |
| #48                       | Nothing is left        | むとうやすゆき      | 山田加余仲          | 葛西良信            | 木下由美子 Revival reboot 寿門堂 初見浩一 | 橋本淳稔                   | 松岡謙治 小野田貴之 露木愛里        | 12月13日            |                     |                     |                     |                     |                     |                     |                     |                     |                     |                     |                     |                     |                     |                     |                     |                     |
| #49                       | Paradise lost          | むとうやすゆき      | 大野和寿            | 大野和寿            | 芳我恵理子 高田奈央子 國光奈々 中神有香 古谷梨絵 松本緑 細田沙織 今里佳子 えとう誠 橋本純一 奥野倫史 藤田正幸 糸島雅彦 初見浩一 Kim Dae Jumg Park Mi Hyun Ryu Hyun Jin Kim Hyun Ah | 松田寛 中原れい 橋本淳稔   | 高倉香恵 大貫健一 小野田貴之        | 12月20日            |                     |                     |                     |                     |                     |                     |                     |                     |                     |                     |                     |                     |                     |                     |                     |                     |
| #50                       | Meet his fate          | むとうやすゆき      | 末田宜史            | 有冨興二            | 中野良一 江藤大気 浮村春菜 松井理和子 小林ゆかり 吉田伊久雄 高橋香織 清水伸太郎 迫江沙羅 初見浩一                                                                                  | 中原れい                   | 露木愛里                            | 12月27日            |                     |                     |                     |                     |                     |                     |                     |                     |                     |                     |                     |                     |                     |                     |                     |                     |

### 放送局
| 放送期間                      | 放送時間                     | 放送局             | 対象地域・備考                                |
| ----------------------------- | ---------------------------- | ------------------ | --------------------------------------------- |
| 2021年4月11日 - 9月19日       | 日曜 2:08 - 2:38（土曜深夜） | 毎日放送           | 近畿広域圏 / 製作参加 『アニメシャワー』第1部 |
| 2021年4月12日 - 9月20日       | 月曜 1:35 - 2:05（日曜深夜） | テレビ北海道       | 北海道                                        |
|                               |                              | テレビ東京         | 関東広域圏 / 番組協力                         |
|                               |                              | テレビ愛知         | 愛知県                                        |
|                               | 月曜 2:35 - 3:05（日曜深夜） | TVQ九州放送        | 福岡県                                        |
|                               | 月曜 21:30 - 22:00           | AT-X               | 製作参加 / CS放送 リピート放送あり            |
| 2021年4月15日 - 9月23日       | 木曜 1:25 - 1:55（水曜深夜） | さんいん中央テレビ | 島根県・鳥取県                                |
| 2021年4月16日 - 9月24日       | 金曜 2:15 - 2:45（木曜深夜） | 琉球朝日放送       | 沖縄県                                        |
| 2021年4月18日 - 9月26日       | 日曜 23:00 - 23:30           | BS朝日             | BS/BS4K放送 『アニメA』枠                     |
| 2021年4月24日 - 10月2日       | 土曜 2:25 - 2:55（金曜深夜） | 熊本放送           | 熊本県                                        |
| 2021年7月4日 - 12月11日       | 日曜 1:28 - 1:58（土曜深夜） | 宮崎放送           | 宮崎県                                        |
| 2021年7月5日 - 12月19日       | 月曜 0:50 - 1:20（日曜深夜） | テレビ山梨         | 山梨県                                        |
| 2021年7月23日 - 2022年1月13日 | 金曜 1:18 - 1:48（木曜深夜） | 長崎文化放送       | 長崎県 『あに。』枠                           |
| 2021年9月7日 - 2022年2月22日  | 火曜 0:58 - 1:28（月曜深夜） | IBC岩手放送        | 岩手県                                        |

| 配信開始日    | 配信時間                   | 配信サイト | 備考            |
| ------------- | -------------------------- | --- | --------------- |
| 2021年4月11日 | 日曜 3:08（土曜深夜） 更新 | ABEMAビデオ Amazon Prime Video dアニメストア dTV FOD MBS動画イズム Netflix Paravi TELASA U-NEXT アニメ放題 auスマートパスプレミアム バンダイチャンネル ひかりTV TSUTAYA TV Disney+ | 定額配信        |
|               |                            | DMM.com GYAO!ストア ビデオマーケット クランクイン！ビデオ ニコニコチャンネル Rakuten TV                                                                                            | 都度課金配信    |
|               |                            | GYAO! | 最新話1週間配信 |
|               | 日曜 12:00 更新            | Hulu | 定額配信        |
|               | 日曜 23:00 - 23:30         | ニコニコ生放送 | 無料ライブ配信  |

| 放送期間                | 放送時間                     | 放送局             | 対象地域・備考                                |
| ----------------------- | ---------------------------- | ------------------ | --------------------------------------------- |
| 2023年1月8日 - 4月2日   | 日曜 2:08 - 2:38（土曜深夜） | 毎日放送           | 近畿広域圏 / 製作参加 『アニメシャワー』第1部 |
| 2023年1月10日 - 4月4日  | 火曜 0:00 - 0:30（月曜深夜） | テレビ東京         | 関東広域圏 / 宣伝協力・番組協力 字幕放送      |
|                         |                              | テレビ北海道       | 北海道 / 字幕放送                             |
|                         |                              | テレビ愛知         | 愛知県 / 字幕放送                             |
|                         |                              | TVQ九州放送        | 福岡県 / 字幕放送                             |
|                         | 火曜 0:55 - 1:25（月曜深夜） | 南日本放送         | 鹿児島県                                      |
|                         | 火曜 1:00 - 1:30（月曜深夜） | テレビ神奈川       | 神奈川県 / 県内では実質再放送                 |
|                         | 火曜 1:28 - 1:58（月曜深夜） | IBC岩手放送        | 岩手県                                        |
|                         | 火曜 1:45 - 2:15（月曜深夜） | 中国放送           | 広島県                                        |
|                         | 火曜 23:30 - 水曜 0:00       | AT-X               | 製作参加 / CS放送 / 字幕放送 リピート放送あり |
| 2023年1月11日 - 4月5日  | 水曜 0:00 - 0:30（火曜深夜） | 千葉テレビ         | 千葉県 / 県内では実質再放送                   |
|                         | 水曜 1:00 - 1:30（火曜深夜） | とちぎテレビ       | 栃木県 / 県内では実質再放送                   |
|                         | 水曜 1:25 - 1:55（火曜深夜） | さんいん中央テレビ | 島根県・鳥取県                                |
|                         | 水曜 2:24 - 2:54（火曜深夜） | 山口放送           | 山口県                                        |
| 2023年1月12日 - 4月6日  | 木曜 0:58 - 1:28（水曜深夜） | テレビユー福島     | 福島県                                        |
| 2023年1月13日 - 4月7日  | 金曜 1:25 - 1:55（木曜深夜） | 静岡放送           | 静岡県 / 『アニメ6区』枠                      |
|                         | 金曜 1:59 - 2:29（木曜深夜） | ミヤギテレビ       | 宮城県                                        |
| 2023年1月14日 - 4月8日  | 土曜 1:25 - 1:55（金曜深夜） | 福井テレビ         | 福井県                                        |
|                         | 土曜 1:55 - 2:25（金曜深夜） | チューリップテレビ | 富山県                                        |
|                         | 土曜 2:25 - 2:55（金曜深夜） | 熊本放送           | 熊本県                                        |
| 2023年1月15日 - 4月9日  | 日曜 1:30 - 2:00（土曜深夜） | 山形放送           | 山形県                                        |
|                         | 日曜 23:00 - 23:30           | BS朝日             | BS/BS4K放送 / 『アニメA』枠                   |
| 2023年1月16日 - 4月10日 | 月曜 0:00 - 0:30（日曜深夜） | テレビ埼玉         | 埼玉県 / 県内では実質再放送                   |
|                         | 月曜 0:30 - 1:00（日曜深夜） | 群馬テレビ         | 群馬県 / 県内では実質再放送                   |
|                         | 月曜 1:55 - 2:25（日曜深夜） | テレビ大分         | 大分県                                        |
|                         | 月曜 2:25 - 2:55（日曜深夜） | 高知放送           | 高知県                                        |
| 2023年1月20日 - 4月7日  | 金曜 0:59 - 1:29（木曜深夜） | 琉球放送           | 沖縄県                                        |
| 2023年1月20日 - 4月14日 | 金曜 1:18 - 1:48（木曜深夜） | 長崎文化放送       | 長崎県 『あに。』枠                           |
|                         | 金曜 2:20 - 2:50（木曜深夜） | 秋田朝日放送       | 秋田県                                        |
| 2023年1月21日 - 4月29日 | 土曜 1:55 - 2:25（金曜深夜） | 新潟放送           | 新潟県 『BSN THE アニメ』枠                   |
| 2023年1月21日 - 4月22日 |                              | 北陸放送           | 石川県                                        |
| 2023年1月22日 - 4月23日 | 日曜 1:28 - 1:58（土曜深夜） | あいテレビ         | 愛媛県                                        |
| 2023年1月24日 - 5月9日  | 火曜 1:30 - 2:00（月曜深夜） | 信越放送           | 長野県                                        |
| 2023年1月28日 - 4月29日 | 土曜 17:00 - 17:30           | 宮崎放送           | 宮崎県                                        |
| 2023年2月6日 - 5月8日   | 月曜 0:50 - 1:20（日曜深夜） | テレビ山梨         | 山梨県 『にちようスクエア』枠                 |
| 2023年3月21日 - 6月20日 | 火曜 1:35 - 2:05（月曜深夜） | 青森テレビ         | 青森県                                        |
| 2023年4月7日 - 6月30日  | 金曜 1:55 - 2:25（木曜深夜） | RSK山陽放送        | 岡山県・香川県                                |

| 配信開始日                                                                                                   | 配信時間                   | 配信サイト | 備考                     |
| --- | -------------------------- | --- | ------------------------ |
| 2023年1月8日                                                                                                 | 日曜 3:00（土曜深夜） 更新 | Disney+ | 定額配信サービス独占配信 |
| |                            | Amazon Prime Video バンダイチャンネル クランクイン！ビデオ dアニメストア dTV DMM TV FOD Hulu MBS動画イズム ニコニコチャンネル ビデオマーケット | 都度課金配信             |
| 2023年1月14日                                                                                                | 土曜 12:00 更新            | TVer | 最新話1週間配信          |
| この他、講談社のYouTube公式チャンネル「フル☆アニメTV」にて、同年1月29日より4か月連続で一挙配信が実施された。 |                            | |                          |

| 放送期間                        | 放送時間                     | 放送局             | 対象地域・備考                                |
| ------------------------------- | ---------------------------- | ------------------ | --------------------------------------------- |
| 2023年10月4日 - 12月27日        | 水曜 0:00 - 0:30（火曜深夜） | テレビ東京         | 関東広域圏 / 宣伝協力・番組協力 字幕放送      |
|                                 |                              | テレビ北海道       | 北海道 / 字幕放送                             |
|                                 |                              | テレビ愛知         | 愛知県 / 字幕放送                             |
|                                 |                              | TVQ九州放送        | 福岡県 / 字幕放送                             |
|                                 | 水曜 2:30 - 3:00（火曜深夜） | 毎日放送           | 近畿広域圏 / 製作参加 『アニメ特区』第1部     |
|                                 | 水曜 2:54 - 3:24（火曜深夜） | 山口放送           | 山口県                                        |
| 2023年10月5日 - 12月28日        | 木曜 0:00 - 0:30（水曜深夜） | テレビ埼玉         | 埼玉県 / 県内では実質再放送                   |
|                                 | 水曜 1:00 - 1:30（火曜深夜） | 千葉テレビ         | 千葉県 / 県内では実質再放送                   |
|                                 | 木曜 21:00 - 21:30           | AT-X               | 製作参加 / CS放送 / 字幕放送 リピート放送あり |
| 2023年10月6日 - 12月29日        | 金曜 0:30 - 1:00（木曜深夜） | テレビ神奈川       | 神奈川県 / 県内では実質再放送                 |
|                                 |                              | とちぎテレビ       | 栃木県 / 県内では実質再放送                   |
|                                 | 金曜 1:25 - 1:55（木曜深夜） | 静岡放送           | 静岡県 『スーパーアニメ6区』枠                |
|                                 | 金曜 1:55 - 2:25（木曜深夜） | RSK山陽放送        | 岡山県・香川県                                |
|                                 | 金曜 1:59 - 2:29（木曜深夜） | ミヤギテレビ       | 宮城県                                        |
|                                 | 金曜 2:20 - 2:50（木曜深夜） | 秋田朝日放送       | 秋田県                                        |
| 2023年10月8日 - 2023年12月30日  | 日曜 23:00 - 23:30           | BS朝日             | BS/BS4K放送 『アニメA』枠                     |
| 2023年10月8日 - 2023年12月31日  | 日曜 1:15 - 1:45（土曜深夜） | 福井テレビ         | 福井県                                        |
| 2023年10月9日 - 2023年12月31日  | 月曜 0:30 - 1:00（日曜深夜） | 群馬テレビ         | 群馬県 / 県内では実質再放送                   |
| 2023年10月9日 - 2024年1月7日    | 月曜 1:00 - 1:30（日曜深夜） | さんいん中央テレビ | 島根県・鳥取県                                |
|                                 | 月曜 1:55 - 2:25（日曜深夜） | テレビ大分         | 大分県                                        |
| 2023年10月10日 - 2024年1月16日  | 火曜 0:59 - 1:29（月曜深夜） | 信越放送           | 長野県                                        |
| 2023年10月10日 - 2024年1月9日   | 火曜 1:45 - 2:15（月曜深夜） | 中国放送           | 広島県                                        |
| 2023年10月12日 - 2023年12月28日 | 木曜 0:58 - 1:28（水曜深夜） | テレビユー福島     | 福島県                                        |
| 2023年10月17日 - 2024年1月16日  | 火曜 0:55 - 1:25（月曜深夜） | 南日本放送         | 鹿児島県                                      |
| 2023年10月17日 - 2024年1月30日  | 火曜 0:56 - 1:26（月曜深夜） | 青森テレビ         | 青森県                                        |
| 2023年10月17日 - 2024年1月23日  | 火曜 1:43 - 2:13（月曜深夜） | IBC岩手放送        | 岩手県                                        |
| 2023年10月19日 - 2024年1月25日  | 木曜 1:15 - 1:45（水曜深夜） | 北陸放送           | 石川県                                        |
| 2023年10月20日 - 2024年1月26日  | 金曜 0:26 - 0:56（木曜深夜） | テレビユー山形     | 山形県                                        |
| 2023年10月20日 - 2024年1月19日  | 金曜 1:18 - 1:48（木曜深夜） | 長崎文化放送       | 長崎県 『あに。』枠                           |
| 2023年10月21日 - 2024年1月20日  | 土曜 2:23 - 2:53（金曜深夜） | 熊本放送           | 熊本県                                        |
| 2023年10月28日 - 2024年1月27日  | 土曜 1:53 - 2:23（金曜深夜） | 新潟放送           | 新潟県 『BSN アニメ』枠                       |
| 2023年10月29日 - 2024年1月28日  | 日曜 1:33 - 2:03（土曜深夜） | あいテレビ         | 愛媛県                                        |
| 2023年11月13日 - 2024年2月19日  | 月曜 1:20 - 1:50（日曜深夜） | テレビ山梨         | 山梨県 『ネムラセナイト』枠                   |

| 配信開始日     | 配信時間                   | 配信サイト | 備考                     |
| -------------- | -------------------------- | --- | ------------------------ |
| 2023年10月4日  | 水曜 3:00（火曜深夜） 更新 | Disney+ | 定額配信サービス独占配信 |
|                |                            | Amazon Prime Video バンダイチャンネル クランクイン！ビデオ dアニメストア DMM TV FOD Hulu J:COMオンデマンド メガパック Lemino MBS動画イズム milplus ニコニコチャンネル Amazon Prime Video Rakuten TV TELASA U-NEXT ビデオマーケット | 都度課金配信             |
| 2023年10月10日 | 火曜 12:00 更新            | TVer | 最新話1週間配信          |

### BD / DVD
| 巻    | 発売日        | 収録話          | 規格品番   | 規格品番   |
| 巻    | 発売日        | 収録話          | BD         | DVD        |
| ----- | ------------- | --------------- | ---------- | ---------- |
| 1     | 2021年6月16日 | 第1話 - 第4話   | PCXP-50831 | PCBP-54431 |
| 2     | 2021年7月7日  | 第5話 - 第8話   | PCXP-50832 | PCBP-54432 |
| 3     | 2021年8月4日  | 第9話 - 第12話  | PCXP-50833 | PCBP-54433 |
| 4     | 2021年9月1日  | 第13話 - 第16話 | PCXP-50834 | PCBP-54434 |
| 5     | 2021年10月6日 | 第17話 - 第20話 | PCXP-50835 | PCBP-54435 |
| 6     | 2021年11月4日 | 第21話 - 第24話 | PCXP-50836 | PCBP-54436 |
| BOX上 | 2022年11月9日 | 第1話 - 第12話  | PCXP-60116 |            |
| BOX下 | 2022年12月7日 | 第13話 - 第24話 | PCXP-60117 |            |

| 巻 | 発売日        | 収録話          | 規格品番   | 規格品番   |
| 巻 | 発売日        | 収録話          | BD         | DVD        |
| -- | ------------- | --------------- | ---------- | ---------- |
| 1  | 2023年3月15日 | 第25話 - 第29話 | PCXP-50951 | PCBP-54731 |
| 2  | 2023年4月19日 | 第30話 - 第33話 | PCXP-50952 | PCBP-54732 |
| 3  | 2023年5月24日 | 第34話 - 第37話 | PCXP-50953 | PCBP-54733 |

| 巻 | 発売日        | 収録話          | 規格品番   | 規格品番   |
| 巻 | 発売日        | 収録話          | BD         | DVD        |
| -- | ------------- | --------------- | ---------- | ---------- |
| 1  | 2024年1月17日 | 第38話 - 第41話 | PCXP-51041 | PCBP-54811 |
| 2  | 2024年2月7日  | 第42話 - 第45話 | PCXP-51042 | PCBP-54812 |
| 3  | 2024年3月6日  | 第46話 - 第50話 | PCXP-51043 | PCBP-54813 |

### ミニアニメ
ミニアニメ『ちびりべ』が公式YouTubeにて2021年4月12日から9月20日まで毎週月曜19時に配信。また、AT-Xでも第1期各話の本編終了後に放送が実施された。
内容は原作者の和久井が監修しており、登場人物たちの日常が描かれる。監督・脚本・演出は芦名みのる、ぷちキャラクターデザイン・総作画監督・動画絵コンテはたけはらみのる、アニメーション制作はスタジオぷYUKAI。

### 関連番組
花垣武道役の新祐樹によるWeb番組『遊誅舞』（ユーチューブ）が、2021年4月3日よりYouTubeにて隔週土曜18時に配信。
Webラジオ『東京リベンジャーズ羅慈悪』（とうきょうリベンジャーズラジオ）は音泉およびYouTubeにて、2021年4月10日から9月25日にかけて第壱回から第拾参回までが隔週土曜に配信。また、アニメ第2期の放送に合わせて、第拾肆回が2022年12月25日日曜19時に配信され、第拾伍回から第弐拾回までが2023年1月14日から3月25日にかけて隔週土曜に配信された。パーソナリティは新祐樹と、毎月交代で他のキャラクターを演じるキャストが務める。
ラジオ番組『東京リベンジャーズ 相棒零泥威悪』（とうきょうリベンジャーズ あいぼうレディオ）は文化放送にて、2023年4月7日より金曜23時30分から土曜0時に放送中。パーソナリティは新祐樹と松野千冬役の狩野翔 。超！A&G+での再配信のほか、YouTubeでは限定コーナーが追加された特別版が配信される。

### 関連書籍
- 週刊少年マガジン編集部（監修） 『東京リベンジャーズ TVアニメ公式ガイドブック』 講談社〈KCデラックス〉、2021年7月16日発売[185]、ISBN 978-4-06-524025-0
- 週刊少年マガジン編集部（監修） 『東京リベンジャーズ TVアニメ公式ガイドブック 決定版』 講談社〈KCデラックス〉、2022年1月17日発売[186]、ISBN 978-4-06-526605-2

## 実写映画

### 第1作
2021年（令和3年）7月9日に公開された。PG12指定。当初は2020年10月9日に公開予定だったが、新型コロナウイルス感染拡大の影響による撮影の中断などが重なった結果、延期となった。公開後もコロナ禍であったが、初登場1位となり3日間で興収7億に迫る大ヒットスタートとなった。9月26日には観客動員数328万人、興行収入43.8億円を突破し、2021年公開作品の中で実写No.1興行収入を記録した。

### キャスト（映画）
- 花垣 武道 - 北村匠海[10]
- 橘 日向 - 今田美桜[19]
- 橘 直人 - 杉野遥亮[10]
- 佐野 万次郎 - 吉沢亮[10]
- 龍宮寺 堅 - 山田裕貴[10]
- 場地 圭介 - 永山絢斗[192]
- 松野 千冬 - 高杉真宙[192]
- 三ツ谷 隆 - 眞栄田郷敦[193]
- 林田 春樹 - 堀家一希[10]
- 清水 将貴 - 鈴木伸之[10][194]
- 千堂 敦 - 磯村勇斗[10]
- 山本 タクヤ - 田川隼嗣[195][注 7]
- 鈴木 マコト - 高橋里恩[195]
- 山岸 一司 - 藤堂日向[195]
- キシノ　- 中村祐志
- 長内 信高 - 湊祥希[10]
- チョメ - 田中偉登[197]
- チョンボ - 今村謙斗[197]
- 丁次 - 山口大地[197]
- 佐野 真一郎 - 高良健吾[198]
- 灰谷 蘭 - 栗原類[199]
- 灰谷 竜胆 - 豊田裕大[199]
- 半間 修二 - 清水尋也[10]
- 稀咲 鉄太 - 間宮祥太朗[10]
- 羽宮 一虎 - 村上虹郎[192]

#### スタッフ（第1作）
- 原作 - 和久井健[10]
- 監督 - 英勉[10]
- 脚本 - 髙橋泉
- 音楽 - やまだ豊
- 主題歌 - SUPER BEAVER「名前を呼ぶよ」（ソニー・ミュージックレーベルズ）[200]
- 製作 - 石原隆、池田宏之、松本智
- プロデューサー - 岡田翔太[10]、稲葉尚人
- 撮影 - 江崎朋生（J.S.C.）
- 照明 - 三善章誉
- 録音 - 加来昭彦
- 美術 - 佐久嶋依里、加藤たく郎
- 装飾 - 堀口浩明
- 衣装 - 宮本まさ江、佐藤美幸
- ヘアメイク - 須田理恵
- 編集 - 相良直一郎
- 音響効果 - 柴崎憲治
- アクション監督 - 諸鍛冶裕太
- VFXスーパーバイザー - 村上優悦
- 助監督 - 古川豪
- 制作担当 - 木村利明、片平大輔
- ラインプロデューサー - 石渡宏樹
- プロデューサー補 - 伊藤学
- 配給 - ワーナー・ブラザース映画[10]
- 制作プロダクション - 角川大映スタジオ
- 製作 - 映画「東京リベンジャーズ」製作委員会（フジテレビジョン、ワーナー・ブラザース映画、講談社）

### 第2作・第3作
2022年7月30日に製作が発表され、同年11月14日に正式タイトルが決定し、2023年GWに『東京リベンジャーズ2 血のハロウィン編 -運命-』（とうきょうリベンジャーズツー ちのハロウィンへん うんめい）、同年夏に『東京リベンジャーズ2 血のハロウィン編 -決戦-』（とうきょうリベンジャーズツー ちのハロウィンへん けっせん）の前後編2部作での公開となる事が発表された。『-運命-』は2023年4月21日、『-決戦-』は同年6月30日にそれぞれ公開された。いずれもPG12指定。

#### スタッフ（第2作・第3作）
- 原作 - 和久井健『東京卍リベンジャーズ』（講談社「週刊少年マガジン」KC）[202]
- 監督 - 英勉[202]
- 脚本 - 髙橋泉
- 音楽 - やまだ豊
- 主題歌 - SUPER BEAVER（ソニー・ミュージックレーベルズ）[205]
  - 『-運命-』 - 「グラデーション」
  - 『-決戦-』 - 「儚くない」
- 製作 - 大多亮、高橋雅美、高見洋平
- プロデューサー - 岡田翔太[202]、稲葉尚人
- 撮影 - 江崎朋生（J.S.C.）
- 照明 - 三善章誉
- 録音 - 加来昭彦
- 美術 - 佐久嶋依里、加藤たく郎
- 装飾 - 堀口浩明
- 衣装 - 宮本まさ江
- ヘアメイクディレクション - 須田理恵
- 編集 - 相良直一郎
- 音響効果 - 柴崎憲治
- アクションコーディネーター - 諸鍛冶裕太
- VFXスーパーバイザー - 長井由実
- Bカメラ撮影 - 一坪悠介（J.S.C.）
- キャスティング - 川口真五
- 助監督 - 古川豪
- 制作担当 - 相良晶、荒川輝政
- ラインプロデューサー - 片平大輔
- プロデューサー補 - 石渡宏樹
- 配給 - ワーナー・ブラザース映画
- 制作プロダクション - KADOKAWA
- 製作 - 映画「東京リベンジャーズ2 血のハロウィン編」製作委員会（フジテレビジョン、ワーナー・ブラザース映画、講談社）

### 原作との相違点
- 武道のタイムリープ先が原作の12年前（中学時代）から10年前（高校時代）に変更。
- 林良平、佐野エマが登場しない。
- 林田春樹が長内信高をナイフで刺さない。このため「8・3抗争」の時点で長内が健在であり、抗争に参戦している。よって、林田の処遇を巡って万次郎と堅が仲違いする描写も削除。
- 「8・3抗争」にこの時点では部外者のはずの千堂ら武道以外の溝高五人衆の4人が参戦している。
- 「8・3抗争」が実際には7月13日の夜に開戦している。
- 日向が武道に恋愛感情を抱き始めるきっかけの回想が原作とは異なるオリジナルシーン。

### 2の相違点
- 林田春樹の補導及び少年院送致の理由が、一作目の伏線を汲み、異なる。
- 場地圭介の謹慎の理由が、「8・3抗争」に参加しなかったから、となっている。
- 武道が正式入隊から壱番隊隊長になるまでの間、弐番隊に所属していたが、本作では不明。
- 現代の長内信高が登場する場面が、清水将貴に差し替わっている。
- 三ツ谷隆が襲撃され、バイク事故で負傷するオリジナルシーン。
- 羽宮一虎が場地圭介を殺害したことを、現代の堅が武道に教えない。
- 武道と日向がネックレスを交換しない。
- 5回目のタイムリープ先の銭湯のシーンが万次郎と堅は銭湯に入らずに代わりに万次郎のみが湯船に入ろうとしていた老人の後ろから顔を出して湯船にタイムリープした武道を脅かす原作とは異なるオリジナルシーン。
- 場地の自害に至る伏線が異なっている。羽宮が場地を刺す理由が、稀咲鉄太に「場地が裏切った」と嘘の告げ口をし、信じたことに変更。
- 少年院送致された羽宮の面会に、武道が同行せず堅のみが面会。
- 武道が日向に別れを切り出す場面が前倒し。
- 三ツ谷が武道の特攻服を作成するシーンの削除。

### テレビ放映

#### 第1作
| 回数 | 放送局     | 放送枠         | 放送形態       | 放送日        | 放送時間      | 放送分数 | 平均世帯 視聴率 | 備考                      |
| ---- | ---------- | -------------- | -------------- | ------------- | ------------- | -------- | --------------- | ------------------------- |
| 1    | フジテレビ | 土曜プレミアム | 本編ノーカット | 2022年7月30日 | 21:00 - 23:30 | 150分    | 8.7%            | [ 注 8 ] [ 注 9 ] [ 206 ] |
| 2    | フジテレビ | 土曜プレミアム | （なし）       | 2023年4月15日 | 21:00 - 23:30 | 150分    | 7.1%            | [ 注 8 ] [ 注 9 ] [ 207 ] |

#### 第2作
| 回数 | 放送局     | 放送枠         | 放送日        | 放送時間      | 放送分数 | 平均世帯 視聴率 | 備考                        |
| ---- | ---------- | -------------- | ------------- | ------------- | -------- | --------------- | --------------------------- |
| 1    | フジテレビ | 土曜プレミアム | 2025年1月18日 | 21:00 - 23:10 | 130分    | 4.8%            | 地上波初放送 本編ノーカット |

#### 第3作
| 回数 | 放送局     | 放送枠         | 放送日        | 放送時間      | 放送分数 | 平均世帯 視聴率 | 備考                        |
| ---- | ---------- | -------------- | ------------- | ------------- | -------- | --------------- | --------------------------- |
| 1    | フジテレビ | 土曜プレミアム | 2025年1月25日 | 21:00 - 23:10 | 130分    | 4.4%            | 地上波初放送 本編ノーカット |

## 舞台

### キャスト（舞台）
○数字はシリーズ作数。
- 花垣 武道 - 木津つばさ[11][12][13]
- 橘 日向 - 花瀬琴音（① - ③）[208][12] / 根本流風（④ - ⑤）[209][210]
- 橘 直人 - 野口準[11][12]
- 佐野 万次郎 - 松田凌[11][12]
- 龍宮寺 堅 - 陳内将[11][12]
- 場地 圭介 - 上田堪大[211]
- 松野 千冬 - 植田圭輔[211]
- 乾 青宗 - 糸川耀士郎[212]
- 三ツ谷 隆 - 相澤莉多[208][12]
- 柴 八戒 - 田中涼星[212]
- 林田 春樹 - 中島大地[208][12]
- 林 良平 - 川隅美慎[208]
- 清水 将貴 - 桜庭大翔[208]
- 千堂 敦 - 中尾暢樹[208][12]
- 佐野 エマ - 伊藤萌々香（③ - ④）[212][209] / 根本流風（④[注 10] - ⑤）[213]
- 柴 柚葉 - 飯窪春菜[212]
- 長内 信高 - 新田健太[208][12]
- 柴 大寿 - 新井將[212]
- 半間 修二 - 菊池修司[208][12]
- 九井 一 - 橋本祥平[212]
- 稀咲 鉄太 - 結城伽寿也[211]
- 羽宮 一虎 - 赤澤燈[211]

### 公演リスト（舞台）
舞台「東京リベンジャーズ」
2021年8月6日 - 8日、COOL JAPAN PARK OSAKA WWホール
2021年8月12日 - 14日、日本青年館ホール
2021年8月19日 - 22日、KT Zepp Yokohama
舞台「東京リベンジャーズ －血のハロウィン編－」
2022年3月18日 - 21日、COOL JAPAN PARK OSAKA WWホール
2022年3月25日 - 4月1日、サンシャイン劇場
舞台「東京リベンジャーズ －聖夜決戦編－」
2023年12月22日 - 25日、東大阪市文化創造館 Dream House 大ホール
2023年12月29日 - 2024年1月8日、品川プリンスホテル ステラボール
舞台「東京リベンジャーズ －天竺編－」
2024年8月29日 - 31日、森ノ宮ピロティホール
2024年9月4日 - 16日、IMM THEATER
舞台「東京リベンジャーズ－The LAST LEAP－」
2025年6月26日 - 29日、COOL JAPAN PARK OSAKA WWホール
2025年7月3日 - 10日、KAAT神奈川芸術劇場 ホール

### スタッフ（舞台）
- 原作 - 和久井健『東京卍リベンジャーズ』（講談社「週刊少年マガジン」連載中）[11][12]
- 脚本・演出 - 伊勢直弘[11][12]
- 主題歌 - Sir Vanity「HERO」[215]
- 制作 - Office ENDLESS
- 主催 - 舞台「東京リベンジャーズ」製作委員会[11][12]

## ミュージカル
2023年6月19日、ミュージカル化が発表された。

### キャスト（ミュージカル）
ミュージカル「東京リベンジャーズ」
- 花垣 武道 - 竹中凌平
- 橘 日向 - 佐々木舞香（=LOVE）
- 橘 直人 - 佐藤信長
- 佐野 万次郎 - 北村諒
- 龍宮寺 堅 - 井阪郁巳
- 三ツ谷 隆 - 酒寄楓太
- 林田 春樹 - 皇希
- 林 良平 - 平野泰新
- 清水 将貴 - 川上将大
- 千堂 敦 - 久保侑大
- 長内 信高 - 高田誠
- 半間 修二 - 磯野大
- 稀咲 鉄太 - 横田龍儀
- アンサンブル
  - 山本 タクヤ - 笹尾ヒロト
  - 鈴木 マコト - 茶谷優太
  - 山岸 一司 - 内龍星

ミュージカル「東京リベンジャーズ #2 Bloody Halloween」
- 花垣 武道 - 竹中凌平
- 橘 日向 - 伊藤理々杏（乃木坂46）
- 橘 直人 - 佐藤信長
- 佐野 真一郎 - 佐々木崇
- 佐野 万次郎 - 北村諒
- 龍宮寺 堅 - 井阪郁巳
- 三ツ谷 隆 - 酒寄楓太
- 林田 春樹 - 皇希
- 千堂 敦 - 久保侑大
- 場地 圭介 - 鈴木勝吾
- 羽宮 一虎 - 岸本勇太
- 松野 千冬 - 佐藤流司
- 半間 修二 - 磯野大
- 稀咲 鉄太 - 平松來馬
- アンサンブル
  - 山本 タクヤ - 笹尾ヒロト
  - 鈴木 マコト - 藤村リュウト
  - 山岸 一司 - 橋本有一郎

### 公演リスト（ミュージカル）
ミュージカル「東京リベンジャーズ」
2023年11月24日 - 26日、天王洲 銀河劇場
2023年12月1日 - 3日、メルパルクホール大阪
ミュージカル「東京リベンジャーズ #2 Bloody Halloween」
2025年3月28日 - 4月6日、天王洲 銀河劇場
2025年4月11日 - 13日、京都劇場

### スタッフ（ミュージカル）
- 原作 - 『東京卍リベンジャーズ』（講談社「週刊少年マガジン」KC）
- 脚本・作詞 - 赤澤ムック
- 演出 - 三浦香
- 音楽 - manzo、TAKA
- 振付 - 遠山晶司（梅棒）、YOU、泰智

## ゲーム

### スマートフォンゲーム

#### オリジナルゲーム
いずれも、基本プレイ無料のアイテム課金制。
東京リベンジャーズ ぱずりべ！全国制覇への道
テレビアニメ版初のオリジナルアプリゲームとして、2022年12月8日より配信されている。配信元はGOODROID、企画制作は同社、ポニーキャニオン、講談社の3社共同。
東京リベンジャーズ Last Mission
完全新作の3DアクションRPGとして、2024年11月7日より配信されている。プラットフォームはスマートフォン（App Store、Google play）、PC（DMM GAMES）の他、追加にてNintendo Switch、PlayStation 4、PlayStation 5に対応予定。配信元はビクターエンタテインメント。

#### コラボレーション（スマートフォンゲーム）
- ドラゴンエッグ（2021年7月2日 - 16日）[223]
- 共闘ことばRPG コトダマン（2021年8月27日 - 9月10日）[224]
- ジョーカー〜ギャングロード〜（2021年9月10日 - 25日）[225]
- m HOLD’EM（エムホールデム）（2021年9月27日 - 10月10日[226]、2022年3月28日 - 4月17日[227]）
- 大熱闘ドラゴンスマッシュ（2021年10月22日 - 11月5日）[228]
- パズル&ドラゴンズ（2021年11月8日 - 22日）[229]
- ミリオンモンスター（2021年11月26日 - 12月10日）[230]
- 龍が如く ONLINE（2021年12月13日 - 27日[231]、2023年4月14日 - 28日[232]）
- 覇道 任侠伝（2022年1月1日 - 26日）[233]
- 荒野行動（2022年1月27日 - 2月17日）[234]
- ポコロンダンジョンズ（2022年2月19日 - 3月12日）[235]
- エレメンタルストーリー（2022年3月12日 - 27日）[236]
- 喧嘩道（2022年4月18日 - 5月2日）[237]
- 単車の虎（2022年5月9日 - 18日）[238]
- バンドリ！ ガールズバンドパーティ！（2022年5月21日 - 29日）[239]
- グランドサマナーズ（2022年6月1日 - 7月1日）[240]
- 妖怪ウォッチ ぷにぷに（2023年5月1日 - 16日）[241]
- モンスターストライク（2023年10月1日 - 15日）[242]

### リアル脱出ゲーム
謎解きイベント『終わらない東卍（トーマン）抗争からの脱出』
リアル脱出ゲームの下北沢店で2022年2月4日より、名古屋店で同年2月24日よりそれぞれ開催。
プレーヤーが東京卍會の元メンバーになり、タイムリープを駆使して、かつての仲間の殺害計画の阻止を目指す。原作さながらの “2つの時間軸”を行き来して謎を解明していく。原作キャラクターたちの録り下ろしボイスと、その東京卍會のメンバーたちによって繰り広げられる公式監修のオリジナルストーリーであり、東京卍會のメンバーたちと協力して、悲惨な結末をハッピーエンドへ導く原作体験が出来る。

## 遊技機
e東京リベンジャーズ
パチンコ実機として2025年7月7日から導入。メーカーはサミー。
スマスロ 東京リベンジャーズ
パチスロ実機として2025年9月8日から導入予定。メーカーはサミー。

## アトラクション
東京リベンジャーズ イマーシブ・エスケープ
脱出型イマーシブシアター体験と称したアトラクションとして、2024年3月1日より刀の運営するイマーシブ・テーマパーク『イマーシブ・フォート東京』にて開業時より開催されている。